# 電空
電空（DENKU、でんくう）は、『天才てれびくんhello,』に登場する架空の世界。

## 概要
ドラマパートのシリーズタイトルに相当するロゴやテロップは本編で表示されないが、番組説明では「電空物語」が使用されている。
2020年度と2021年度は月曜 - 水曜の冒頭（第67回 - 第75回は「電空リサーチ」放送後の中盤）に放送。1話7分（最終話を除く）。
2022年度は月曜の冒頭に放送。放送尺は第1話と第2話が10分、第3話以降は10分25秒。最終2話は拡大版。
ストーリーのあらすじやサブタイトル内では電キャおよび雷キャ所有者の表記が氏名どちらか（ギュナイ滝美は姓、他の人物は名）のカタカナに統一され、この表記は木曜生放送やエンディングテーマでも使用される。「てれび戦士」「てれび騎士」全員に該当するほか、そのまは第25回、萌衣は第95回、風花は第128回から使用されている。
時代設定は「ちょっと先の未来」であるが、第13回における現在は「2020年」である。ゲストをはじめ出演者に番組を卒業した元てれび戦士を含めた、過去作に出演した人物が多数いるのが特徴。
第13回 - 第18回は新型コロナウイルス感染対策により、テレビ電話にCGを合成した映像構成となっている。
『Let's』『YOU』と比べて他の番組コーナーとの関係性が薄くなったが、第79回（2021年2月15日）以降、あどミンとみやぞんの出演コーナーがドラマの展開に合わせて変更になっている。また、第85回では「電空リサーチ」の一部回の映像が使用された。
第109回ではドラマに繋げる形でてれび戦士2021の楽曲「また明日」が初披露され、これ以降は毎週火曜日のエンディング曲として放映されている。なお、放送当日のゲームコーナーは休止し、「ソニアのおたより紹介コーナー」に差し替える形で時間調整した。
2022年度はドラマの最後に5秒間の次回予告が放送されるようになった。通常回は木村昴が次回予告のナレーションを担当しているが、雷キャ「パオウ」出演回の次回予告は千葉繁が担当している。

## オープニングタイトル
2020年度 - 2021年度
てれび戦士と一緒に不思議な遊び場、電空をめぐる冒険に出かけるぞ！新しい出会いが待ってるよ！hello,
2022年度
てれび戦士と一緒に冒険に出発だ! 今日は（番組内容）hello,

## あらすじ
2020年度
ちょっと先の未来。子供達だけが入れる仮想空間「電空」が壊れ、ログインできなくなってしまう。秘密基地「かくれガレージ」に集結した12人のてれび戦士がエンジ（エンジニア）のみやぞんと「電空」を取り戻すために奮闘する。
2021年度
消えたはずの子供達の楽園「電空」が復活した。電キャんぷベースに集められたてれび戦士達が、みやぞんエンジと共に電空の謎を解き明かす。
2022年度
ライデェンを倒したてれび戦士の目の前に現れた「てれび騎士」というライバル達。エネルギー源のタマ電Qを集めて電空を守るため、てれび戦士と電キャが活躍する。ライデェンとクロミンは復活し、てれび騎士とモモチ―を騙し手下にする。

## ストーリーの構成
ドラマ冒頭の「これまでのあらすじ」は主役のてれび戦士（第141回のみ礼の電キャ）がナレーションを担当する。なお、以下の区分は全て便宜上のもの。
2020年度
「ユウマ編」は電空の謎に迫るメインストーリー。2学期以降はそのまが準主役となるが「これまでのあらすじ」は悠真が担当している。重要回は『hello,』メイン構成の佐藤大が脚本を兼任する。
「デンリキ回収編」は悠真とそのま以外のてれび戦士1名を主役にしたストーリー。主役てれび戦士のデンリキの発現からあどミンによる回収までを1週3話で描く。
再放送の「一気見」は1日の放送で1週3話分を連続放送する。「ユウマ編」は初回放送順に編成されるが、「デンリキ回収編」は初回放送と異なる順番で編成されることがある。
2021年度
「電キャ,レベルアップ編」は主役のてれび戦士があどミンからデンリキを与えられ、自身の電キャにデンリキを吸収されるまでを1週3話で描く。
「電キャの目覚め編」は主役のてれび戦士とレベルアップを果たし話せるようになった自身の電キャの交流を1週3話で描く。
2022年度
「タマ電Q編」はてれび戦士とてれび騎士のタマ電Q争奪戦を2話完結で描く。

## 登場人物
※は元てれび戦士、○はてれび戦士以外の過去の天才てれびくんシリーズの出演者。演者が書かれていないものはノンクレジット。

### かくれガレージ・電キャんぷベース所有者
- みやぞんエンジ（演：みやぞん）

電空のエンジ。かくれガレージの所有者で、様々なアイテムを製作する発明家でもある。一人称は「私」または「僕」で、相手のことは「さん」付けで呼び、常に敬語で話す。発明品をてれび戦士に壊されてしまうこともよくあるが、「壊れてもまた作り直せばいい」と考えているため、怒ることはない。
10年物の痔持ちらしく、第16回〜第18回ではあどミンに私物の「お尻に優しいクッション」を巨大化され、「謎の物体」としててれび戦士の間で騒ぎになった。
また、オカルトの類も苦手なようで、第35回では山荘の人々が消えていく事件を「神隠し」と表現した悠真の横で怯えていた。
第52回では自身の電キャがDOSに登場したことを怪しんだ悠真と共に桜川の元へ向かう。そこで桜川に「博士」と呼ばれたほか、第54回ではそのまに「お父さん」と呼ばれたが、みやぞんエンジ側に双方の記憶はなくその場では「人違い」として処理された。
第64回では眠っている間に電空のハカイシャにかくれガレージを襲撃されたが、騒ぎには全く気づいていなかった。第66回でシャッターの修理を終わらせた際、悠真から電話がかかってきたことに気づく。てれび戦士全員をかくれガレージに匿ったあと、眠っていたあどミンの足にスプレーを吹き掛けて起こした。
第80回で明かされた正体はみやぞの博士の電キャ。しかしその事を語った直後あどミンに襲われ、そのまに自身のギターを託し、悠真たちを逃がして彼らの身代わりになって攻撃を喰らい消滅してしまう。
第85回では何故か復活していて、かくれガレージにワープしてきた悠真の前に現れた。
第90回ではあどミンにデンリキを授けるように頼むが断られてしまった。
第99回では昭和時代の文化にハマっていた。
第122回では空のリクエストでそのまが生み出した肉まん味の大福を全てそのま・空・麻理亜に食べられてしまった。第123回では大福を様々な味に変えてもらおうとするが、そのまは道場との対決の練習をしていたため結局デンリキを使ってもらえずじまいだった。
第128回ではモンロウ重工で観測された謎の現象はバグではなく暗号化であると特定する。暗号化を解除するプログラム「電こんぶ」を開発し、怪しまれずに入れるDOSの大会の日にモンロウ重工へ潜入する計画を立てる。
第140回では「超合体スーパー電キャスーツ」を開発し、一緒に腕相撲をしようとしていた。
第143回では悠真に七不思議について聞かされ怯えていた。第144回では眞生・元太・照太に対して「一度怖い目に遭ってしまえばいい」と言い放った悠真に対し、「悠真さんの方が怖いです」と言っていた。
第153回では照太の恋心に気づかず、ソニアとギュナイからは鈍感扱いされていた。
第158回ではそのまの学校に潜入するが、あどミンに置いてけぼりを食らってしまう。

### 電空のAI
- あどミン（声：新谷真弓○）

電空の管理者である人工知能。電空と現実世界を電子機器の画面を介して自由に行き来できる。白を基調に赤・青・緑の体色で、長めの腕と格子模様でできたような大きな耳と尻尾があり、両足は青い電源マークの形をしている。初対面の際、ゆら・芹奈・生からそれぞれウサギ・ネズミ・コウモリに間違えられていた。「〜ぽよ」が口癖で一人称は「ボク」。
てれび戦士から受け取ったデンリキのエネルギーや「電空リサーチ」コーナーでの経験データを食べて回収することで電空を少しずつ修復できる。特にデンリキのエネルギーを食べると電空の1エリアを丸ごと修復できる。データやエネルギーを食べる時は、赤・青・緑の縞模様の長い舌を伸ばし丸呑みする。逆に長い間何も食べないと疲れて眠ってしまい、一度寝てしまうとデンリキのエネルギーを与えない限り何をされても起きない。
なお人間が食べている食べ物も一応食べることは可能だが、悠真が買ってきたカゲヤマ亭のジュエルシューを見た際には「そんな気分じゃない」、ソフトクリームのクリームの部分をたくさん食べても「お腹の足しにはならない」、ゆらからもらったチョコレートに対して「甘苦くておいしくない」と発言するなど、普通の食べ物（特に甘い物）は好みではない模様。しかし第25回で初めて食べた酢昆布は「食べると体が痺れるような感覚になる」といたく気に入り、デンリキに匹敵する好物になった。また酢昆布に病み付きになった結果、第131回では暗号化直しのための電こんぶを勝手に食べようとして悠真に嗜められたり、第137回では刺激の強い酢昆布をもう一度食べたいがために複数のてれび戦士を巻き込む騒動を起こし、第144回では学校の家庭科室で酢昆布を自作する、第155回では自分から駄菓子屋に足を運び酢昆布を購入するなど、2021年度では酢昆布に異様な執着心を見せる描写が多い。
第16回〜第18回ではみやぞんエンジの私物の「お尻に優しいクッション」を巨大化させ、「謎の物体」としててれび戦士の間で騒ぎを引き起こした。第18回で生と理音のギャグを認めたため、クッションを花火に変え炸裂させた。
第25回・第26回ではゆらにお菓子をもらったりプラネタリウムに連れていってもらい喜んでいた。しかしその理由がデンリキをもらうためと知り失望してしまう。最終的にソニアの言葉で改心したゆらに謝罪され、あどミン本人も「言い過ぎた」と反省した。
第35回では山荘の招待客の消失事件の犯人にいち早く気づいていた。
第38回では「そもそも今ここで喋っているセリナは本物なのか」と芹奈とダブルの区別がついていないような発言をしたため、口論になってしまい芹奈にポンコツ扱いされ激怒。セリナにてれび戦士クビを宣告してしまう。最終的に懸命に努力した芹奈を認めた。
デンリキを食べるためなら手段を一切選ばない一面もあり、第40回では照太に「やりたいこと（バク太郎とのライブを成功させること）がある」と言われ一度はデンリキを食べることを踏み留まったが、照太はテレビ出演時に逐一デンリキを使っていたため、第41回ではついに我慢できなくなり照太を追いかけ回す。しかしそのせいで疲れてしまい第42回の冒頭まで寝ていた。みやぞんエンジに「照太さんは本当にこれで最後と言っていました」と言われたが、ついに業を煮やして照太の前に現れ猛スピードでデンリキを食べてしまった。この他にも、第71回では理音にデンリキの提供を断られた際に、むくれる態度を見せた。
第64回では何者かに酢昆布を食べられ憤慨していた矢先、電空のハカイシャの攻撃を喰らって足が黒くなり倒れてしまい、ゆらのスマホ内に匿われる。第66回では足を捻挫して眠っていた礼の夢の中に現れ、「自分を犠牲にすれば電空のハカイシャはもう追ってこない」と告げる。最終的にてれび戦士たちがかくれガレージに帰還した際、みやぞんエンジによって足にスプレーを吹き掛けられたことにより足の色が青に戻り目覚めた。
第67回では電空のハカイシャの仮面で洗脳されたてれび戦士たちから命を狙われてしまう。最後っ屁として生がデンリキを発動させた際には彼と入れ替わり、周囲を混乱させて動きを止めることに成功した。
第70回～第72回では理音のデンリキを美味しく食べるために謎を仕組んでいた。
第79回ではてれび戦士たちが安全ブレーカーを再起動させた際、激しく苦しんだ後に後述の黒いあどミンに変化した。
第85回ではソニアがデンリキで心の中を覗いた結果、黒いあどミンの中に閉じ込められていたことが判明。照太が黒いあどミンを笑わせて開いた口の中にゆらが酢昆布を放り込んだことにより、黒いあどミンの体内から出てきて、黒いあどミンと対峙し「ボクはキミ、キミはボク」「子供はすごい力を秘めている」と説得した。黒いあどミンが消滅した後、電空のデリートコマンドの暴走によりてれび戦士を始め全ての子供たちの記憶が消えかけてしまうが、それを止めるために「それがプログラムの運命」と自分が消えることを受け入れ、ユラに貰った酢昆布を食べた後自ら安全ブレーカーを落とし、電空の全てと共に消滅してしまった。
第86回では悠真が読んでいた「月刊モー」にそれらしき影が写っていた（結局は取材陣のやらせだった）ほか、悠真の前にホログラムとして現れた。第87回ではクリプトオンズに拐われたことがソラから明かされた。そして第88回、パソコンのモニター内に捕まっていたところを悠真と空に発見され解放された。
2021年度ではデンリキの与え方が「てれび戦士が強い願いを抱くと、あどミンが口からデンリキのエネルギーを出し舌を使って投げる」に変更されている。どのデンリキが与えられるのかはあどミン本人にもわからないらしい。
第92回ではAIのマーシャを敵視していたが、第94回では「結構いい奴」と認めていた。
第131回では悠真と共にモンロウ重工の工場へと向かう。屋内に潜入するが、クリプトオンズに捕まり電空アリーナに飛ばされてしまう。その後電こんぶをクリプトオンズに奪われてしまったが、悠真の電キャに奪還してもらい食べたことで口からビームを出し、中村（後述）と代弁者（後述）を分離させた。
第137回では超ハワイをプログラミングしていたが、麻理亜に非常に酸っぱいと知らず「びっくり酢昆布」を食べさせられ豹変。「先にマリアを捕獲できたてれび戦士を超ハワイに招待する」とてれび戦士達を煽動する。その後は疲れて眠っていたが、ずっとうなされていた。実は激怒していたのではなく、酢昆布が美味しかったため麻理亜を探していただけだった。
第144回では酢昆布が好きな理由を知りたがる桜川に追い回され、みやぞんエンジに助けを求めていた。
第154回では恋愛を理解できないみやぞんエンジに「恋」について教えるようソニアとギュナイから頼まれるが、同音異義語である「鯉」の解説をし始めたため2人から呆れられた。
第158回ではそのまに危険を知らせるために彼女の学校に潜入したが、なかなか出会えなかったため（実際は図書委員の業務中）しびれを切らしてタブレットから出て校内を探し回る。
第185回でゆらと紅緒の調査により、誕生日が10月31日である事が判明した（みやぞの博士がお化けが沢山いた日と言及していたため）。
名前の由来
コンピュータやネットワークの用語で「管理者」の英語「administrator」の省略形「admin」から。なお、キャラクター紹介の字幕欄と肩書は白地に黒文字で「電空の管理AI」だが、後述の黒いあどミンについては黒地に白文字で「電空のAI」となっている。
声を担当する新谷は前作「天才てれびくんYOU」で恐のもじもん・おそれっくすの声を、前々作「Let's天才てれびくん」でも広島どちゃもん・ぷうかの声を担当していたため、天才てれびくんシリーズに3作連続での出演となる。
- くろミン（声：新谷真弓○）

初登場は第79回。てれび戦士達が安全ブレーカーを再起動させた際に体が赤と黒を基調とした凶悪な外観へと変化し、声も低くなり一人称が「私」へと変わったあどミン。右目の上部と左目には切り傷のような模様があるほか、口も牙が生えたような刺々しい形になっている。性格も冷酷かつ傲慢な物に一変し、「子供というものはいちいち感情を爆発させるからうるさい、子供たちを安全かつ完全にコントロールする」と称し、てれび戦士を用済みと見なし消そうとする。
第80回では本格的に電空を解放し子供たちをネット依存にさせる。かくれガレージに残っていたてれび戦士をバグと見なし消そうとするが、みやぞんエンジが「私がこの子たちを守ります」と主張したため、「電キャの癖に私に逆らうな」と彼を攻撃し消滅させる。
第82回でのみやぞの博士の話から、あどミンは本来「電空で遊ぶ子供の安全を見守る役割」だったのが、次第に子供の好奇心や豊かな感情を危険視するようになった結果黒いあどミンに変化したことが判明した。第83回では電空にアクセスしている子供たちの経験データを貪り、彼らの感情を消そうとしていた。また、かつて暴走した際、電空のハカイシャへと変貌していくみやぞの博士によって電空の安全ブレーカーが切られ、同時に彼の攻撃を受けたことにより記憶喪失（いわばリセットされたともいえる）となっていたことが判明した。
第85回では「チョキチョキチョッキング」や「グルグルーブ」でてれび戦士たちを襲うも、そのまにリバース・コンバーターで攻撃されほとんどのデンリキを分離させられた。だが「チョキチョキチョッキング」と「アヤ×2ツリングネットワーク」（準主役の2人のデンリキ）だけは残り、刃を出して攻撃したり逃げ遅れたてれび戦士を拘束したりしていた。その後ソニアにより中にいた白いあどミンの存在を暴かれ、照太に笑わされた隙をついてゆらに酢昆布を放り込まれ白いあどミンと分離させられた。「危険はバグだ」と主張するが、てれび戦士たちに「失敗も大切な経験、自分たちを信じて」と説得され苦悶した後、「アヤ×2ツリングネットワーク」で彼らを捕縛した上で消そうとするが、悠真の放った「ヒャックリカエル」で糸を反転させられてしまう。そして「集めた経験データも全て消える、これが最後の管理者命令だ」と言い残し消滅した。
第168回では復活しており（「くろミン」という名前もここで判明、その前は単に「あどミン」と呼ばれていた）、てれび騎士とライデェンを配下にタマ電Qの収集を企む。そこから暫くはてれび騎士にタマ電Qを集めさせていたが、174回で美音が、176回で遥斗が相次いでタマ電Qを取られる事態になり、ライデェンの手で風花の雷キャ・モモチーを復活させる。彼女が持つ「タマ電Qが出る位置を予測する能力」であるライリキ・クリアルスキャンを手にしたことによりてれび騎士だった3人を用済みと見なし切り捨てた。
第179回ではタマ電Qを7個得たことで禍々しい形状の翼が生えた。第181回ではその翼からオーラを発射する攻撃「ウイングアタック」を披露している。
第189回では悠真と萌衣の説得によりモモチーが離反。それに激怒し彼女が持っていたライリキ「クリアルスキャン」をコピーした。このくろミンの行動やその直前のモモチーの発言からてれび騎士だった3人と同様モモチーもくろミンに道具扱いされていたに過ぎなかったことがうかがえる。またクリプトオンズに対しても休みを取る時間すら与えないなど、明らかに他者をこき使う場面もあり、この時はライデェンも「(クリプトオンズが)可哀想」と同情している。
第190回ではライデェンの証言から「消去炉から脱出してきた」ことが判明し、2020年度で悠真に倒された個体と同一であることが判明した。第191回で離反したライデェンによってデリートされたことにより消去炉にたどり着き(わざと負けて消去炉に行った)、最後のタマ電Qを手に入れ電デビルを復活させたが、逆に自分が電デビルに吸収されてしまう。

### 電空関係者
- メアリーエンジ（演：高橋メアリージュン○）

電空のエンジの一人で、生放送の進行役。2020年度の生放送で初めて登場した際には、あどミンから「超優秀な電空のエンジニア」と紹介されている。電空のバグを取り除くてれび戦士や茶の間戦士をサポートする。女性だが男性のような勇ましい口調で喋るのが特徴。電空のエリアの元となった地域に詳しく、毎回解説をしてくれる。一方でクイズは苦手な模様。登場する度に髪型が変わる。
演じた高橋は前作「天才てれびくんYOU」（2018年度）で禍禍団に利用されたファッションモデル・高橋メアリーを演じていた。
- 向井慧○（パンサー）

「電空アリーナ」の支配人で、そこで開催される「電空コロシアム」の進行役（1度だけサポーターとして出演）。黄緑色の衣装を着たDJのような出で立ち。
演じた向井は前作「天才てれびくんYOU」で調査員・向井3段を演じていた。
- チャンエンジ（演：チャンカワイ（Wエンジン）○）

「電空コロシアム」のサポーター（1度だけ支配人・チームリーダーとして出演）。また、不定期に「電空リサーチ」パートにも登場する。応援時には本名の「河合正悟」と表示される場合や、公家のような格好となり「河合宇曽こき麻呂」の名義を使うこともある。
演じたチャンはは前作「天才てれびくんYOU」で「ニュース深追い」のリポーター及び生放送の中継役として本人名義で出演していた。
- ロン・モンロウ

「電空コロシアム」の主催者である、電空の大企業「モンロウ重工」のCEO。ピンク色のドレスを着用している。向井支配人からは「様」付けで呼ばれている。口癖は「論より証拠」「論より実践」。
長らく電空コロシアム生放送のみの登場だったが、第126回で桜川と会話する様子が見られ、第128回では秘書の中村の存在も確認できる。
第132回では2020年度最終回で破壊された電空を復活させた張本人であることが判明した。また、モンロウ重工がみやぞの博士の計画を元に電空を作り、電空復活についても桜川には教えていないことを明かした。しかし、暗号化については知らない様子を見せており、結局桜川同様、暗号化現象とは無関係であった。

### てれび戦士
本作では「電空が壊れた際に飛び散ったエネルギーが宿り、デンリキを使えるようになった少年少女たち」と位置付けられている。
生・ゆら・芹奈・ギュナイは2018年度から、レイは2019年度から継続して出演している。また、2020年度いっぱいで卒業した生・ゆら・理音の3人は「デンリキ回収編」ラスト3週（2021年1月）の主演を務めた。
第65回では各々がバックドアーズに追いかけられかくれガレージに逃げ込もうとしたが、電空のハカイシャの手によりシャッターを壊されていたため無人島に飛ばされてしまう。スマホを使おうとすると電空のハカイシャに察知されてしまうため、全員でスマホ無しのサバイバル生活を行うことになる。「ハカイシャハカイ作戦」と称して電空のハカイシャを倒そうとしたものの失敗してしまったが、みやぞんエンジがシャッターを修復したため帰還することが出来た。
- 冨士原 生（ふじはら いく）

2020年度に出演。
いつもモテたいと思っているが、周囲の女子からは全くモテない。また、大の小心者でもある。
第18回では謎の物体(みやぞんエンジの痔用クッション)を元に戻す条件としてあどミンに提示された「あどミンを笑わせること」を達成するために理音と奔走する。本番では理音に修正される前のギャグを披露してしまい理音に突っ込まれたが、「ボケとツッコミが成立している」とあどミンからは好評だった。
第22回では念願のデンリキを手に入れたものの、実際は壊れたものを修復するデンリキ「チャランピッカリンコ！」であったため落胆してしまう。だがデンリキのお陰で周囲から信頼されるようになり、告白まで漕ぎ着けようと画策する。しかし偶然が重なり修復したはずの依頼品を壊れたまま渡してしまい、デンリキが失敗したと思い込みあどミンにデンリキを返してしまった。その後に舞い込んだ依頼は自力で修復することに挑戦した。最終的に成功させ、相手を映画に誘うも妄想中に帰られてしまった。
第30回ではそのまを追って元太と共に研究所へ乗り込むが、そのまのデンリキで生気を失い座り込んでいた警備員を見て逃げてしまった。
第53回では悠真の援護のためにそのまの元へと向かう。一度はそのまのデンリキにかかり動けなくなってしまったものの、悠真が新しいデンリキ「チョキチョキチョッキング」を発動させたため解放された。
第59回では眞生の誕生日会にリモートで参加していた。
第67回では「誰かに尊敬されたい」と願ったところ、誰かと入れ替われるデンリキ「ガチャガラポン」を得る。悠真と眞生に「芹奈が尊敬できる」と言われたため、芹奈と入れ替わって自身の願いを叶えようとする。芹奈が彼の体で眞生の持ってきたガラクタを上手に縛り一度は褒められたものの、デンリキの効果時間が終わり入れ替わっていたことがバレたことにより失望され、芹奈からも「格好悪い、入れ替わっても自分が変わらないと意味がない」と突き放されてしまう。その後かくれガレージを訪れた際、あどミン入りのタブレットを破壊しようとしたゆら・悠真・眞生を見て「仮面を持って被ると洗脳される」と気付き芹奈と共に自身が作っていた秘密基地に逃げ込む。だが芹奈までもが洗脳され、ゆら達にも追い詰められた挙げ句手元に電空のハカイシャの仮面が現れ無理矢理被らされかけてしまう。何とか抵抗するも追い詰められたため、最終手段としてデンリキを使ってあどミンと入れ替わり、4人の中身さえも変えることで混乱させる。デンリキの効果時間が終わるや否やゆらにタブレットを割られかけてしまうが、その隙を突いて仮面を圧縮機に入れて全員の洗脳を解いた。帰り道に「自分は格好悪い」と落ち込んでいたが、秘密ノートを読んだ芹奈から「尊敬されるために皆を守るのではなく、皆を守るから尊敬される」と諭されたことがきっかけとなり「入れ替えるべきだったのは自分の考え方だった」と自信を取り戻した。また、ゆらからはあどミンを守ってくれたことを感謝され、眞生からも生を見直したのか「頑張ったね」と褒められ、望み通り尊敬される結果となったのか満更でもなかった様子だった。
第78回では悠真が課題を達成したことにより出現した安全ブレーカーを再起動させた。
第82回では元太と共にリバース・コンバーターを探しに出掛けた。なお、バックドアーズに尾行されていたのには気づかず、ゆらを呆れさせた。
第85回では「チャランピッカリンコ！」でバリケードを張ってバックドアーズの侵入を防いだり、黒いあどミンに壊された防具代わりの日用品を修復したりした。
デンリキ発動時のポーズはステップを踏みながら両腕を振ったあと、右手を膝に当て、左手を顔の前に置く。
- 生の電キャ

全身がブロックで構成されたロボット風の兵士。鎧には鷹の嘴や羽をモチーフとした飾りがある。関節がなく手足は胴体から独立しており、バラバラになっても各パーツがそれぞれ動くことができる。
- 佐々木 ゆら（ささき ゆら）

2020年度に出演。
ドラムが特技。相手に気を遣うあまり疲れてしまうこともしばしば。学校ではボランティア部に所属している。
第17回では空に出現した謎の物体の正体が誰かのデンリキであると考え、紅緒に確認のためビデオ通話をかけるが、逆に彼女の部屋掃除に付き合わされることになる。紅緒に「本当はちゃんとしなきゃって思ってるんじゃない？気楽に生きなよ」と言われてからは、彼女を尊敬し「師匠」と呼ぶようになった（第50回・第52回・第74回でも呼んでいた）。
第26回ではデンリキ狙いであどミンにお菓子を与えたりプラネタリウムに誘ったりして、仲良くなったところでデンリキをもらおうと画策するが、あどミンに計画を知られてしまい仲違いしてしまう。最終的にソニアのお陰で仲直りする。
第29回ではそのまを尾行するが、彼女には後をつけていることを最初から知られてしまっていて、デンリキで追い払われてしまった。
第46回では物体に顔を出現させるデンリキ「カオカオスッポカン」で喋るようになったバケツ・バッケと仲良くなる。ソロパートを「自分のせいで調和を乱してしまう」と気にして叩けないでいたが、バッケとカリンに励まされたことにより自分をさらけ出せるようになる。しかし、シンバルを叩いた勢いで右のスティックをすっ飛ばして紛失してしまい、カリン・礼・理音と協力してスティックを探し出した後、バッケに感謝の言葉を伝えた。
第49回では元太から「悠真とそのまが一緒にいたところを見た」と聞き、悠真がスパイではないかと疑う。第50回では悠真に風花の代役を頼まれたが、そのまがリーダーと聞き一度は断る。バッケに助けを求めようとするほど迷っていたが（デンリキをあどミンに返した後だったため発動しなかった）、紅緒に「自分が本当にどうしたいかで決めた方がいい」と諭され出場を決める。そのまと協力した結果優勝し、第52回では「師匠のお陰」と紅緒を褒めていた。
第53回では悠真の援護のためにそのまの元へと向かう。一度はそのまのデンリキにかかり動けなくなってしまったものの、悠真が新しいデンリキ「チョキチョキチョッキング」を発動させたため解放された。
第58回では眞生へのプレゼントのことをすっかり忘れていたギュナイを叱っていた。その後は眞生の誕生日会に参加していたが、連絡が取れなくなった（実際は圏外だった上にスマホを倉庫外に落としてしまった）ギュナイを心配していた。
第64回では悠真と酢昆布を買って帰る帰り道、電空のハカイシャからの襲撃を受けた。無人島に飛ばされた際、自身がスマホを操作すると毎回電空のハカイシャが現れていたことに気づき、全員に「電波を辿って電空のハカイシャを呼び寄せてしまうので、ここではスマホを使ってはいけない」と告げる。礼が「夢で謎の男性（大人の悠真）からあどミンは危険だと教えられ、あどミン本人も自分を犠牲にしていいと言っていた」と話した時には「所詮夢だからそんなこと信じない」と反発していたが、悠真の決意を聞いてからは団結した。
第67回では（芹奈の肉体の）生と遭遇したが、石製の仮面のようなものを持っていて、突如仮面が消えた直後「あどミンって…、怖いよね…？」と呟くなど、普段と様子が違っていた。実は電空のハカイシャの仮面を被らされたことにより洗脳されていた。生が最後のデンリキを使った際には眞生の肉体になっていた。入れ替わりが解けた際にはあどミン入りのタブレットを割ろうとしたが、生が仮面を圧縮したことで正気に戻った。その後、あどミンを守ってくれたことに対して生にお礼を言った。
第73回では紅緒と共にたい焼きを買いに行った際、加代子がたい焼きを買いそびれたのを見て彼女にたい焼きを譲るも突っぱねられてしまう。写真を実体化させるデンリキ「デルデロダッシュ」で出現させたたい焼きをあげたが、薄味になっていたことを知らずまたしても怒られてしまった。「ボランティア部員の名が廃る、こちらから真心を見せなくては」とデンリキに頼らずたい焼きを手作りして彼女に渡しに行く。喜んでもらったあと、加代子の竹子に対する後悔を聞き、「デンリキで竹子を擬似的に復活させて、加代子に謝罪のチャンスを作らせる」というアイデアを思い付く。だが本番では竹子がコードにつまずいて転倒してしまい写真が床に落下、消滅してしまうというハプニングに見舞われてしまう。そこでゆら本人が竹子に扮し、加代子の話を聞くという作戦に変更して彼女の話を聞く。全てが終わったあとは「これでよかったんじゃないかな」と満足していた。
第76回では第65回と同じく、「あどミンは危険だと夢で教えられた」と礼が主張していた際には「所詮夢だからそんなこと信じない」と反論し、彼女からも「最初はそのまを信じなかった癖に」と言い返され揉めたが、悠真に窘められた。第78回では「友達と一緒にノリノリになれ」という課題を出され、様々な日用品を用意された。「友達とはバッケのことなのではないか」と解釈し、出現した物でドラムセットを組み立て、演奏したことで課題を達成した。
第79回ではあどミンが冷酷な本性を現したため酢昆布を与えようとしたが突っぱねられてしまった。最終的に第81回ではあどミンを信じ続けることを誓った。
第83回ではなかなか帰ってこない生と元太に業を煮やしていたものの、2人も自身と同じくあどミンと戦わなければならないのか葛藤していたことを知り、2人が心配になってかくれガレージ・オリジンを飛び出していった。最終的にリバース・コンバーターを見つけ出すが、生と口論になった。その後みやぞの博士とそのまがいなくなったのに気づき、「あどミンと戦わせてはいけない」と酢昆布を手に悠真達と共に彼らの元へ向かう。
第85回では「カオカオスッポカン」でギュナイが出した日用品に顔を出し囮にした。また、照太に笑わせられて口を開けた黒いあどミンに向かって酢昆布を放り投げ、白いあどミンを分離させた。
デンリキ発動時のポーズは体の右側で腕を振ったあと、右手を横に、右手を前に伸ばし、左肘と左膝を曲げる。
なお、第17回～第18回では私服姿の出演だったが、第46回～第48回のかくれガレージ外のシーンにおいては、他のコーナーでは私服での出演もあるにもかかわらずなぜか私服ではなくてれび戦士の衣装のままだった。
- てれび戦士卒業後のゆら

卒業後の第126回では、そのまの回想シーンにて登場していた。
第184回で再登場。昔と変わらず紅緒のことは「師匠」と呼んでいる。「ペラリンブックック」で本の中に入った紅緒とひらりを「デルデロダッシュ」で外に出した。その後ライデェンに憑依されてしまうが辛うじて自我を保っており、紅緒に自分の持つデンリキをコピーするように告げ、紅緒がライデェンを分離させたことで事なきを得た。
- ピョンキー（声：大久保瑠美○）

ゆらの電キャ（名前と声は2022年度で判明）。緑色の京劇風の猿。口が大きくよく笑う。腹部には電動であることを示す稲妻マークが、背中には竜のような鱗が、後頭部にはアンテナがあり、カンフーで戦う。
超種子島ではロケットに見とれ落下しかけてしまった。
第184回ではゆら共々再登場。自我と名前、会話能力を得ていた。快活な性格で、語尾は「～ピョン」。
声を担当した大久保は前作「天才てれびくんYOU」では遊のもじもん・あそびっくりんの声を担当していた。
- 梅田 芹奈（うめだ せりな）

2021年度まで出演。
帰国子女。実家は500年以上も続く忍者の家系「梅田流忍術」の末裔。才能はあるのだがそれをひけらかし、練習をサボろうとすることもしばしば。読書は嫌い。両親は未登場だが祖父母の存在は明かされている。
第16回では小指を角にぶつけたのを軽くあしらわれた挙げ句生から借りた本を巡り元太と大喧嘩してしまうが、最終的に和解する。
第20回ではデンリキを使い騒動になってしまった紅緒を元太と共に咎めた。
第24回ではデンリキが失敗したと思い込んだ生をみやぞんエンジと共に「不器用」と散々に扱き下ろしたが、逆に彼の意欲を高める結果となった。
第32回ではソニアと共に彼女の友人・マイとショウの関係を進展させるために尽力する。
第37回では分身を作るデンリキ「ブンシンダブルーン」で生み出した分身「ダブル」を使って修行を代わりにやらせたりお使いを頼んだりしていたが、逆に本物に成り代わられかけてしまい、ダブルが巨大化し自身に成り代わろうとする悪夢を見るほどショックを受けてしまった。あどミンにデンリキを食べてもらいダブルを消そうとするが、軽くあしらわれてしまった挙げ句偽物扱いされてしまう。「AIの癖に自分とダブルの区別もつかないなんて電卓かリモコンか」とあどミンを罵倒してしまった結果クビを言い渡され、かくれガレージを飛び出してしまう。しかし理音のアドバイスを聞き自信を取り戻し、ダブルを越えるために練習に励むようになった。しかし対決本番では無理な練習が祟り、腕を痛めて全く手裏剣を投げられなくなってしまう。だが、ソニアと理音に練習をしていたことを褒められた。しかしあどミンにデンリキを食べられる寸前に「外野の基準で終わらせるな」と拒否し、今度はダブルと崩し将棋対決を始める。他の人々が途中で飽きて帰ってしまったほど何百試合もの崩し将棋を行い、笑顔でダブルに手を振ることができた。最終的に勝利しクビを撤回したあどミンにデンリキを食べてもらったが、疲れたのか河川敷で眠ってしまった。
第43回では元太と眞生の絵を描いていた。
第61回では紅緒に本を読むことを勧められた。だが第62回では紅緒の描いた絵が芹奈に酷似していたため紅緒のオリジナルストーリー「まほうアイドルベニオ」の世界に紅緒のライバル役として引き込まれてしまう。紅緒は執筆当時ライバル（芹奈）を倒す方法を思い付かず、「なんとかかんとかして倒す」と適当にしか書いていなかったため、訳もわからぬまま彼女に勝負を挑む。空腹になったため紅緒からもらったナンと缶詰入りのカレーを食べたが、非常に辛かったため火を吹いて倒れてしまった。その後は魔王の城に向かう紅緒に同行したが、紅緒が本を完成させていなかったため本の中に閉じ込められてしまう。最終的に理音が話の続きを書き足したお陰で脱出できた。脱出後は本を勧める紅緒に追いかけ回された。
第67回では第39回の怪我も回復したらしく、手裏剣投げの修行が終わった直後、生に自身の肉体を貸すよう頼まれる。最初は「不純な動機」と渋っていたが、最終的に「変なことに使わないなら」と入れ替わることに合意した。だが眞生に計画が露呈してしまい、「格好悪い、入れ替わっても自分が変わらなければ意味がない」と一度は生を見放す。洗脳された眞生があどミン入りのタブレットを壊そうとした際には彼からタブレットを奪い取り、生と共に彼の秘密基地へと逃げ込む。だがそこで電空のハカイシャの仮面を被らされ洗脳されてしまう。生が逃げ回っていた間は彼の秘密ノートを読んでいた。生が最後のデンリキを使った際には悠真の肉体になっていた。最終的に生が仮面を圧縮したことで正気に戻った。帰り道「自分は格好悪い」と落ち込んでいた生を「尊敬されるために皆を守るのではなく、皆を守るから尊敬される」と励ました。
第70回では祖母が作ったおはぎを悠真・みやぞんエンジと食べていた。理音がおはぎを作ったのが祖母だと当てた際には驚いていた。
第78回では「ど真ん中をバッチリ射抜け」という課題を出され、手裏剣を当てたことで達成した。
第85回では「ブンシンダブルーン」で呼び出したダブルと共に手裏剣を投げバックドアーズを倒した。
第86回では「あどミンが復活した」と言った悠真と口論になってしまう。しかしそう言いつつも実は心配していて、第87回ではあどミンを探していたところ照太と遭遇する。第88回では悠真と空を逃がすため囮になり、クリプトオンズを引き付けた。
第107回では先生に叱られて「銅像になりたい」と考えていた矢先、物に憑依できるデンリキ「ヒョイットヒョウイーン」を得る。タオルに憑依して憧れている成島先生の自宅に向かうも、大人である彼が葛藤していることを知る。加えて自身の知らない間に抜け殻になった肉体をクリプトオンズに隠されてしまい、ギュナイなど他のてれび戦士やクラスメイト達に行方不明扱いされ心配をかけてしまう。その後居場所を突き止めた元太と紅緒に救出され、紅緒の呼び掛けで目覚めた。大人になることと子供であることの狭間で葛藤していたが、電キャとの対話を通して「今を楽しむ」と誓った。
第144回では手裏剣が上手く命中せずムキになっていた。
第148回では一度は信長の味方になるが、すぐ裏切って萌衣の学校に潜入し「萌衣を返せ」と説得した。
第155回では勘違いを引き起こした桜川のために、誕生日パーティーを計画する。しかしてれび戦士たちの都合がつかなかった上に電キャたちは現実に出られないため、チロのパーティーのためにすぐ帰ってしまった照太の他にはみやぞんエンジしか準備をしてくれる相手がいなくなってしまった。さらには映像のデータを入れたSDカードと間違えて自分の撮った「秘密の写真」のデータをあどミンに渡してしまう。その後SDカードを取り戻すために電キャにも協力してもらい奔走するが、写真を見られたくない相手である悠真たちにパーティーの準備に協力されてしまう。そして他のメンバーを電キャんぷベースの外に誘い出すも、「桜川の犬が行方不明」と思われてしまう。あどミンが持ち出したデータはてれび戦士のオフショットとゴスロリ衣装を着た芹奈の写真であり、「秘密の写真」である後者を見られてしまい非常に恥ずかしがっていた。
デンリキ発動時のポーズは両腕を腰の横で動かしたあと、右手を頭の上に、左手を顔の前に置き、腰を捻り右足を少し曲げる。
なお、第70回のかくれガレージ外での回想シーンにおいては、他のコーナーでは私服での出演もあるにもかかわらずなぜか私服ではなくてれび戦士の衣装のままだった。
- 芹奈の電キャ（声：戸田めぐみ）

長い耳と尻尾を持った、白とマゼンタの獣人。桜の花をモチーフとしたスカートを履いている。目元には白いバイザーを付け、ヘアスタイルは本人と同じツインテール。
第109回でデンリキ「ヒョイットヒョウイーン」を吸収したことにより会話ができるようになった。失恋した芹奈にスマホ越しで寄り添い、「早く大人になりたくなくてまだ子供でいたいのなら、どうせ将来大人になってしまうのだし今を楽しむべき」とアドバイスした。
第155回では現実に出て買い物などができないことを理由に芹奈の申し出を断るが、後に芹奈があどミンを探していた際には電空中を探し出して協力した。
第163回の時点でライデェン陣営にいたことから第161〜163回の間にライデェンに唆されたことがうかがえる。
第167回でライデェン側についた電キャに「ライデェンが考える世界は理想の世界ではない」と言い放って目を覚まさせる。その後ライデェンに消滅されかかるが、悠真がライデェンを消滅させたことで事なきを得た。
- 溝口 元太（みぞぐち げんた）

2021年度まで出演。
悠真とは仲がよく、一緒に行動することも多い。絵を描くのが好きで、学校では漫画部に所属している。
第4・5回では悠真のデンリキを制御するための特訓を悠真と共に行う。
第16回では生から借りた本を巡り芹奈と大喧嘩してしまい、即席で描いた彼女の似顔絵に落書きをして煽ったが、最終的に和解する。
第20回ではデンリキを使い騒動になってしまった紅緒を芹奈と共に咎めた。
第28回ではそのまにデンリキを使ったのか問いただそうとしたが、逆に彼女に惚れてしまった。これ以降彼女のことを「そのまちゃん」と呼ぶようになった。第30回ではそのまを追って生と共に研究所へ乗り込むが、そのまのデンリキで生気を失い座り込んでいた警備員を見て逃走した生を追いかけた。
第34回では理音と共に山荘に招待されるが、招待された人々が次々と消失する事件に巻き込まれる。謎の声に「携帯を回収する」と告げられた際にはみやぞんエンジと通信するためにわざと自身の携帯の代わりにトランプを預けたが、通信中に充電切れしてしまった。理音を毎度褒めていたが、それをトリガーに理音はデンリキを発動させてしまっていた。理音が暗号を解読したあとに褒めたことが切っ掛けとなり自宅に飛ばされてしまった上に、あどミンに食べさせるために理音がかくれガレージでデンリキを発動させた際には山荘に逆戻りさせられてしまった。
第43回では部活の先輩に自身の漫画を酷評され、自信を失ってしまう。しかし絵を実体化させるデンリキ「スラスララクショウ」を得たことにより、対象を見たままに描くことに挑戦する。描いたモンスターをデンリキで実体化させ、それを目撃したシュンとサヤカに絵を見せたことにより「元太は新種生物を本物そっくりに描いた」と思い込ませ、新種生物発見会見を開くも生物学の権威である森からは偽物扱いされてしまう。しかしサヤカに励まされ自信を取り戻し、漫画を描き上げた。
第50回では悠真に風花の代役を頼まれるが、「そのまちゃんの前で恥をかかせようと思ってるだろ」と勘繰って断った。
第70回では理音とデンリキの使い道について話していたところ、「ビストロかげやま」の店主の失踪事件に巻き込まれる。
第82回では生と共にリバース・コンバーターを探しに出掛けた。なお、バックドアーズに尾行されていたのには気づかず、ゆらを呆れさせた。
第98回では友人のかずきがスマートウォッチを買ってもらったことを知り、自分も買ってもらうようにねだるが父親に断られてしまう。帰宅しようとした瞬間昭和時代を体験できるデンリキ「イッツショウワタイム」を得て、ビデオが欲しい少年・やっちゃんと出会う。彼が自分を認識できること、自分と同じくビデオデッキをねだっていることを知り、共に行動することになる。一度は彼と絶交したが、昭和時代に凝るようになったみやぞんエンジがやっていた叩き売りの光景から、自作の絵でやっちゃんの両親にビデオデッキをプレゼンして見事買わせることに成功した。しかしその後やっちゃんに認識されなくなってしまった。
第109回ではみやぞんエンジからクリプトオンズの足跡を可視化するゴーグルを貰い、紅緒と共に芹奈を助けに行った。
第125回では照太・空と共に悠真を訪ね、電空の異変を伝える。上空に発生したバグ（第126回で暗号と判明）がクリプトオンズの足跡に似ていることを突き止め、第109回で登場したゴーグルを使ってクリプトオンズの後を辿る。その後、桜川がモンロウ重工の工場を訪れていたことに気づくが、彼に映像を奪われかけてしまう。最終的に悠真の電キャの機転で助かる。
第137回ではあどミンに煽動され、超ハワイ目的で麻理亜を捕獲しようとする。
第143回では七不思議の正体を突き止める調査に出掛けた眞生と出会ったが、デンリキの影響で口調が突如変わったため驚いていた。その後、彼及び途中で合流した照太と共に「デンリキ探偵団」を結成する。しかし校内での調査中、3人まとめて理科室に閉じ込められてしまう。
第148回では一度は信長の味方になるが、すぐ裏切って萌衣の学校に潜入し「萌衣を返せ」と説得した。
第155回では芹奈に誕生日パーティーの準備を手伝うよう頼まれるが断る。その後SDカードを取り戻すために走り去っていった彼女を目撃し、「1人だけだと人手が足りないほど忙しい」と思い彼女に協力しようとする。芹奈に「大事なものがなくなった」と言われた際には「桜川の犬がいなくなった」と勘違いしてしまう。
デンリキ発動時のポーズはジャンプしたあと、前傾姿勢になり足を広げ、右手を前に、左手を後ろに伸ばす。
なお、第70回～第72回のかくれガレージ外のシーンと、第100回の昭和時代のシーンにおいては、他のコーナーでは私服での出演もあるにもかかわらずなぜか私服ではなくてれび戦士の衣装のままだった。
- 元太の電キャ（声：金田朋子○）

全身がドット絵で構成された蛙型のキャラ。雷に打たれた影響で稲妻のマークがあるアフロヘアーは感情により色が変わる。また、雷のショックのおかげでひらめき力が高い。蛙らしく舌を長く伸ばすこともできる。
電キャの中では最小で、元太の膝ほどの高さしかない。
第100回でデンリキ「イッツショウワタイム」を吸収したことにより会話が出来るようになった。やや甲高い声で話す。「僕がデンリキを吸収したからやっちゃんにはもう会えない」と元太に言いつつ、彼が落ち込んだ顔を見せると「でもやっぱり会えるかも」と返すなど気まぐれな性格。
第163回の時点でライデェン陣営にいたことから第161〜163回の間にライデェンに唆されたことがうかがえる。その後ライデェンが作る世界が理想の世界でない事に気づきライデェンと袂を分つもライデェンによって消滅されかかる。その後悠真がライデェンを消滅させたことで事なきを得た。
声を担当した金田は前作「天才てれびくんYOU」では中のもじもん・なかぴの声を担当していた。
- 阿比留 照太（あびる しょうた）

神戸出身のため、理音と同じく関西弁で喋る。自作のネズミの折り紙「ネズ太郎」と腹話術の要領でよく会話している。釣りと魚の調理が得意。
第7回ではソニアと「かっこいい判定機」を使っていた際、ギュナイの「ピンクはかっこいい」という発言に疑問を呈した。
第40回では売れない芸人のバク太郎と共にコンビ「バクショウズ」を結成する。人を笑わせるデンリキ「ドッゲラカーン」を使い、ライブを成功させた。結果的に有名人になれたが、デンリキを狙ったあどミンに追い回された挙句、あどミンから逃げようとする行動をバク太郎に怪しまれ解散を言い渡されてしまう。一人でインタビューに応じていたバク太郎の姿を見て彼の元に戻ることを決心するが、業を煮やしたあどミンにデンリキを食べられてしまう。しかしバク太郎はもう人を笑わせられないことを理解してくれたため、二人で最後のライブに臨んだ。
第55回ではソニアと共にみやぞんエンジの作った翻訳機（声：金光宣明）を使っていた。
第59回では眞生の誕生日会にリモートで参加していた。料理にハマっている眞生に包丁をプレゼントしようとしていたのだが、途中でギュナイのデンリキで体育倉庫に呼び出されてしまう。鰻を調理したことで用務員に気づいてもらい脱出することができた。その後はかくれガレージに向かいがてらギュナイとしりとりをした。
第66回の「ハカイシャハカイ作戦」では電空のハカイシャを誘導するあどミン型のデコイを作っていた。
第85回では「ドッゲラカーン」を使ってゆらが顔を出した日用品を笑わせて囮にした他、黒いあどミンを笑わせて酢昆布を食べさせるのに繋げた。
第87回では悠真の家にて萌衣とDOSで遊んだあと、「月刊モー」を借りてあどミンを探していたところ芹奈と合流した。第88回では悠真と空を逃がすため囮になり、クリプトオンズを引き付けたが、2体同時に向かってきたため困惑していた。
第101回ではいつもタイミングを逃しがちなソニアのことを「時間貧乏」と評していた。後にソニアが夜顔を見たいたことに対して「デンリキを使わなかったのか」と訊ねたが、「心に留めたから」と返された。
第116回では引っ越し直前に夜な夜な床が軋む音に怯えていたところ、段ボールに入ると小さくなれるデンリキ「スッポリスンポール」を得る。小人の少女・ミリンの家に辿り着き、彼女に「引っ越しをやめてほしい」と頼まれる。小人一家が食べこぼしを拾わないと生きていけないことを知り、自身と一緒に引っ越すことを提案する。ミリンが一旦失踪してしまったが、木の実を見つけてきた彼女にガラスが反射した虹を見せられ、「家にも良いところがある」と気づくことができた。しかしその直後デンリキが消え、ミリンや小人の家が見えなくなってしまう。電キャんぷベースでみやぞんエンジと対話し、「皆が楽しそうにしているところを想像するから悲しくない」と気づいた。そして引っ越し当日、炊飯器を残して家を出ていった。
第125回では上空にバグが発生したことに気づいたため、元太・空と共に悠真を訪ね、電空の異変を伝える。
第137回ではあどミンに麻理亜を通じて「びっくり酢昆布」を与える。実はあどミンはこれを気に入っていたのだが、周囲からはいたずらだと思われてしまった。麻理亜は彼を探しに向かったのだが、同じ図書館にいたにもかかわらず結局出会えず、電キャんぷベースに先に辿り着いてしまっていた。
第143回ではトンネルの中で漫才の練習をしていたが、これを七不思議の1つ「トンネルの中から聞こえる呪いの声」と悠真に勘違いされてしまっていた。正体を突き止めるべく出会った眞生や元太の事情を聞き、「デンリキ探偵団」を結成する。校内で聞こえた音に対しては最初怯えていたが、正体がすきま風だと知るや否や「こんなので怖がる奴の顔が見てみたいわ」と発言したため眞生と元太から呆れられた。しかしその後、3人まとめて理科室に閉じ込められてしまう。
第152回では惚れている小春に何も言い出せないことを電キャから咎められた。その後小春の作品を破いた犯人を探すため、「スッポリスンポール」を使うが、彼女自身がやったことだと知ってしまい、加えて藤原先生からも口止めを求められた挙げ句小春本人からも「放っておいてほしい」と言われてしまう。しかし「これは本心ではない」と考え、徹夜して折り鶴を大量に作ることにする。そして彼女の部屋に紙飛行機を飛ばし、折り鶴で教室まで誘導し自らはデンリキで小さくなり作品の裏に身を潜める。だが「楽しみにしてたのにがっかりした」と言い放ったことで感情的になりすぎたと思い逃げ出してしまう。だがこのことで小春に再び自信を取り戻させることができた。
第155回では自身の飼い犬・チロのために誕生日パーティーを企画する。しかし通りがかった桜川に彼のパーティーだと間違われてしまう。
デンリキ発動時のポーズは四股を踏むような動作の後、両足を大きく広げ両腕を体の前側に突き出す。
- カイトン（声：相羽あいな）

照太の電キャ。頭部に小さなイルカが搭乗している巨体のイルカ型ロボット。手からは高音が、口からは重低音が出る。また、頭部のイルカはDJプレイも可能。本人と同じく饒舌な関西弁口調かつ甲高い声で話す。照太には辛辣な言葉をかけることも多いが、なんやかんやで信頼し合っている。
第118回でデンリキ「スッポリスンポール」を吸収したことにより会話ができるようになった。みやぞんエンジとの会話によれば早く喋りたかった模様。
第152回では小春に話しかけられない照太をからかっていた。その後小春の事情を詮索しようとする照太に「しつこくしても迷惑になるだけ」と言って喧嘩になってしまうが、翌朝には機嫌を戻していた。
第167回でライデェンに消滅されかかるが、悠真がライデェンを消滅させたことで事なきを得た。
電デビル撃破後は照太の元を離れ電空で暮らすことになる。
- ギュナイ 滝美（ぎゅない らあら）

ピンク色が大好きで、学校では「最新トレンド流行クラブ」の部長を務めている。
第7回で手に入れたデンリキ「ガーリー⤴︎⤴︎ピピピンク」を使い学校中をピンク色に染める。しかし意中の男子生徒・信一の母親が「こんな学校で息子を学ばせられない」と言い放ったのを聞き「ピンクをやめる」と宣言、学業に専念する。だが信一が本当はピンクが好きということを知り、彼の服をピンク色に染め上げ彼の思いを理解した。デンリキも「ガーリーという名前が気に入らない、私のピンクはいつでも格好いい」とあどミンに返した。
第10回では眞生のデンリキの影響で暴れ出し、悠真と共にみやぞんエンジの作っていた加湿器を壊してしまった。
第13回ではソニアと共に礼のデンリキを発動させる光景に立ち会ったが、翌日になるとそのことを忘れてしまった。
第40回では悠真のダジャレを聞きみやぞんエンジと共に大爆笑したが、照太のデンリキの影響と知るや否や「納得」と呆れてしまった。
第58回では眞生の誕生日プレゼントを選ぶのを忘れていたため、しりとりで出てきた物を出現させるデンリキ「デリシリトリヨッセン」を使ってプレゼントを取り寄せようとする。だが他の児童にデンリキのことを知られないように学校の体育倉庫でこっそり発動させていたため、中にいたギュナイに気付かなかった用務員が鍵を掛けてしまい倉庫内に閉じ込められてしまう。加えてビー玉で滑って転倒し、スマホも窓の外に飛んでいってしまう。脱出するためにデンリキで様々な物を取り寄せてみたものの、役に立つような物はなかった上に居眠りしていた用務員には全く気づいてもらえなかった。だが照太を召喚し鰻を調理してもらったことにより、その匂いに気付いた用務員が扉を開けたため脱出に成功。その後は照太と共にプレゼントを買いながらかくれガレージへと向かった。
第66回の「ハカイシャハカイ作戦」では眞生と共に電空のハカイシャを縄で縛った。
第77回では「自分も周りもアゲアゲにしろ」という課題を出され、部屋中をピンク色に塗装して達成した。
第85回では「デリシリトリヨッセン」で大量の日用品を出したが焦って「ん」を付けて感電してしまう。だが迫ってきていた巨大バグにも電撃を当てて退けることに成功した。
第92回ではみやぞんエンジと共にAIのマーシャと話していた。
第108回ではなかなか連絡が取れない（実際はクリプトオンズに拐われていた）芹奈を心配し、みやぞんエンジ達に助けを求めた。
第113回では遠藤先生に勧められ「映画を作る部」に入る。帰り道に詩子の映像撮影に巻き込まれ跳び跳ねて転倒してしまい、挙げ句彼女に笑われてしまったところ、現実を改編できるデンリキ「ヘンシュウデワンスモア」を得る。NGカットを無かったことに出来ることに気づき、「最高のデンリキ」と大喜びする。その後紅緒と眞生が出演する映画の撮影を始めたが、なかなか撮影が進まず夜になってしまったため、空をデンリキで強制的に昼に戻してまで続行する。しかし部員たちには2人が眠たそうで演技に集中できていなかったことがバレてしまったため、電キャんぷベースで「演技が下手なせいで映画が台無し」と責任転嫁した挙げ句、詩子の助けも「ドジをしたのを笑おうとしている」と勘違いし拒絶してしまう。不都合なシーンを片っ端からデンリキで無かったことにしようとするが、使いすぎてシーンの筒に埋もれてしまう。その後妄想内で遠藤先生や電キャとの対話を通し、「何も見ていなかった、いらないと思っていたところにも実は大切なものが隠れているかもしれない」と気づくことができた。そして眞生と紅緒に謝罪し、詩子とも和解することができた。
デンリキ発動時のポーズは両腕を大きく回し、両手を体の前に突き出しつつ広げる。
- ラブリム（声：下屋則子）

ギュナイの電キャ。大きな籠手を装着した、ウサギか猫のような耳を持つ少女型ロボット。巨大な籠手はスピーカーになっていて、足に装着することもできる。
第115回でデンリキ「ヘンシュウデワンスモア」を吸収したことにより会話ができるようになった。映写機を通じてギュナイの前に現れ、「ゴミ箱の中には宝石が詰まっている」と元気付けた。
第167回ではライデェンに唆されたかどうかは定かではないが、ライデェンの陣営にはつかず、ギュナイを励ましていた。その後ライデェンに消滅されかかるが、悠真がライデェンを消滅させたことで事なきを得た。
電デビル撃破後はギュナイと暮らすことになる。
- 坂上 悠真（さかがみ ゆうま）

本作のストーリーの実質的な主人公。ダジャレや宇宙、都市伝説が大好き。オカルト雑誌「月刊モー」を愛読している。妹の風花には見下され、こき使われているが、後述するように風花が怪我をしたり、そのまや萌衣と喧嘩をした際には心配するなど、風花を蔑ろにはしない優しい兄である。
てれび戦士では最も早い第1回で何でも物体をひっくり返すデンリキ「ヒャックリカエル」を発現させる。しかしなかなかコントロールが利かず、元太と何度も特訓し欠点を克服しようとした。「デンリキでポルターガイスト現象を起こし風花を怖がらせたところで悠真が対処し、風花との立場を変える」という作戦を考えたが、別の形で風花から感謝の言葉を伝えられることになる。
第10回では眞生のデンリキの影響で暴れ出し、ギュナイと共にみやぞんエンジの作っていた加湿器を壊してしまった。
第13回では礼と野菜を作るゲームで遊んでいた。第15回では未来から帰還した礼に「悠真ありがとう！悠真のダジャレ面白いよ」と言われたものの、彼女がデンリキを使っていた間の記憶がなかったため混乱していた。
第16・17回では直接登場しないが、元太とゆらに謎の物体の写真を送っていた。
第26回では風花と彼女のクラスメイト・そのまとプラネタリウムを訪れ、展示には大興奮していた。しかしその帰りにそのまがデンリキを発動させる光景を目撃、彼女はてれび戦士なのか悩むこととなる。
第34回ではネットの懸賞で山荘への招待状を当てたが、理音と元太にじゃんけんで負けてしまい行けなかった。2人がかくれガレージに通信をかけてきた時には「僕が当てたのに…。」と嫉妬していた。だが事件のことを元太から聞いた際には「神隠しみたい」と興奮していた。
第49回ではそのまと風花に誘われ、ダンスゲーム「ダンス・オブ・スカイ」に挑戦するが、ダンスは苦手だったため風花からは散々に扱き下ろされた。しかしそのまがデンリキを発動させて相手のミスを誘発させる瞬間を目撃し、「ズルはやめよう」と忠告するがその場は拒否された。その後風花が足を捻挫してしまい、代役のゆらと共に大会に出場することとなる。結果的にチームは優勝できたが、そのまの目的が桜川に会うことだと知り、「自分の目的のために人を利用するなんて自分勝手すぎる」と言い残し立ち去る。
第52回ではみやぞんエンジと共にDOSの調査をするが、帰り道に二人でいる姿をそのまに見られてしまう。放課後にそのまに呼び出され、デンリキの影響で眠らされてデンリキファイルを持ち出したが、たまたま出くわした風花に驚かされたことにより目覚めて、その後は操られたふりをしてそのまの元へ向かう。助太刀に入ったゆら・生・紅緒もろともデンリキにかかってしまうが、「気持ちがこんがらがっているのならば切ればいい」と決心し見えない糸を切断するデンリキ『チョキチョキチョッキング』に覚醒、自身たちを操っていた糸やそのまの頭上に絡みついていた糸を断ち切ることに成功する。その後巨大バグに遭遇するが、そのまの放った糸を切り開いて大きな輪にし、バグを拘束して消すことに成功させた。
第64回ではゆらと酢昆布を買って帰る帰り道、電空のハカイシャからの襲撃を受けた。無人島では狼煙を上げることを提案するが、元太や生に「持ってきた変な本（かくれガレージに逃げ込んだ際にたまたま読んでいた『月刊モー』）を燃料に使ったら？」と返されてしまったため憤慨していた。だがゆらと礼が口論していたのを見て「月刊モー」を燃やし「もう僕は逃げない、自分達の力を信じる」と決心。自身の力のみで電空のハカイシャを倒す「ハカイシャハカイ作戦」を提案し、手始めにスマホで電空のハカイシャを呼び出したあと、他のてれび戦士によって動けなくなった彼を海へ突き落とす。しかし水は効かず逆に追い込まれてしまう。最終的にみやぞんがシャッターを修復させて他のメンバーと共にかくれガレージへと帰ることが出来た。
第68回では電空のハカイシャの仮面の影響で洗脳されてしまう。生が最後のデンリキを使った際には芹奈の肉体になっていた。最終的に生が仮面を圧縮したことで正気に戻った。
第70回では芹奈・みやぞんエンジと共におはぎを食べていた。理音がデンリキを発動させた際には「サイコメトリーの食べ物版みたい」と興奮していた。
第76回ではそのまが武器を取り出したところをゆら・礼と共に目撃し、その後口論になった2人を咎めていた。第78回では「ひっくり返るほどのダジャレを1つ」という課題を出されたものの、判定が厳しすぎてなかなか達成することができなかった。加えて電空のハカイシャに遭遇し、頼みの綱だった武器も弾切れしてしまう。命乞いのつもりで言ったダジャレがなぜか達成判定になり、他のてれび戦士達の元に辿り着くことができた。
第85回では眞生・紅緒・理音・みやぞの博士が捕まって落ち込んでいたてれび戦士たちを「僕達が今までやってきたことは無駄じゃなかった、僕達はバグじゃない」と元気付けた。黒いあどミンによって消されそうになった際には「ヒャックリカエル」で糸を反転させ、逆に消滅させた。あどミンが電空ごと消滅した後は塞ぎ込んでいたが、あどミンと最初に出会った家で「ハローハロー」を歌っていた際にかくれガレージにワープし、みやぞんエンジと再会した。
第86回でもあどミンのことで塞ぎ込んでいたが、たまたま読んでいた「月刊モー」にあどミンらしき影を見つけてれび戦士たちに報告する。だが、芹奈と口論になりかくれガレージを飛び出していってしまう。その後電キャの声を聞き写真の場所に向かったところ空とクリプトオンズに出会う。「月刊モー」の写真は結局やらせだったが、空に言われた通りスマホをわざとクリプトオンズに取らせてあどミンの居場所を探ることになる。
第89回では空にDOSのテストのために勝負を挑まれたが、電キャと力を合わせ急に好成績を出すことができた。第90回では空と再戦して勝利したが、絶望した彼に会社の建物から追い出されてしまう。第91回では空を打ち負かしたのは自身の電キャであることを知り、「ズルはしたくない、正々堂々と戦いたい」と空の元へと向かう。ソニアに鍋の蓋を渡され、彼を説得しデンリキの暴走を止めることに成功する。その後は2人でダジャレ対決をしていた。
第95回では風花に頼まれて萌衣と戦国武将のカードゲームをしていた最中、萌衣がデンリキを発動させる光景を目撃する。彼女を電キャんぷベースに連れていき協力を求めるも帰られてしまった。その後みやぞんエンジの「一般人にデンリキのことを教えてはならない」という伝言を伝えに行き、萌衣とトクマルを見守っていた。また、風花にデンリキの事を知られないようにダジャレで誤魔化していた。
第125回ではDOSの練習をしたい風花に追い出されたが、月刊「モー」のチュパカブラ探索の懸賞に当たったことを思い出したため家を出る。その途中で出会った元太・照太・空に「電空に異変が起こった」と伝えられたが、本人は企画に夢中で3人を置いていってしまう。だが古代編集長との会話を通じて思い直し、クリプトオンズに襲われていたてれび戦士達の前に現れ、クリプトオンズを網で捕獲することで窮地を救った。
第128回では桜川を怪しみ、空と共に調査へ出掛ける。その後喧嘩を始めた風花・そのま・萌衣を心配しみやぞんエンジや電キャに助けを乞う。「早く仲直りさせた方がいい」と言われるも、自宅に着いた時には既に3人は和解していたため困惑していた。
第131回ではあどミンと共にモンロウ重工の工場へと向かう。屋内に潜入するが、クリプトオンズに捕まり電空アリーナに飛ばされてしまう。その後代弁者にデリートされかけるが、電キャが庇ったことにより助かった。
第143回では眞生に街の七不思議を聞かせて怖がらせる。
第148回では一度は信長の味方になるが、すぐ裏切って萌衣の学校に潜入し「萌衣を返せ」と説得した。
第155回では芹奈に誕生日パーティーの準備を手伝うよう頼まれるが断る。その後SDカードを取り戻すために走り去っていった彼女を目撃し、「1人だけだと人手が足りないほど忙しい」と思い彼女に協力しようとする。
第167回でついにライデェン（後述）を倒し（後述）、裏電空（後述）に入って妹を救出することに成功した（後述）。
第177回ではみやぞんエンジやほとんどのてれび戦士が遊びに興じる中、ただ一人危機感を失わずにおり、弛まないようにと忠告を試みるが聞き流されてしまう。
第188回ではモモチーが風花の体から分離できなくなってしまった事実を知りショックを受けていた。
第189回ではモモチーに「くろミンの言うことなんて聞かなくていい」と話したことでモモチーをくろミンから離反させる事に貢献した。
デンリキ発動時のポーズは眼鏡を押さえながら後ろを向き、再び正面を見ながら左手で前方を指差す。
- オリオン（声：宮瀬尚也）

悠真の電キャ。青い特撮ヒーローの姿をしている。本人と同じく眼鏡（ゴーグル風のデザイン）を掛け、ユニコーンのような角が頭に生えている。角はダイヤモンドより硬い。一人称は本人と同じく「僕」で、青年のような声で話す。また、第125回では本人のようにダジャレを言っていた。
デンリキを取り込まずとも第86回の時点で既に話すことができた。あどミンを探していた悠真に対し、「月刊モー」に載っていた写真の場所に行くことをアドバイスした。
第90回では悠真と協力しDOSで空を負かすも、実は空に勝ったのは悠真本人の実力ではなく、ダンスが下手な悠真に代わって電キャがプレイしていただけだった。この事を知った悠真は空との再戦を望むようになった。
第125回では空達の頼みを一蹴した悠真に「これで本当にいいのか」と声を掛けたが、当の本人はチュパカブラ捕獲に夢中だったため呆れていた。その後様子のおかしい桜川に元太が録画した映像を奪われかけた際には、「制御盤が爆発する」という冗談を彼に信じ込ませ、その隙に7人を逃がした。
第128回では桜川の調査へ出掛けた悠真と空に対して「他の皆には内緒にしておいた方がいい」と忠告した。
第133回では代弁者に襲われた悠真を庇い、「ツルツルツール」を発動させ電こんぶをクリプトオンズから奪い返した。
第140回では眞生の電キャと共に礼の電キャに対して桜川の元を訪ねるよう提案した。その後どちらが先に電キャスーツを使うか譲り合っている隙に礼にスーツを持っていかせた。
第163回の時点でライデェン陣営に回ったものの、第166回で悠真と和解し再びてれび戦士側についた。その後第167回でライデェンに消滅されかかるが、悠真がライデェンを消滅させたことで事なきを得た。
電デビル撃破後は全メンバーの中で悠真と共に最後まで選択に迷うも、自身は悠真と暮らすことを選択。しかし悠真から別々に暮らすべきと告げられた為一度はそれを受け入れようとしたが、悠真が自身の選択を受け入れたことで現実世界で共に暮らすことになった。
- マウス ソニア（まうす そにあ）

人助けが大好きな心優しい性格。2020年〜2021年まで白いカチューシャを着けていた。2022年度は髪の上におだんごを2つつくっていた。台詞に度々英語が混じることがある。
第7回では照太と「かっこいい判定機」を使っていた。
第13回ではギュナイと共に礼のデンリキを発動させる光景に立ち会ったが、翌日になるとそのことを忘れてしまった。
第26回ではゆらと共にあどミンをプラネタリウムに連れていった。その後あどミンの信頼を裏切ってしまったゆらに寄り添い、仲裁を行った。
第31回では人の気持ちを知るデンリキ「ヒソヒソヒアリング」を使いクラスメイトに人助け行為を行う。第32回ではマイとショウの恋を成就させるため奔走するが、ショウの好きな相手はソニア自身ということを知り苦悩する。第33回ではマイとショウを公園に引き合わせ告白に持ち込もうとしたが、マイに逃げられた挙げ句罵倒されてしまった。しかしデンリキ返却後、二人が仲良くしている光景を見て「人の心はわからない、だからこそワクワクする」という結論を芹奈と共に導き出す。
第37回では芹奈の実家である忍術教室に弟子入りしていた。ダブルが消えず憤慨していた芹奈に対しては「格好悪い」と評し呆れていた。しかし芹奈が理音と共に本気で練習に取り組んでいたことをこっそり見ていて、対決会場に乗り込み「これ以上練習したらもう二度と投げられないと知っても頑張っていた、あんなに必死な芹奈を初めて見た」と芹奈を褒めた。
第55回では照太と共にみやぞんエンジの作った翻訳機（声：金光宣明）を使っていたが、英語のようなイントネーションでしか喋らなかったことや記憶力がなかったことに突っ込んだ。眞生がデンリキをあどミンに返却したあとは「英語のコツはハート」とアドバイスした。
第79回では黒いあどミンがゆらの差し出した酢昆布を拒否して彼女を弾き飛ばした際、「いくらなんでも酷すぎる」と非難していた。
第85回では「ヒソヒソヒアリング」で黒いあどミンの心を読んだ際、中に白いあどミンが封じられていることを知った。
第90回では眞生と共に悠真の自宅を訪れた。その後悠真と空の試合を見学するが、負けて絶望した空に会社から追い出されてしまう。第91回では社内に入ろうとして桜川らに止められるも、悠真に鍋の蓋を託した。空の暴走が収まったことにより社内に入れるようになったが、ダジャレ対決をしていた悠真と空には困惑していた。
第101回では学校に行く支度をする途中、呼吸を止めている間だけ時間が止まるデンリキ「スーハーストップルン」を得る。当初は発動条件を理解していなかったためなかなか自力で発動できなかったが、ルーティーンとして息を止めて走って通行しているトンネルで発動させたことをきっかけに発動タイミングを掴む。その後外国人女性のラッキーと出会い、自宅にホームステイさせることになるが突拍子もない行動を繰り返す彼女には困惑していた。学校に行く途中で車に轢かれそうになっている子供を発見し、庇おうとしたラッキーも轢かれそうになった瞬間デンリキを使って彼女を弾き飛ばすが、勢い余ってごみ捨て場に突っ込んでしまった。下校途中にラッキーが先輩とテニス対決をしているところを目撃し、デンリキで先輩を勝たせようとするも誤って自身の頭に当ててラッキーが勝ってしまう。そして彼女の心配をよそに「もう邪魔しないで、ラッキーなんて大嫌い」と突き放してしまう。だが家に帰ってからは「ほんと最低」と落ち込み、和解することを望んでいた。帰ってきたラッキーと共に夜顔を見て、「本当に感動したら時は止められる、毎日が幸せの時間の積み重ね」ということに気づいた。
第137回ではあどミンに煽動され、超ハワイ目的で麻理亜を捕獲しようとする。その後予言者を称して紅緒に近づき、彼女を転送しようとする。
第149回ではインフルエンサーのKANAKOに憧れ彼女の真似事をするが、心配した電キャを突き放してしまう。その後本物のKANAKOと出会い、雑用をすることになる。だが電キャが使った「ヒソヒソヒアリング」で、彼女が本当は迷惑していることを知ってしまう。その後、動画のゲストが出られなくなってしまったため、急遽代役として出ることとなる。だが本番中、電キャとのにらみ合いを通して「KANAKOさんの真似をしているままだと自分じゃなくなる、これからは誰かの真似をするのはやめる」と決意した。
第155回では芹奈に誕生日パーティーの準備を手伝うよう頼まれるが断る。その後SDカードを取り戻すために走り去っていった彼女を目撃し、「1人だけだと人手が足りないほど忙しい」と思い彼女に協力しようとする。
デンリキ発動時のポーズはしゃがんだあと、右腕を斜め上に出し、左手を顔の横に持っていき、脚を広げる。この時指は薬指と小指を曲げる。
- ジャッキー（声：高橋ミナミ）

ソニアの電キャ。名字の「マウス」にちなんだネズミ耳の少女。非常に長い黒髪をツインテールにしている。マゼンタと黒が基調の服を少し着崩していて、水玉模様のハイソックスを履いている。本人と同じく英語を流暢に喋る。
第103回でデンリキ「スーハーストップルン」を吸収したことで会話ができるようになった。その際、ソニアに対して「毎日が幸せの瞬間の積み重ねだから」と声を掛けていた。
第149回ではSNSでKANAKOの投稿ばかり見ているソニアに「私と違って体を持っているんだから、広い世界を見た方がいい」と忠告するが、「説教ですか？出てこれるもんなら出てきたら？」と言われてしまう。その後楽しそうな様子の動画を投稿した紅緒と眞生の動画を視聴し理想と現実の乖離に悩むソニアを見て、デンリキ「ヒソヒソヒアリング」を使う。そして撮影本番中ではソニアをカメラのレンズから睨み、「真似事ばかりしてはいけない」と気づかせたあと、「スーハーストップルン」を使って彼女を逃がした。
第165回の時点でライデェン陣営にいたことから少なくとも第163〜165回の間にライデェンに唆されたことがうかがえる。第167回で芹奈の電キャからライデェンの作る世界が理想の世界でないことを告げられ目を覚ますも、ライデェンによって消滅されかかる。その後悠真がライデェンを消滅させたことで事なきを得た。
第173回では雷キャのメラに名前を尋ねるが、「そちらから名乗るべき」と返され不機嫌になっていた。
電デビル撃破後はソニアの元を離れ電空で暮らすことになる。
- 稲毛 眞生（いなげ まうな）

ダンスが好きだが、周囲からはいじめられていたためやめようと考えていた。自宅では亀を飼っている。後述の麻理亜は同じ学校に通っている同級生であり、てれび戦士の先輩として接している。
第10回で他人の心を操るデンリキ「グルグルーブ」を発現させる。第11回では全校生徒を洗脳、自身のダンスの虜とさせる。しかし1人だけデンリキが効かず、絵を描き続けた生徒を見て「これで本当にいいのか」と悩む。最終的に「自分の好きなことをやればいい」という結論を見いだし、ダンスを続けることを決心した。
第25回ではプラネタリウムを訪れたことを他のメンバーに話していた。これを聞いたゆらはあどミンをプラネタリウムに誘う計画を思い付いた。
第43回では芹奈の絵を描いていた。第44回では騒動を引き起こしてしまった元太に対しデンリキについて周囲に説明することを提案するが、みやぞんエンジに止められた（本人も「ですよねー」と納得していた）。
第55回ではペットの亀が弱っていったため、心配になって「痛いなら痛いって言ってよ」と呟いた拍子に人間以外の生物の言葉がわかるデンリキ「シモシモカメーヨ」を得る。亀に頼まれて「生命の泉」を探すこととなるが、泉があった場所には既にビルが建設されてしまっていた。だが突如風が吹き、過去へとタイムスリップして「生命の泉」へと辿り着き幼い頃の亀と出会う。小亀を抱きながらスーパーの前で目覚めて家で引き取ったあと、「言葉じゃないから」とあどミンにデンリキを返した。
第58回で誕生日を迎え、ゆらたちにサプライズパーティーを計画され祝福されていた。
第65回ではゆらに「電空のハカイシャが現れるからスマホは絶対に使わないで」と忠告されていたにもかかわらず、亀が心配になって餌をやってもらおうと親に電話してしまい島内に電空のハカイシャをおびき寄せてしまう。全員に謝罪したあと、「ハカイシャハカイ作戦」ではギュナイと共に電空のハカイシャを縄で縛った。
第68回ではみやぞんエンジが作った圧縮機を試すためにかくれガレージにガラクタを持ってきた際、荷物が台車から落ちそうだったところを（生の肉体の）芹奈に助けてもらう。だが入れ替わりが解けて生が彼自身を褒め称え出したため失望、彼を見放して去る。その後、ゆらの側に落ちていた電空のハカイシャの仮面を拾い上げた際に無理矢理被らされたことにより洗脳され、あどミン入りのタブレットを壊そうとする暴挙に出てしまう。生が最後のデンリキを使った際にはゆらの肉体になっていた。最終的に生が仮面を圧縮したことで正気に戻った。その後、自分たちを守ってくれた生を見直したようで「頑張ったね」と褒めていた。
第85回では紅緒と共に黒いあどミンに捕まってしまったが、黒いあどミンが消滅すると共に解放された。
第86回では電キャんぷベースに喜び、「亀も連れて来てあげよう」と言っていた。
第90回ではソニアと共に悠真の自宅を訪れた。その後悠真と空の試合を見学するが、負けて絶望した空に会社から追い出されてしまう。第91回では空の暴走が収まったことにより社内に入れるようになった。
第92回では悩んでいた麻理亜に対しまみと仲直りすることを提案した。
第114回では紅緒と共にギュナイの映画撮影を手伝っていた。
第119回ではソニアの父親が買ってきたマンモスの模型を誤って壊してしまい、なかなか彼女に謝罪できないでいたところ、パラレルワールドに行けるデンリキ「パラレルレルパー」を得る。使ってみたところ人々（字幕での名称は「○○A」）が髭を付けていて語尾が「～でござる」の世界へと移動する。あどミンや悠真からデンリキやパラレルワールドのことについて教えられ元の世界に戻ろうとするも、次は人々が動物のカチューシャをつけ語尾がその人の名前になっている世界（人々の名称は「○○B」）に来てしまう。そこではパラレルワールドは星の数だけ存在すること、眞生Bが壊したマンモスはそのまBの物であったこと、この世界にはあどミンはいないことを知り、酢昆布を受け取りさらにデンリキを使い続ける。辿り着いた世界（人々の名称は「○○C」）では「天才てれびくんhello,」がテレビ番組として放映されていた。そこで出会った男性がクリプトオンズに見える幻覚に襲われ逃げたところ、「天才科学者」を自称している自身（以下、眞生C）と遭遇。パラレルワールドを周囲に信じてもらえなかった彼の実験に巻き込まれてしまう。そうして開いたワープホールを覗くも、その先は荒廃した世界だった。眞生Cを励ますも追い出されてしまい、向かった公園で「天才てれびくんhello,」の中継に遭遇する。「後悔していること」がインタビューのテーマだったため、ソニアのマンモスの牙を折ってしまったことを謝れなかったことを伝え、「スマンモス」とダジャレを言ったことによりコーヒーをこぼした眞生Cがキーボードを拭き取ったことで元の世界に繋がるワープホールが開いた。
第137回ではあどミンに煽動され、超ハワイ目的で麻理亜を捕獲しようとする。
第143回では七不思議を否定するような態度を悠真に馬鹿にされたため、七不思議の内容を否定すべく調査に向かう。その途中で集中力を高めるデンリキ「サトリンパッカーン」を得て、合流した元太や照太と共に「デンリキ探偵団」を結成する。しかし校内での調査中、3人まとめて理科室に閉じ込められてしまう。照太の機転でなんとか脱出できたものの、最後の不思議（正体はあどミン）に驚き逃げ出してしまう。最終的に「楽しかった、不思議はあってもいい」と満足していた。
第149回では紅緒と共にソニアに動画撮影を手伝わされたが、あまりにも無茶な注文をされ続け怒ってしまった。芹奈のアドバイスもあり、2人で「べにまうチャンネル」を設立することとなる。
第155回では芹奈に誕生日パーティーの準備を手伝うよう頼まれるが断る。その後SDカードを取り戻すために走り去っていった彼女を目撃し、「1人だけだと人手が足りないほど忙しい」と思い彼女に協力しようとする。だがケーキ屋で犬用のケーキを買っていた照太を目撃し、「桜川の犬のパーティーをやる」と勘違いしてしまう。
デンリキ発動時のポーズは右手を大きく回し、顔の前で止め、足を広げて両腕を斜め下に広げる。
- アロヤマ（声：斎賀みつき）

眞生の電キャ。銀色がかった水色の狐型獣人。黄緑と黒の衣装を着ていて、腕には3Dビジョンを装着している。長い後ろ髪を後ろで束ね、2つに分けている。1人称は「僕」でクールなイケメンボイスで話す。
第121回でデンリキ「パラレルレルパー」を吸収し会話ができるようになった。眞生に「ちょっと大人になれた」と語り笑っていた。
第140回では礼の電キャに対して「自分達はデータ上の存在だから、画面やガラスを越えて現実世界に出ることはできない」と告げ、その上で悠真の電キャと共に桜川の元を訪ねるよう提案した。その後どちらが先に電キャスーツを使うか譲り合っている隙に礼にスーツを持っていかせた。
第143回では元太に対して「サトリンパッカーン」について教えた。
第165回の時点でライデェン陣営にいたことから少なくとも第163〜165回の間にライデェンに唆されたことがうかがえる。第167回で芹奈の電キャからライデェンが作る世界は理想の世界ではないことを告げられ、「僕達を騙したのか！」とライデェンに反抗するが、ライディンによって消滅されかかる。その後悠真がライディンを消滅させたことで事なきを得た。
2022年度初回の放送で身長が1m88cmであることが判明した。第177回では眞生をデンリキ分身させ、ソレイユをエネルギー切れに追い込んでいる。
電デビル撃破後は眞生と暮らすことになる。
- 大谷 紅緒（おおたに べにお）

黒縁メガネをかけている。父親譲りの非常にのんびりとした性格。読書が大好きな一方、球技を中心とした運動が苦手で失敗するとすぐ泣いてしまう。2020年度はピンク色のカチューシャを着けていたが、2021年度はつけていない。また、2022ねんどは、あたまのうえで1つおだんごをっつくってとうじょうしている。
第17回ではゆらに部屋の片付けを手伝ってもらうが、彼女が最年長としての重圧を感じていることを見抜いた。彼女と仲良くなり、即興で「ドーナツソング」を作曲した。
第19回では超高速で行動可能になるデンリキ「マッハァハァ」を使ってリレー選手の選考会で1位になったものの、校外をも巻き込んでしまう騒動になってしまい、芹奈と元太に咎められていた。加えて神経質になってしまいクラスメイトからは怖がられてしまった上に、スクープ狙いのテレビ番組に持ちかけられ世界記録保持者と勝負させられる羽目となってしまう。しかしレース直前で「ゆったりのんびり生きる方が好き」という父親の言葉を思い出し、デンリキを使うのを踏み留まった。
第50回では悠真に風花の代役を頼まれるが、「私はゲーム苦手だから」と断る。その後、悠真に代役を頼まれ悩んでいたゆらに対して「自分が本当にどうしたいかで決めた方がいい」とアドバイスする。
第53回では悠真の援護のためにそのまの元へと向かう。一度はそのまのデンリキにかかり動けなくなってしまったものの、悠真が新しいデンリキ「チョキチョキチョッキング」を発動させたため解放された。
第61回では自宅近くで工事が行われていたため、かくれガレージに本を持ち込み読み始める。その内の一つ「ピーター・パン」を読んでいた最中に本の中に入り込めるデンリキ「ペラリンブックック」が発現し、物語のヒロイン・ウェンディに扮して本の中の世界を冒険することとなる。憧れの本の世界に入れたため非常に喜び、次に「一休さん」の世界に入る。原作のとんちを忘れてしまったが、どうにか思い付いたオリジナルのとんちで切り抜ける。最後に昔作ったオリジナルの物語「まほうアイドルベニオ　そして伝説のステージへ」の世界に入り込む。だが未完のまま入ってしまったため、ライバル役として現れた芹奈と共に本の中に閉じ込められてしまう。最終的に理音が話の続きを書き足したお陰で脱出できた。
第73回ではゆらと共にたい焼きを買いに行った。その後はゆらの考案した加代子が竹子に謝罪する作戦に協力し、煙幕やBGMを操作していた。
第85回では眞生と共に黒いあどミンに捕まってしまったが、黒いあどミンが消滅すると共に解放された。
第86回では「あどミンも電キャんぷベースに来ればよかったのに」と発言してしまい、芹奈に窘められた。
第104回では大縄ができず泣いていたところ、相手の才能をコピーできるデンリキ『コピコピコピッぺ』を得たことにより様々なことが得意になり人気になれた。逐一コピッペするのが面倒だと感じ、「何でもできるサトウ先生をコピッペすれば何でもできる」と考え、こっそり彼女にデンリキを使うものの、「完璧になれば何もやらなくてもいい」と考えてしまい勉強をサボってしまったほか、周囲のクラスメイト達からも避けられてしまう。その後桜川の会社を題材にして社会科の発表をすることになったが、サトウ先生の緊張しやすい体質もコピッペしてしまったため、本番では上手く喋れずに終わってしまう。その後友人のミキと共に彼女が裏で努力していることを知り、「人が頑張ってきた時間を横取りするのは気持ちよくない」と気づきデンリキを吸収させた。「ズルして楽しても楽しくない、苦手なこともあるけど、できるまで頑張るから楽しい」と実感することができた。
第109回では元太と共に芹奈を助けに行った。
第114回では眞生と共にギュナイの映画撮影を手伝っていた。
第137回では「走れメロス」の影響で走る練習をしていた。その後あどミンに煽動され、超ハワイ目的で麻理亜を捕獲しようとするが、びっくり酢昆布を食べてむせた麻理亜を励まそうとしたところソニア達に裏切ったと勘違いされてしまう。「マッハァハァ」を使ってソニア達を転送するも、まだ麻理亜からは疑われてしまっていた。その後も麻理亜のことを信じ、1人で海に照太を探しに向かう。その途中、ソニア達に騙し討ちに近い形で襲われ磔にされてしまうが、麻理亜のお陰で助かった。
第149回では眞生と共にソニアに動画撮影を手伝わされたが、あまりにも無茶な注文をされ続け怒ってしまった。芹奈のアドバイスもあり、2人で「べにまうチャンネル」を設立することとなる。
デンリキ発動時のポーズはその場で一回転し、左手の人差し指を立て、体を左側に傾ける。
なお、第17回～第18回では私服姿の出演だったが、第19回～第21回と第62回の変身前のかくれガレージ外のシーンにおいては、他のコーナーでは私服での出演もあるにもかかわらずなぜか私服ではなくてれび戦士の衣装のままだった。
- ひらり（声：山崎バニラ）

紅緒の電キャ。カチューシャをつけた犬の擬人化キャラ。体が非常に薄い平面画のようになっていて、ゴーグルを装着している。本人と同じく読書家でマイペースな性格であり、おっとりした口調で会話する。指には指紋がある。
第106回でデンリキ「コピコピコピッペ」を吸収したことにより会話ができるようになった。その際、紅緒に「できる遊びを増やすために一緒に挑戦していこう」と約束した。
第137回では走る練習をしていた紅緒に無理をしすぎないよう声をかけていた。その後麻理亜の電キャと紅緒の眼鏡の中で喧嘩をしていたが、紅緒がスパイでないことを示すために「マッハァハァ」を発動させた。1人で海に照太を探しに向かった紅緒に対して「そんなことを言う麻理亜なんだから早くあどミンの元に捕まってしまえばいい」と言葉をかけた。
第163回の時点でライデェン陣営にいたことから第161〜163回の間にライデェンに唆されたことがうかがえる。その後芹奈の電キャにライデェンの作る世界が理想の世界ではないことを告げられ目を覚ますもライデェンによって消滅されかかる。その後悠真がライデェンを消滅させたことで事なきを得た。
電デビル撃破後は紅緒の元を離れ電空で暮らすことになる。
- 筧 礼（かけひ れい）

一人称は「礼」。ダジャレばかり言う悠真のことを度々「かっこ悪い」と評している。ダンス教室に通っている。
第13回～第14回ではいち早く母親に会いたいあまり、みやぞんエンジやあどミンの忠告を無視して1日先にタイムスリップできるデンリキ「メクルメク・メクール」を使いすぎた結果、15年後にタイムスリップし大人の姿になってしまう。唯一自身の話を信じてくれた大人の悠真に感謝の意を述べ、あどミンにデンリキを返却した。
第48回ではどの果物を食べるかで理音と口論になっていたが、ゆらに怒られスティック探しに駆り出された。
第59回では眞生の誕生日会にリモートで参加していた。
第64回では歯科医院で歯を治療してもらっていた最中、突如電印が光り大人の悠真と遭遇。「電空のハカイシャが来る、あどミンが危ない」と告げられる。帰り道に電空のハカイシャに追い回されていたゆら・悠真と出会う。無人島では足を挫いてしまったため作業はせず休んでいた。洞窟で眠っていた最中、再び大人の悠真とあどミンが夢に現れ、それぞれ「あどミンは危険な存在である」と「自分を電空のハカイシャに引き渡してもいい」と告げられる。この事をゆらに話した際最初は信じてもらえなかったが、悠真の決意を聞いてからは団結する。かくれガレージに帰還したあと、悠真に「かっこよかったよ」と伝えた。なお、夢に現れた男性が大人の悠真だったことには最後まで気づかなかった。
第76回では第65回と同じく、「あどミンは危険だと夢で教えられた」と主張した際にはゆらに「所詮夢だからそんなこと信じない」と反論され、「最初はそのまを信じなかった癖に」と言い返し揉めたが、悠真に窘められた。第78回では「めくりめくって時を進めろ」という課題を出され、近くに様々な家具が出現した。その中にあった日めくりカレンダーを全て破ったことにより課題を達成した。
第83回ではデンリキを取り戻せばあどミンと戦わなければならないのかを考えていた。ゆらがリバース・コンバーターの探知機を忘れたままかくれガレージ・オリジンを飛び出していった際には彼女を追いかけた。
第110回では家庭教師を雇うことを母親から勧められていた際に、相手の世間からの評価を知ることができるデンリキ「ダレッポイント」を得る。しかし雇った家庭教師の誠は自分には合っておらず、加えてダンス教室の生徒・サチとアンナがダンスパートナーのリコに対して自身を酷評する瞬間を聞いてしまう。新しい家庭教師の美佐子に「ガツンと言った方がいい」とアドバイスされたが、結局リコを引き抜かれてしまう。アイコとマリンと共にダンスチームを組むことにしたが、桜川に言われた方法で自身のダンスの点数を見たところ思ったよりも低かったため落胆。加えて美佐子が自身の陰口を叩いているところを見てしまう。その後みやぞんエンジ・桜川との対話で「世間からどう思われているかがデンリキの見せる点数なので、自分を上手く見せられる人が高得点を取れる」と気づく。誠と再会し和解したあと、アイコ・マリンとダンスの練習に励んだ。
第140回では電キャに水溜まりに入りたいと頼まれ、スマホを水溜まりに落とすが、新品の靴を汚してしまい電キャを突き放してしまう。だが実はその事を後悔していて、母親との対話を通して電キャスーツを使うことを決断する。水に弱いスーツを守るために傘を差したが、転んだ隙にスーツが濡れて壊れてしまう。だがそのことで電キャと友情を育むことができた。
デンリキ発動時のポーズは両手を顔の横で振ったあと、左足を上げて両手を体の右側に突き出す。
なお、第48回のかくれガレージ外のシーンにおいては、他のコーナーでは私服での出演もあるにもかかわらずなぜか私服ではなくてれび戦士の衣装のままだった。
- ぽんきち（声：朝日奈丸佳）

礼の電キャ。2頭身の狸の姿をしている。本人とお揃いのピンクの衣装を着ている。耳には紅葉のマークがあり、大きめの尻尾を持つ。好物はオムライス。話し方は幼い少女のような口調で、自分のことを「子供」と言ったり、何にでも不思議がるなど精神的年齢も幼い。
ややどんくさいのか、生放送で電空に行く際には着地に失敗して地面に激突してしまうのがお約束となっている。
第112回でデンリキ「ダレッポイント」を吸収したことにより会話ができるようになった。その際、礼に「人が自分の評価を決めるんじゃなくて自分で決める」と言葉をかけた。
第140回では水溜まりに入って音を堪能したいと礼に頼みごとをする。またこの際彼女独自の歌を歌っている。その後礼に突き放されてしまうが、桜川の元に行くなど諦めていなかった。電キャスーツを使うも失敗してしまったが、「今日のことは忘れない」と礼に誓った。
第167回でライデェンによって消滅されかかるが、悠真がライデェンを消滅させたことで事なきを得た。
電デビル撃破後は礼の元を離れ電空で暮らすことになる。
- 谷川 理音（たにがわ りおん）

2020年度に出演。
大阪出身のため、照太と同じく関西弁で喋る。趣味は探偵小説を読むこと。
第18回では生に頼まれ、彼のギャグの監修をすることになる。しかし肝心のギャグは芹奈と元太にはウケず、生が悠真を頼ろうとしたところ「悠真はアカン、自分を頼ってくれたのが嬉しかった、悠真がいたら僕はただの関西弁で喋る人や」と落ち込んでしまう。本番で生が修正前のギャグをあどミンに見せてしまい突っ込んだが、これがあどミンに評価された。
第34回では元太と共に山荘に招待されるが、招待された人々が次々と消失する事件に巻き込まれる。憧れの探偵小説の真似をして事件を解決することになる。元太に「さすが名探偵」と言われた際には毎回照れていた。しかしそれをトリガーとして無意識に照れた時に考えた相手をテレポートさせるデンリキ「テレテレポート」を発動させてしまっていたのが事件の真相であった。
第37回では芹奈の実家である忍術教室に弟子入りしていた。あどミンに怒られかくれガレージを出ていってしまった芹奈に遭遇し、「ありのままでいい、でも程度はある」と言った結果彼女を立ち直らせることに成功、練習に協力することになる。練習のやりすぎで手裏剣を投げられなくなってしまった芹奈に対しては「頑張る姿に勇気をもらった」と評価していた。
第48回ではどの果物を食べるかで礼と口論になっていたが、ゆらに怒られスティック探しに駆り出された。
第61回ではデンリキを発動させた紅緒を芹奈やみやぞんエンジと共に見守っていた。未完成だった本に入ってしまい紅緒と芹奈が閉じ込められてしまった際には、「魔王（紅緒の姉）は元の姿であるアイドルに戻り、実は真っ白な世界の正体はステージだった。3人はそこでライブを行いハッピーエンド」という結末を書き足し、2人を現実世界に戻すことに成功させた。
第64回では誰があどミンの酢昆布を食べたかを探偵になりきって推理していた矢先、電空のハカイシャから逃げてきたゆら・悠真・礼と遭遇する。無人島では「電空のハカイシャは電波を辿り現れるのではないか」「電空のハカイシャは機械みたいな見た目だから、水に弱いのではないか」などと周囲の証言から推測していた。
第70回では母親の作った煮物を嫌がっていた矢先、食べたものの記憶を読み取るデンリキ「サイコグルメトリー」が宿る。このデンリキを使って、「ビストロかげやま」の店主の失踪事件に挑む。手始めにビストロ内に残されていたパンを食べると「パンを焼いたあとに女性が泣いていて、店主が倒れて無理矢理車に乗せられていた」という映像を見たため、「店主は何者かに連れ去られた」と推測した。暗号を解いている最中に「カゲヤマ亭」の店主が作ったビーフシチューを食べた際には「『ビストロかげやま』の店主が女性にプロポーズしたところ相手が泣き出した」という光景を見る。実は事件は「カゲヤマ亭」の店主の勘違いだったが、暗号を仕組んだのは誰なのかという謎は残った。最終的に店内に落ちていた酢昆布からあどミンが犯人だと見抜いた。帰宅後、母親が再び煮物の作り置きをしていたが、「ビストロかげやま」の店主の「料理は愛情」という言葉を思い出した。
第85回では黒いあどミンの攻撃を受けた際、「テレテレポート」で他のてれび戦士もろともゴミ捨て場に移動した。その後黒いあどミンに捕まってしまったが、黒いあどミンが消滅すると共に解放された。
デンリキ発動時のポーズは右手人差し指を立て腕を振ったあと、右手で印を作り、左手を胸の前に持っていく（つまり奈良の大仏のようなポーズ。なおこの時電キャの悟りんぐが回転し光る）。
なお、第48回、第70回～第72回のかくれガレージ外のシーンにおいては、他のコーナーでは私服での出演もあるにもかかわらずなぜか私服ではなくてれび戦士の衣装のままだった。
- 理音の電キャ

黄色いマントを着けた、仏像風のハムスター型ロボット。背後には「悟りんぐ」という名前の光背があり、空中で座禅を組む。普段は目を閉じているが、攻撃時やデンリキの発動時のみ開眼する。
- 松尾 そのま（まつお そのま）

2020年度は、左に赤色のヘアピンをつけている。
2021年度は、赤いヘアゴムでサイドをポニーテールのようにしてむすんでいる。2022年度は下のほうで編んでいる髪型。
初登場は第25回～第30回。風花のクラスに編入してきた女子児童。特技はあやとりだが、彼女があやとりをすると周囲の人間は彼女の意のままに動くような不可解な行動を見せていた。初対面の悠真に対しても「不思議なことって、ある？」とデンリキを知っているような発言をした。感情が昂ると関西弁になる。誰かを蔑ろにされるのは絶対に許せないらしく、風花が「悠真なんていなくていい」と発言した時には「人は簡単にいなくなる」と言い返し激怒した。
実はデンリキ「アヤ×2ツリングネットワーク」の使い手。バックドアーズについては知らない素振りを見せたが実際は嘘をついていて、デンリキでバックドアーズを踊らせてバックドアーズの体についているブラックボックスを回収した。風花に対しては「どこに住んでいるかは秘密」と発言したが、実際はビルの屋上の倉庫に一人で住んでおり（以前は父親と一緒に住んでいた）、その部屋にはアンティーク風の装飾が施されている。毎日万年筆で誰か（第54回にて父親と判明）に向けて手紙を書き、トランクに収めている。
かつて電空に父親（先述のみやぞの博士）を奪われたとして電空を憎んでいた。そのためてれび戦士たちとは別行動を取り、彼を取り返すべく独自で電空を修復しようと試みていて当初は「てれび戦士にはならない」と決めていたが、悠真とはお互いの秘密を共有する関係となった。
みやぞんエンジ曰く、「どこかで見たことがある」らしい。第54回でそのまは彼のことを「お父さん」と呼んでいたが、みやぞんエンジ側に面識はなかったため人違いとして扱われた。
第49回～第51回で再登場。ダンスゲーム「ダンス・オブ・スカイ」の大会に風花と悠真を誘う。しかし決勝に出るためにデンリキで不正行為を行っていた瞬間を悠真に目撃されてしまう。彼に「決勝ではズルをするな」と忠告されるが、「私はてれび戦士じゃないから」と聞き入れなかった。ゆらと心を通わせ優勝することができたが、参加目的は開発者の桜川に会うことだった。しかし肝心の情報は得られず、「目的のために人を利用するなんて自分勝手すぎる」と悠真からも見限られる。
第52回では悠真がみやぞんエンジと共にいるところを発見し、その会話からデンリキファイルに重要な情報があると見て、悠真を呼び出した上にデンリキで操ってデンリキファイルを取りに行かせる。風花のお陰で元に戻った悠真と彼を助けに来たゆら・生・紅緒の協力要請をも拒絶しデンリキを使うが、新たなデンリキ「チョキチョキチョッキング」に覚醒した悠真によって打ち破られ、頭上に現れた絡まった糸を断ち切られ正気に戻ったことにより「気持ちがこんがらがっていた」ことに気がつく。その後現実空間に現れた巨大バグに遭遇し、デンリキの糸を放つも退けられてしまうが、悠真が絡まった糸を切り開き大きな輪にしたことによりバグを拘束・消去することに成功した。かくれガレージを訪れてからはてれび戦士になることを決心し、「自分は電空に初めて降り立った人間である」ことを明かした。この際「もういらないから」とデンリキをあどミンに返した。
第58回ではゆらと一緒に眞生の誕生日会を計画していて、当日にはケーキを贈っていた。
第74回ではゆらの作戦に賛成し、デンリキをあどミンに食べさせるのを延期するのに合意した。第75回であどミンがゆらのデンリキを食べた際には何故か微笑んでいた。
第76回では父親から託された武器を手にしたところをゆら・悠真・礼に目撃され、「自分達を裏切ろうとしているのではないか」と誤解されてしまった。あどミンに武器を向けたが、実はその背後にいた電空のハカイシャを狙撃していた。その後は「自分はみやぞの博士の娘で、電空の一般開放後何かしらの不具合が発生し、父は電空の暴走こそ止められたが、周囲の電空にまつわる記憶と父は戻ってこなかった。それで電空を憎んでいた」と語った。第78回では「掃除して流れる前に願え」という課題を出された。課題文が父とやっていたあやとりのことを示していると気付き、あやとりで箒を作ったあとそれを横倒しにして、「お父さんに会いたい」と呟いたことで課題を達成した。
第79回では自分達の前に現れた電空のハカイシャを撃った。第81回では再び電空のハカイシャに遭遇するも、みやぞんエンジが消滅する寸前に彼から託されたギターを掻き鳴らし、みやぞの博士が作った電空のテーマソングを歌うことで電空のハカイシャをみやぞの博士に戻すことができた。そして「いい大人が子供の手を焼かせないでよね」と声をかけ、悠真からは「素直じゃないなぁ」と評された。
第84回では父があどミンの元に向かおうとした際、かくれガレージを抜け出して「二度と離れない」と嘆願、2人きりであどミンと戦おうとする。
第85回では悠真に「ずっと1人で諦めなかったんだよね」と励まされた。その後父があどミンを消そうとした際には「あどミンは仲間だから」と反対した。
第101回ではいつもタイミングを逃しがちなソニアに対して「時間の使い方が下手なんじゃない？」とアドバイスしていた。
第122回では風花とレストランを訪れていた際、高いステーキを食べられず代わりにポテトを食べていたところ食べ物の味を変えるデンリキ「マイマイウーマ」が発現する。その後おにぎりをつくって児童たちに振る舞うが、道場に酷評された挙げ句彼と料理対決をすることになってしまう。「味はデンリキでどうにかなるとして、問題は見た目」と悩んでいたところで、祖母に肉じゃがの作り方を教わる。本番では身に付けたじゃがいもの面取りの技術や隠し味の手作りバターを使ったが、愛情を込めた祖母の味そのもので勝負したくなり、あえてデンリキを使わなかったため敗北。その後は祖母の料理を嫌がらずに食べるようになった。
第125回では萌衣と共に風花の自宅でDOSの練習をしていた矢先、みやぞんエンジに電キャんぷベースへ呼び出される。その後、麻理亜・萌衣と共にみやぞの博士から頼まれた場所の調査に向かうが、麻理亜が電空のことを気楽に考えていたと捉えた挙げ句、萌衣と別行動を始めた彼女と対立してしまう。その後2人がクリプトオンズに襲われかけた際には第76回の武器で追い払うも、男子てれび戦士と合流した際に現れたクリプトオンズを攻撃しようとした時には電池切れを起こしてしまう。最終的に悠真の手で救われた。帰宅途中に麻理亜に感謝され、「これは貸し、利子をつけて返してよ」と返答していた。
第128回ではDOSの大会とモンロウ重工への潜入の日付が被ってしまったため萌衣と共に断ったが、激昂した風花に家から追い出されてしまう。その後みやぞんエンジと悠真の対話で「仲直りは早い方がいい」と聞き、風花の家に赴いて応援したことで彼女の勝利に貢献。無事和解することができた。
第131回ではモンロウ重工に向かう前、萌衣と共にDOS本番を控えた風花を訪ねる。しかしその後中村に捕まり電空アリーナに飛ばされてしまう。
第155回では芹奈に誕生日パーティーの準備を手伝うよう頼まれるが断る。その後SDカードを取り戻すために走り去っていった彼女を目撃し、「1人だけだと人手が足りないほど忙しい」と思い彼女に協力しようとする。
第158回では遥斗にタイピングのやり方を教えていたところ、ハロプラからのメッセージとも受け取れる画面がスマホに現れる。ネット上でプログラミングで演算をしてくれる人を募集したが、黒服の男2人に付け狙われるようになってしまった上に、「ハロプラが地球上に衝突する」という結果が出てしまう。そして全世界にビデオメッセージを送りハロプラの位置情報を教えるように求めるが、あと少しのところで黒服の2人組に屋上まで追い詰められてしまう。だが黒服の男たちは自分たちにとっては無害であることがわかり、無事に和解することができた。
第180回では自分と美音のデンリキとライリキを合体させることに躊躇していた。しかし第181回でライデェンに襲われた彼女を救出し、合体させたデンリキでマシンの破壊に成功した。
デンリキ発動時のポーズは右手の平を前に出す。
- アミュレット（声：早見沙織）

そのまの電キャ。芹奈の電キャに酷似しているが、エメラルドグリーンと紫を基調にしたカラーリングで髪が少し長く、バイザーの色は黒。上品な女性を思わせるような口調で会話する。
第54回ではこの電キャが全ての電キャのプロトタイプだということを明かした。
第124回でデンリキ「マイマイウーマ」を吸収したことにより会話ができるようになった。そのまの自宅のガラスを通して彼女の前に現れ、なんやかんやで祖母の味を認めたそのまに「素直じゃないんだから」と声をかけていた。
第126回では電空の怖さを微塵も気にかけない桜川や麻里亜の態度に腹を立てるそのまを、1年前の彼女の行動（悠真達に従おうとしなかったこと、デンリキをゆらを追い出すなどの行為に使ったため力に呑まれたことなど）と似ていると評した。
第167回ではライデェンに唆されたかどうかは定かではないが、ライデェン側にはつかなかった。その後ライデェンに消滅されかかるが、悠真がライデェンを消滅させたことで事なきを得た。
電デビル撃破後はそのまと暮らすことになる。
- 勅使河原 空（てしがわら そら）

2021年度より登場。
自分の実力や考えには間違いがないと思っている自信家。大の負けず嫌いでもある。正体はDOSのトッププレイヤー・スカイハイ。
第86回で悠真と出会った際、電空のことを覚えている素振りを見せた。彼にクリプトオンズについて教え「あどミンは生きている」と伝えた。「誰かは言えないが（第89回で桜川と判明）頼まれてあどミンを探している」らしく、悠真と共に行動することになる。クリプトオンズの習性を生かしてわざと悠真のスマホを奪わせ、それの位置情報を自身のスマホから辿ることでアジトを暴いた。
第88回の終盤で桜川に連れられ電キャんぷベースを訪れ、第89回で麻理亜と共にてれび戦士に加入した。その後麻理亜と共にDOSの特訓をしていた際、「DOSを極めれば電キャと会話ができるかもしれない」と考え、悠真に勝負を挑む。しかし急に高得点を叩き出した彼に負かされそうになり、「このままじゃ負けちゃう」と思った瞬間相手を自身から離れさせるデンリキ「シュルシュルディスタンス」が宿る。悠真の自宅を訪れたソニアや眞生、更には応援しに来た風花や萌衣を追い出してまでも悠真との再戦を望むが、DOSの会社で戦うも負けてしまう。その後絶望し「シュルシュル皆」と言ってしまい、てれび戦士達だけでなく桜川などの研究員もろとも全員を追い出し、会社の周囲に暴風を起こすほど暴走を始めてしまう。第90回でも会社の塔に閉じ籠っていたが、悠真が来て「正々堂々と戦いたい」と説得される。それによって「負けるのは嫌だ、でもひとりぼっちはもっと嫌だ。僕はもう一度戦いたい」と気づき、暴走したデンリキから解放された。その後は「悠真の得意なことで戦いたい」と言い、2人でダジャレ対決をしていた。
第125回では元太・照太と共に悠真を訪ね、電空の異変を伝える。だが悠真は月刊「モー」の企画に夢中だったため、彼と仲違いしてしまう。その後クリプトオンズのいた工場がモンロウ重工のものであることを萌衣に教えられた際には、「DOSの大会のスポンサーを今年からやっている」と言っていた。
第128回では桜川のことを信用していたものの、彼を怪しむ悠真に「本当に関係ないかどうか調べる」と説得され、共に調査へ出掛ける。
第131回では麻理亜と共にDOSの大会の団体部門で優勝した。個人部門に臨むライバルとして風花にアドバイスしていたが、その後桜川に話しかけられた際には悠真との件もあってか素っ気ない態度を取っていた。
第134回では三兄妹の次男であることが判明した。カイに一緒に黙るように頼まれるも、早々クミコに挨拶してしまったため裏切り者扱いされた。その後、仲直りできるデンリキを欲しがっていた。だが祖母の家に向かう際にハナが迷子になってしまう。その後カイと合流するが、ハナを探すために大声を出した彼に「自分勝手すぎる」と言ってしまい、その気持ちを汲み取った電キャがデンリキを発動させてしまう。直後見つかったハナと共に祖母宅に向かい、先に着いていたカイを見つけて号泣し和解した。
デンリキ発動時のポーズは抜刀するような動きをし、左腕を顔の後ろに、右腕を顔の前に構える（DOSでの攻撃時も空は前半と同じ動きをする）。
衣装は前年度いっぱいで卒業したゆらのものに似た黄色。
- シエル（声：佐久間元輝）

空の電キャ。日本刀を持った和装の鳶。右目は赤、左目は青のオッドアイ。口調は悠真の電キャとは対象的にやや古風の渋めの声で、一人称は「俺」。空のことは大切な相棒だと思っている。
第91回では空から「無口くん」と呼ばれた。その後デンリキ「シュルシュルディスタンス」を取り込んだことにより会話ができるようになった。その時に「やっと話せる」と言っていたことから空と会話することを望んでいたようだったが、喋ったことを悠真と空には気づかれず、挙げ句ダジャレ対決の審判を求められてしまった。その後桜川に電空の復活について知っていることはあるかと尋ねられたが、「何も知らん」と返していた。
第125回では月刊「モー」の事を知っている素振りを見せた。
第134回ではカイと仲直りしたい空に対し、「悪いのは兄貴だから謝らなくていい」と声をかけていた。その後ハナにどんぐり笛の作り方を頼まれた空の代わりにみやぞんエンジに作り方を訪ねていたが、寄り道ばかりするハナには呆れていた。カイに怒った空を見て「シュルシュルディスタンス」を発動させカイを弾き飛ばしたが、その後空に怒られたらしく何故かをみやぞんエンジに相談していた。
第155回では芹奈が誕生日について発言した際に「電キャに誕生日はあるのか」という旨の発言をしていた。
その後第167回でライデェンによって消滅されかかるが、悠真がライデェンを消滅させたことで事なきを得た。
電デビル撃破後は空の元を離れ電空で暮らすことになる。
- 布施 麻理亜（ふせ まりあ）

2021年度より登場。眞生とは同じ学校の同級生にあたる。
第88回の終盤で桜川に連れられ電キャんぷベースを訪れ、第89回で空と共にてれび戦士に加入した。空と共にDOSをプレイし、どうしたら電キャが喋るようになるかを考えていた。第90回ではソニア・眞生と共に悠真と空の試合を見学するが、負けて絶望した空に会社から追い出されてしまう。第91回では空の暴走が収まったことにより社内に入れるようになった。悠真とダジャレ対決をしていた彼を見て安堵していた。
第92回では疎遠になった友人のまみが転校すると聞き、「最後に一度話してみたい」と願った瞬間透明になるデンリキ「キエルスケール」が宿る。眞生に勧められて彼女の自宅を訪れるも突っぱねられてしまったため、デンリキで透明になって中に侵入し、AIのマーシャに扮して本心を聞き出す。しかし途中でデンリキが解けてしまい、怒ったまみに追い出されてしまう。しかしまみが本当は謝りたがっていたことを知る。丘の上でピアノを演奏していた最中彼女と遭遇。最初はデンリキで逃げようとしたが踏み止まり、お互いのことを謝って笑顔で別れることができた。
第126回ではそのま・萌衣と共にみやぞの博士から頼まれた場所の調査に向かうが、電空のことを気楽に考えていたとそのまに捉えられた挙げ句、萌衣と別行動を始めたため彼女と対立してしまう。その後そのまに助けられ、帰る途中に和解した。
第131回では空のチームのメンバーとしてDOSの大会の団体部門で優勝した。
第137回ではあどミンを労うために照太からもらった「びっくり酢昆布」を渡したが、非常に酸っぱいことを知らなかったため、悪質ないたずらだと間違われてしまった挙げ句あどミンの形相を見て逃げ出してしまう。その後紅緒に助けてもらったが、まだソニア達のスパイだと疑っていた上に彼女を突き放してしまう。だがソニアから紅緒を捕まえたという連絡を受け、ついに彼女を信じることを決め救出に成功した。
デンリキ発動時のポーズは左を向いて左手を出したあと、右腕を大きく回して両腕を顔の前で構え、左足を曲げる。
- ジェイジェイ（声：武田華）

麻理亜の電キャ。槍を持った鹿型獣人。鎧を身に纏っていて、仮面は上にずらすことができる。
第94回でデンリキ「キエルスケール」を吸収したことで会話ができるようになった。その際に麻理亜のことを励ましていた。
第137回では麻理亜に対してあどミンに謝った方がいいとアドバイスしていた。その後紅緒の電キャと紅緒の眼鏡の中で喧嘩をしていた。
第165回の時点でライデェン陣営にいたことから少なくとも第163〜165回の間にライデェンに唆されたことがうかがえる。第167回で芹奈の電キャからライデェンの作る世界は理想の世界ではないことを告げられ目を覚ますが、ライデェンによって消滅されかかる。その後悠真がライデェンを消滅させたことで事なきを得た。
電デビル撃破後は麻里亜の元を離れ電空で暮らすことになる。
- 香月 萌衣（かづき めい）

2021年度より登場。風花の後輩で彼女のことを「風花先輩」と呼ぶ。風花との仲は良いが、悠真を見下す風花とは対照的に悠真に対して好印象を持っており、その点に関して風花は半ば呆れている模様。戦国時代に詳しく、戦国武将に例えた喋り方をする。
第89回では風花と共にスカイハイ（空）に夢中になっていた。第90回では空の声が聞こえて興奮したが、デンリキで風花と共に追い出されてしまった。
第95回では悠真と戦国武将のカードゲームで遊んでいた最中、カードの絵柄を実体化させるデンリキ「カードデダース」を得る。たまたま最初に引いた足軽のカードから出てきた足軽しか出せなかったため、彼に「トクマル」と命名して天下統一を目指す。しかしトクマルはやること為すことが全て空回りしてしまうため、「最初から無理だったのかも」と諦め彼をカードに戻そうとしたところ、カードを全て川に落としてしまう。「カードに戻りたくないからわざと川に落とした」と思い込みトクマルと絶交してしまうも、風花と話したことにより心を入れ替え、カードを探していた悠真・トクマルと合流し全てのカードを見つけることができた。電キャんぷベースにて電キャにデンリキを吸収させ、正式にてれび戦士となった。自身の電キャに「トクマルにはまた会える」と言われた時には「あんなドジな足軽なんて」と言っていたが、その後風花とカードで遊んでいた際、あえて足軽のカードを使い「立派な戦国武将だから」となんやかんや彼を認めていた。
第98回ではみやぞんエンジに昭和のことを教えていた。
第105回では紅緒の日本史の宿題を手伝っていた。その際、「歴史は覚えるものじゃなくて楽しむもの」とアドバイスしていた。
第125回ではそのまと共に風花の自宅でDOSの練習をしていた矢先、みやぞんエンジに電キャんぷベースへ呼び出される。その後、そのま・麻理亜と共にみやぞの博士から頼まれた場所の調査に向かうが、揉めた2人を仲裁していた。
第128回ではDOSの大会とモンロウ重工への潜入の日付が被ってしまったためそのまと共に断ったが、激昂した風花に家から追い出されてしまう。その後みやぞんエンジと悠真の対話で「仲直りは早い方がいい」と聞き、風花の家に赴いて応援したことで彼女の勝利に貢献。無事和解することができた。
第131回ではモンロウ重工に向かう前、そのまと共にDOS本番を控えた風花を訪ねる。しかしその後中村に捕まり電空アリーナに飛ばされてしまう。
第146回では美化委員長をやらされることになってしまい、電キャのアドバイスでデンリキを使ってリーダーのコツを教えてもらうことにする。しかしデンリキ「クルクルブショーン」を使ったところ、肉体を織田信長に乗っ取られ自身の魂はカプセルの中に閉じ込められてしまう。最初は勝手なことを始めた信長に辟易していたが、少しずつ仲を深める。最終的に友人や仲間がいることを彼から認められ、元の体に戻れた。
第189回ではモモチーに「モモチーを風花に合わせたい」と語り、この発言が結果としてモモチーをくろミンから離反させる事に貢献した。
デンリキ発動時のポーズは顔の横で手を振りながらその場で回り、両腕を上に広げる（この際電キャはどんぐりの髪飾りを手に持っている）。
- ぐり丸（声：井澤詩織）

萌衣の電キャ。どんぐりの髪飾りを付けオレンジの服を着たリスの少女。髪飾りは取り外し可能。口調は幼い少女を思わせるようなもので、一人称及び語尾は「グリ」。萌衣が塞ぎ込んでいる時には寄り添うなど思いやりのある性格。
第97回でデンリキ「カードデダース」を吸収したことで会話ができるようになった。その際、萌衣に対して「またトクマルに会える」と声を掛けていた。
第146回では落ち込む萌衣を心配し、デンリキ「クルクルブショーン」を使うようアドバイスした。彼女を乗っ取った信長にはネズミ扱いされており、この時「自分はリスだ」という旨の発言をしていた。
第155回では芹奈が発言した「誕生日」という言葉がどういうものなのか尋ねていた。
第163回の時点でライデェン陣営にいたことから第161〜163回の間にライデェンに唆されたことがうかがえる。その後第167回ではデンリキ「カードデダーズ」を使い伊達政宗を召喚し、てれび戦士を襲わせるが、芹奈の電キャからライディンの作る世界は理想の世界ではないことを告げられ目を覚ます。その後ライデェンによって消滅されかかるが、悠真がライデェンを消滅させたことで事なきを得た。
電デビル撃破後は萌衣の元を離れ電空で暮らすことになる。
2022年度加入（ライリキ、雷キャ所有者）
以下の3人はいずれも序盤はてれび騎士名義であり、くろミン・ライデェンに騙され、てれび戦士のことを「電空を脅かす邪悪な敵」だと思い込んでいた。第178回でタマ電Qの位置を予測できる風花の雷キャを味方にできたことを理由にくろミンに捨てられ、自分達がくろミンにタマ電Qを提供する事で電空島が停電してしまう事実を知った後に正式にてれび戦士として加入。
てれび戦士加入後も衣装の漢字は「雷」、所有するアバター種別は「雷キャ」のままである。
- 大野 遥人（おおの はると）

初登場は第158回。そのまの同級生で一緒に図書委員をしている男子児童。彼女のことはさん付けで呼んでいる。ある時そのまの手の甲に電印が浮かんだ瞬間を見たことがあり、彼女の正体はスーパーヒーローではないかと疑っている。内気でコンピューターには不得手だが、大好きな人工衛星のこととなると饒舌になる。普段は地球上を周回していたハロプラがいなくなったことに気づき、そのまの助けを求める。卑屈気味な態度をそのまから「謝るとこっちが悪いみたい」と注意されたことで自分の性格に気づき、最終的にコンピューターを自分から率先して使うまで成長した。みやぞんエンジやあどミンとは直接接触したものの、そのまの正体がてれび戦士であることには「秘密は秘密のままでいい」と探りは入れないままにしておいた。
第170回で右手に雷の字が浮かぶ現象が生じ、煌翔と美音に連れられててれび騎士に入る。しかしそのまの拘束を解いたり、そのまから美音の注意をわざと逸らすように誘導するなど完全に悪になりきれていない模様。
第176回では偽タマ電Qを使い本物のタマ電Qを手に入れる作戦を実行するが、眞生に占ってもらった料金を払っていないことを理由にかみちぃに呼び止められ、さらにアタックには「眞生にあげた水晶を勝手に取った」と思われ、結局最終的には偽タマ電Qを持ち帰ってしまう。第177回ではライデェンに捕まったそのまを助けたことで彼女からお礼を言われた事を思い出しており、「てれび戦士は悪者なのか」という感情を持つようになる。
- ソレイユ（声：川島零士）

遥人の雷キャ。全身が黄色で、妄想を実体化できる。モチーフは遥人が考えた理想のヒーロー「太陽の騎士」。快活な性格で、アミュレット曰く「チャラ男」。
電デビル撃破後は遥人と暮らすことになる。
- 丸山 煌翔（まるやま てっしょう）

初登場は第168回。美音と共に山奥でタマ電Qを探し求め、くろミンに食べさせた。その後はとある駐車場に辿り着いたてれび戦士達に、自分達もタマ電Qを求めていることを明かした。
しかし照太と時間を過ごした際には「(てれび戦士は)本当に悪い奴か」と疑問を持ち、タマ電Q争いの時以外は照太と普通に接しているなど、3人の中では最もてれび戦士に対してきつく当たっていない。事実、第173回ではタマ電Qの入手に成功したにもかかわらず、照太から貰ったルアーを見て複雑な表情を浮かべていた。第177回ではその思いがさらに強まっており、「何のためにこんな事(くろミンのためのタマ電Q集め)をしているのか」と発言していた。
- パオウ（声：千葉繁○）

煌翔の雷キャ。甲冑を着込んだ緑の象を思わせる外見。身長は190cm。語尾に「〜パオ」をつけて話す。武器や飛び道具をメインに使うソレイユやメラと異なり、馬力を生かした戦闘を行う。電デビルとの闘いでは普段背中に装備している斧を使っている。しかし迷子になるほど方向音痴だったり、泣き虫な一面もあり、その点に関しては煌翔から呆れられている。また余計な発言をしてツッコまれることもあった。
電デビル撃破後は煌翔と暮らすことになる。
声を担当した千葉は『天才てれびくん』のてっちゃんや『天才てれびくんワイド』のTKくんなどの声を担当しており、天才てれびくんシリーズに数多く出演したことがある人物である。
- 盛武 美音（もりたけ みお）

初登場は第168回。眼鏡をかけていて、常に敬語で話す。てれび騎士の中ではリーダー的存在。特技はハープの演奏。先述の2人とは異なり、てれび戦士に対しては敵意を常に剥き出しにしている。とはいえくろミンが本当に正当な理由でタマ電Qを集めているのか尋ねる場面があるなど、完全にくろミンを信用しているわけではない模様。
また、根っからの悪い人ではないため、タカオとスズメにホットケーキを作ってあげたり、タカオの「タマ電Qで祖母を助けたい」という願いを受け入れる優しい一面を見せることもある。
第178回で自分達がくろミンに道具扱いされていた事を知った際はかなりの衝撃を受けていた。
第180回では元々敵だったそのまと自身のデンリキ・ライリキを合体させることに苦言を呈していた。その後ライデェンがライリキ増幅マシンを設計していたことを知り出撃するが、返り討ちにあってしまう。しかし第181回で駆けつけたそのまに救出され、合体させたデンリキでマシンの破壊に成功した。
- メラ（声：大地葉）

美音の雷キャ。吟遊詩人のような格好をした白猫の姿で、ハープを装備している。主に飛び道具を繰り出す遠距離戦を得意とする。ドーナツやレモン、ト音記号などを投げて攻撃する。スタイルの良い見た目とは裏腹にジャッキーに名前を尋ねられても「そちらから名前を名乗るべき」と返すなど口も性格も悪く、アミュレットからは「態度が気に入らない」と評されている。だが根は優しく、美音に対しては世話を焼いている。
電デビル撃破後は美音の元を離れ電空で暮らすことになる。

### 敵キャラクター
2020年度の敵キャラクターは先述の「黒いあどミン」を含めて、暴走した電空のプログラムと関係者であった。
- バックドアーズ（演：NOPPO）

デンリキのエネルギーを狙う謎の男。灰色の体のあちこちに四角いブロック(取り外しが可能で、そのまは「ブラックボックス」と呼ぶ)がついたような外見。無言かつ無表情でパントマイムのような奇妙な動きを取る、数人に分身する、てれび戦士を追いかけ回すが気付かれると物陰に隠れる、などといった謎が多い。
視界を塞がれると動けなくなるらしく、第3回で悠真のデンリキでバケツを被せられた時には方向感覚を失っていた。また、胴体が平ら故か、第20回では紅緒を追いかけて彼女の学校に入ったものの、追いつくことすらできず、踊り場で倒れ起き上がれなくなった。
第32回では行動目的を知るためにソニアがデンリキ「ヒソヒソヒアリング」を使うが、吹き出しは真っ黒で文字が一切表示されなかった。これについてみやぞんエンジは「頭の中が空っぽなのかもしれない、人間ではない可能性がある」と考察した。
第79回であどミンから明かされた正体は、電空管理部の監視プログラム管轄の電キャ。その目的はデンリキを使うてれび戦士の監視だった。
第83回ではみやぞの博士から電空の管理プログラムの一部であることが明かされた。また、一個体があどミンの指示の元で生と元太を尾行していたが、逆にみやぞの博士らにハッキングされた。
名前の由来はコンピュータセキュリティの用語で「侵入口」の英語「バックドア」から。
- 巨大バグ

第52回～第54回に登場。現実世界に侵食してきた電空のバグ。電空内に浮かぶバグは困り顔なのに対し、こちらは凶悪な表情をしている。みやぞんエンジやあどミン曰く、「何かに惹かれているよう」とのこと。
そのまはデンリキでバグを縛ろうとするも、巨大すぎたため最初ははね除けてしまう。だが悠真がデンリキで糸を加工して広げたことにより糸で縛られ消滅させられた。
第85回で再登場。紅緒と眞生を捕まえたが、ギュナイを捕まえようとした際にデンリキの電流を喰らい退いていった。
- 電空のハカイシャ（演：kekke / みやぞん（第79回・第81回） 声：徳石勝大）

初登場は第64回～第66回。てれび戦士達やかくれガレージを執拗に攻撃する謎の怪人。照太からは「バックドアーズのボスかもしれへんな」と推測された。黒い衣装を身にまとい、側面に黒い角が2本ついた赤い仮面を身に付けたような外見。指が4本ある。右手の手のひらから黒いキューブを放つことで現実世界を黒く侵食させる攻撃を行う。「ジジジ…。ハカイ…。」と片言で喋る。てれび戦士のスマホから発された電波を辿りどこからともなく彼らの前に出現する。そのことに気づいたゆらはてれび戦士全員に島内でのスマホ禁止令を出した。第65回のラストシーンでは一度眞生がスマホを使った時に島内に侵入した。家にいる親に自分のペットに餌をやっておくようにという内容だ。第66回では「ハカイシャハカイ作戦」の一環で悠真に呼び出される。照太が作ったあどミン型のデコイに誘導されてギュナイと眞生に縛られたあと、残りのメンバーに海岸へと引っ張られ悠真によって海に突き落とされ感電した。だが完全には死んでおらず、逆にてれび戦士たちを追い詰める。最終的にみやぞんエンジによって修復されたシャッターを通って逃げられたため島に取り残された。
第77回ではてれび戦士全員のスマートフォンに安全アプリをインストールしたあどミンの背後に現れたが、そのまに撃たれ消滅した。第78回では課題に手こずっていた悠真の前に現れた上に攻撃もかわすが、彼が課題を達成した瞬間倒れて動かなくなった。
第79回ではあどミンの元から逃げ出したてれび戦士たちの元に現れるが、そのまに撃たれ仮面が欠けた。第81回ではかくれガレージから逃げ出した悠真・元太・ゆら・そのまの前に現れる。そのまがギターを弾き語りしたことで苦しみ出し、仮面が消えてみやぞの博士の素顔が露わになった。
なお、「電空の破壊者」という漢字表記は誤りである。
- 電空のハカイシャの仮面（声：徳石勝大）

第67回～第69回に登場。てれび戦士を洗脳する謎の仮面。てれび戦士らが気付くと彼らの手の中にあり、自身を被るように仕向けながら手を顔の前に持っていかせる。被ってしまうと消滅し、「あどミンは怖い存在である」とそのてれび戦士を洗脳しあどミンを破壊（=殺害）するように体を支配、別のてれび戦士の前に再び現れる。最終的に唯一その洗脳から逃れることができた生によってみやぞんエンジが作った圧縮機に入れられ、仮面が印刷された紙のような状態になって出てきた。
- クリプトオンズ（演：NOPPO）

2021年度より登場。バックドアーズに酷似しているが、こちらは両手などの差し色が赤から黄色に変わっていて身体中にギリシャ文字が書かれているほか、ブラックボックスの形状も四角錐型に変わっている。空曰く、「電空に発生した新しいプログラム」。両手を合わせた状態で細かくパタパタさせる独特の動きの拍手をすることで、任意の物体をパソコン用ディスプレイの中に転送して隠すことができ、その能力を使ってあどミンを拐った。
第108回ではデンリキを使ったことで抜け殻状態になっていた芹奈の肉体を隠した。第109回では通った跡にバグのような足跡が残ることが判明し、それを探知できるゴーグルをみやぞんエンジが開発した。
第120回では眞生が迷い込んだ並行世界でテレビ番組としての「天才てれびくんhello,」を教えた男性が、眞生には幻覚でクリプトオンズに見えてしまう描写がある。
第126回では暗号にまみれたモンロウ重工の工場に現れ、それぞれ別行動をしていたそのま・麻理亜・萌衣と元太・照太・空に襲いかかる。その後男子を襲っていた個体と女子を襲っていた個体が合体するが、乱入してきた悠真に網で捕獲された。
名前の由来は「暗号」を意味するクリプト（crypto）から。
- ペコパリオンズ（演：ぺこぱ）

2021年度生放送（デントリー編）より登場。クリプトオンズのような格好をしている二人組。電空のお宝を奪い、電空の果てにあるアーカイブ星に永久保存しようとている。
初登場となった超ひらめき研究所では金庫屋に化けて潜入、エジソンノートが出てきたところで本性を顕しノートを2冊とも奪ったが、てれび戦士達に取り返されてしまった。
超アニメスタジオでは反省していた素振りを見せるも実は懲りておらず、デンズニーのフィルムを強奪したが奪い返されてしまった。
超ファッションシティではテレビ局員に扮して潜入。チャネルの半袖Tシャツを修復する作業を手伝う。ショーが終わったタイミングを見計らってTシャツを奪い、そのままアーカイブ星に保存した（つまりてれび戦士の初敗北）。
超宝島の財宝を狙うべく超ロマンスター号に乗り込んだが、嵐に遭遇し悠真と空が到着した際には二人して船酔いでダウンしてしまった。その後船が超宝島に到着したタイミングで航海図に目標を変え強奪したが、結局奪い返された。
超朝ドラシティでは持ち込んだ全自動林業マシンを暴走させてしまったが、てれび戦士達に冷却してもらった。その後眠ったトキコーンを捕獲するも、救出されてしまった。
超銀河鉄道では「願いを叶える切符」を手に入れるためにスタンプラリーに参加する。学者やジョデンニがピンチになっている間にさっさとスタンプを押していたため、主催者の学者から見限られてしまった。切符の正式な所有者となったジョデンニから切符を強奪するが、切符を今すぐ使うかアーカイブ星に保存するかで終始揉めていた。最終的に切符も奪還されてしまった。
電空の上空を飛行していたレフト兄妹の飛行機を発見した際には飛行機を奪うが、アーカイブ星に到着する直前に落として壊してしまった。その後修理に協力させられたため奪うことはできなかったが、「完成したらまた来る」と言い残しメアリーエンジからは「二度と来るな」と怒られていた。
超ピラミッドではデンジー博士に同行するふりをして「黄金のヘッドフォン」を奪おうとしたが、逆にツルンカーメンの怒りを買い内部に閉じ込められてしまったため、そのまと礼にSOSを出した。加えてシュウペイは「滑り続ける呪い」をかけられてしまったが、ギャグのセンスはそのままなのではないかと周囲に思われていた。その後ツルンカーメンと妻の棺を奪おうとしたが、逆にペコドローンを乗っ取られ自分達が捕まってしまう。最終的に解放されたが、メアリーエンジからは「反省しろ」と怒鳴られた。
超アートシティでは「勝手にデンクシー展」を美術館内で開催していた。その後デンクシーの最高傑作を持ち去り、アーカイブ星に保存しようとした瞬間絵が割れてしまい、「こうなってしまったらもういらない」と返却した。
超診療所ではトゲトゲウイルスのワクチンを作るため「超ミクロ化装置」を用意した。だがショウインジが感染しテンションがおかしくなった挙げ句、装置の故障でウイルスが巨大化し、ペコドローンを暴走させワクチンを持ち去られてしまう。最終的にてれび戦士と共闘し、ワクチンを取り返した。
超火星ではタスクの元で働いていた。労働の対価に彼のクローンを奪おうとしたが、間違って本人をカプセルに閉じ込めてしまう。最終的にタスクを奪還されてしまった。
超ミステリートレインではショウインジが「デンロック・シャームズシリーズ」を読んでファンになっていた。その後最終巻を奪おうとしたシュウペイを一度は止めようとしたが、「終わらなくすればいい」と考えを改めた。最終的に目論みは失敗したが、続きを楽しみにしていた。
超深海ではダイオウタコを捕獲するためキャプテン・レモのデンチラス号に乗組員として潜入するが、レモに「タコ美ちゃん」と呼ばれ大切にされていたことと子供がいたことを知り、心を入れ替えた。タコ美の巣に溜まっていたゴミをペコドローンで回収するが、彼女の子供のうちの1匹が紛れ込んでしまい乗っ取られたことで一緒に回収しかけてしまう。デンクウオオアゲハをアーカイブ星に保存するが、その直後に電空ストームが発生してコンテナのロックが外れてしまう。
- シュウペイ（演：シュウペイ）

ペコパリオンズのメンバーで、立ち位置は向かって左側。言動が軽いが知識人でよく豆知識を披露する。ショウインジには敬語を使う。ペコドローンの操縦も担当する。
- ショウインジ（演：松陰寺太勇）

ペコパリオンズのメンバーで、立ち位置は向かって右側。非常にポジティブで、周囲の言動を全て肯定する。
- 電デビル（声：中井美琴[1]）

くろミンが「あの方」と呼んでいる、全電空の恐怖の支配者とされる存在。モモチーも存在は聞かされていた模様。くろミンの頭身を高くしたような外見で、白い虹彩と右目の上にあるX字形の傷が特徴的。
初登場となった第191回でくろミンがタマ電Qを9個集めたことで復活し、手始めにくろミンのデータを吸収し回収した。その後192回ではオリオンやクリプトオンズも回収した。(クリプトオンズが直接回収された描写はないが、クリプトオンズの服やブラックボックスが残骸のように散らばっていた)
その正体は電空に生じたバグで、現実世界と電空を初期化した上で支配下に置くのが目的である。第194回でそれを実行に移すものの、消去炉に送った筈のオリオン、アミュレット、シエル、ぐり丸、パオウ、メラの帰還を許してしまい、最後はライデンリキを喰らい消滅した。

### 準レギュラー
- 坂上風花[注 13]（演：江原風花）

悠真の妹。「カゲヤマ亭」という洋菓子店の個数限定商品「ジュエルシュー」が大好物で、自分だけで食べてしまう贅沢な一面がある。悠真を見下し、いつも文句を言っている。
第1回 - 第6回ではオセロを悠真とプレイしていたが、腕は強く毎回兄を負かしている。悠真を格下扱いするような言動と行動が目立っていたが、偶然兄によって大切にしていた電動の犬のぬいぐるみが直ったことにより、悠真を尊敬し「お兄ちゃん」と呼んだ（その後も何度か呼んでいる）。
第25回 - 第30回で再登場。転入生のそのまと親友になる。相変わらず悠真に対しては辛辣で「いなくなっても構わない」とまで発言したため、それをそのまに窘められた。兄とは違い宇宙に興味はない。また、あやとりも苦手なようでそのまに教わっていた。
第49回 - 第51回で登場した際には、そのまに誘われて始めたダンスゲーム「ダンス・オブ・スカイ」の大会に出場しようと意気込む。しかし練習中に足を捻り、大会に出場できなくなってしまう。
第53回ではカゲヤマ亭からの帰り道にふらふらと歩いていた悠真を発見する。無反応だった彼を驚かせて起こしたことが彼の洗脳解除に繋がった。
第80回では電空の再起動により彼女もまた電空に夢中になり、大好物のジュエルシューにすら見向きもしなくなってしまう。
第83回ではあどミンの経験データの提供元の1人として利用されていることが判明した。
第85回では電空消滅によりネット依存から解放されたらしく、第1回と同じく悠真とオセロで遊んでいた。
第86回では自宅に萌衣を連れてきていた。
第89回では萌衣と共にスカイハイ（空）に夢中になっていた。第90回では空の声が聞こえて興奮したが、デンリキで萌衣と共に追い出されてしまった。
第95回では戦国武将のカードゲームを萌衣に誘われてプレイしたものの、ルールがわからず最終的にたまたま帰宅した悠真に丸投げした。第97回ではジュエルシューを買った帰り道に萌衣と遭遇した。ジュエルシューを分けて食べさせていた時に彼女がカードを紛失したことを知り、「萌衣はまっすぐだし決めたらグイグイ行っちゃう、一生懸命なのにどこかズレてる」という言葉をかけた。これを聞いた萌衣は自身とトクマルは似た者同士であることを実感し、彼の元に戻ることを決心した。
第122回では偶々会ったそのまとレストランに行ったが、そのまが無意識に発動させたデンリキで生み出したステーキ味のフライドポテトを全て食べられてしまった。その後、道場との料理対決をする彼女を見守っていた。
第125回ではそのま・萌衣とDOSの大会に向けた練習をしようと悠真を自宅から追い出すが、2人にはみやぞんエンジからの召集が掛かったため帰られてしまった。
第128回ではDOSの大会とモンロウ重工への潜入の日付が被ってしまったそのまと萌衣にタイへの参加を断られてしまい、「どうせ最初からやりたくなかったんでしょ、張り切ってた私がバカみたい」と2人を家から追い出してしまう。いじけながら練習を続けていたところ、電印に似た謎のマーク（雷印）が左手に出現する。現れた雷キャと会話を交わすも、何のことなのか全くわからなかったため桜川の元へ向かう。悠真と出くわしたため帰宅したあと、DOSの予選最終戦に挑むが、調子が悪くミスを連発してしまった。しかし家に上がり込んできたそのまと萌衣の応援のお陰で見事勝利し、カゲヤマ亭の洋菓子を食べて和解することができた。
第131回ではDOS大会の個人決勝本番に向けてそのまと萌衣からお守りをもらった。その後控え室で緊張していたが、雷キャや空からアドバイスをもらう。そうして順調に決勝まで進むが、雷キャは消えてしまい決勝で空に負けてしまった。だが「次は負けない」と決心した。
第146回では「クルクルブショーン」を使って信長と入れ替わった萌衣と出会うが、ランドセルを持たされていた。彼女の中身が本物の信長であることには気づかず、「コスプレのし過ぎで声までおじさんになった」と思っていた。しかし暴走する萌衣（信長）に嫌気が差し、「元の萌衣に戻って」と説得した。
第161回では雷キャと再会するが、その直後にクリプトオンズに拐われ、雷キャとライデェンに監禁されてしまう。第167回で悠真と彼の電キャに救出された。実は兄を冷たくあしらっていたように見えて、兄の良さを認めていた事が救出後に判明した。
第177回ではそのまと萌衣と一緒にケーキを食べに来ていたが、美音が萌衣のケーキを叩き落としたのを見た際、雷キャが出現した時の記憶がフラッシュバックし、頭痛に苦しめられる。
第188回では萌衣とケーキを食べに来ていたところをモモチーに憑依されてしまい、その上モモチーが自分の体から分離できなくなってしまう。
第189回で悠真と萌衣の説得によりモモチーが記憶を取り戻し分離。悠真達にから電空に関する話を聞かされ、兄の悠真達に協力することになった。
- モモチー（声：飯田里穂※）

風花の雷キャで、名前は2022年度で判明。ピンク色の忍者装束を着た兎。額には悠真の電キャに似た角が生えている。（この容姿からモチーフはアルミラージである可能性もある）
第129回でアバターのからくりこんから変化する形で風花の前に姿を現した。その際、「雷法・疾風迅雷」という技を見せ、「この事は2人だけの秘密」という約束を交わす。
実は電空の暗号化現象により生じた存在であり、その後も度々風花を励ましていたが、第133回で暗号化現象が消えたため消滅してしまった。
第161回では理由は定かではないが復活しており、ヤンキーから風花を守ったが、直後に体が黒くなる異変が生じ、クリアウォールを発生させた。その後第167回で風花と一体化しクリアウォールの威力を強めるも最終的には人間と電キャの仲の良さを認め、今度こそ消滅した。
第177回ではくろミンの下僕としてライデェンが復活させ、呼び出されたクリプトオンズによって洗脳される。それと同時にタマ電Qの位置を予測できるライリキ「クリアルスキャン」を会得していた。これによりてれび騎士だった3人は用済みとされてしまう。
第182回では相手の体を乗っ取るライリキ「ココロイレカエール」を得て、現実世界の人間に次々と憑依してタマ電Qを探し求める。しかし悠真に風花の名前を口に出された事で錯乱状態に陥り、最終的にタマ電Q取りに失敗してしまう。
第188回ではライデェンの話から時々人間界を見に行っている事が判明。ライリキで風花に乗り移るが、風花の体から分離できなくなるトラブルに見舞われてしまう。第189回では悠真と萌衣に説得されたことで洗脳が解け、記憶と体色が戻る。その後は坂上兄妹と萌衣をくろミンの攻撃から守ったが、裏切りの代償としてライリキをコピーされてしまう。
第190回ではくろミンが「恐ろしいあの方」こと電デビルを呼び寄せようとしていることを証言した。
電デビル撃破後は風花の元を離れ電空で暮らすことになる。
なお、ライリキを使う雷キャであるが、なぜかライリキを繰り出す時のポーズはデンリキポーズのものである。
演じた飯田は2002年度～2005年度のてれび戦士である他、前作「天才てれびくんYOU」では残のもじもん・きのこのこの声を担当していた。
- 桜川春一郎（演：前田公輝※ / 齋藤優真（幼少期））

初登場は第49回 - 第52回。ダンスゲーム「ダンス・オブ・スカイ」（以下DOS）の開発者。そのまが探しているとある人物（後述のみやぞの博士）と同じ会社で働いているのだが、「相手は自分が入ってすぐに辞めてしまった」とのことで、そのまは望む情報を手に入れられなかった。
第52回ではみやぞんエンジを見て「博士」という言葉をこぼす。「みやぞの博士がDOSの基礎プログラムを作った」という情報をみやぞんエンジと悠真に伝え、悠真の電キャがゲーム内に登場した理由を「基礎プログラムが残っていたのではないか」と考えた。
第88回で再登場。空と麻理亜を連れて電キャんぷベースを訪れた。しかし入ってきたのがちょうど悠真の電キャが喋った直後だったため、現場に居合わせることができず悔しがっていた。また、2021年度では電キャんぷベースに常駐するようになった。基本的にてれび戦士の話を聞くことに徹しているが、電キャのこととなると血相を変えて大興奮する。
第89回ではてれび戦士たちに新しい任務として「電空が急に復活した理由は電キャにある」と伝えた。第90回ではDOSで高得点を出した悠真に感心していたところ、空のデンリキで悠真、眞生、ソニア、麻里亜、他の研究員もろとも建物から追い出されてしまう。第91回では無理に社内に入ろうとするソニアたちを引き留めたが、後に空の暴走が収まったことにより社内に入れるようになった。
第99回では「デンリキを使ったにもかかわらずやっちゃんに認識された」という元太の話を聞き、「デンリキのバグなのかもしれない」と推測していた。
第106回では社会科の研究発表のために会社を訪れた紅緒を案内していた。その際、「コピッペをコピッペしてしまえば学校もいらなくなるかもしれない」と考えていた。
第125回ではDOSの大会のCMに出演していた。なお、その横には詳細不明の電キャも登場している。第127回では元太にモンロウ重工の工場にいるところを見られる。彼がそのことを他のてれび戦士に明かした直後に姿を見せるが、どこか様子がおかしかった。元太の映像を奪おうとするが、悠真の電キャに「制御盤が爆発する」と言われ非常に慌てていた隙に全員に逃げられてしまった。
第128回では鼻歌（演者の前田が出演していた2003年度のエンディング「good day」）を歌いながらスキップしていたところを悠真と空に発見された。その後、家電量販店で家電に話しかけていたりカフェでロンと話をしていた。ロンと一緒にいたところを悠真と空にはデートをしていると勘違いされてしまったが、第133回で単に仕事の打ち合わせ中であることが判明した。
第140回では礼の電キャの絵を描いていたところ彼女と遭遇し、「水溜まりに入りたい」と頼まれる。プログラミングで水溜まりを再現するが、音や感触が違うため失望された。
第144回では酢昆布が好きな理由を知るためにあどミンを追い回した。
第155回では照太のペット・チロの誕生日パーティーの準備の現場に通りかかり、自分の誕生日だと勘違いしてしまう。パーティーでは眞生から犬の首輪を贈られ、自分用だと思い首につけていた。
演じた前田は2003年度～2005年度のてれび戦士である。
- 黒いアバター / ライデェン（声：子安武人○）

声での初登場は第132回、本人の初登場は第161回。「電キャの目覚めた心の声の代弁者」を自称する謎の存在。黒と白を基調とした兎のような姿で、腕からは先端が端子に似た形をした稲妻のようなパーツが生えている。
第132・133回では中村に憑依し、大勢のクリプトオンズを引き連れて「電空の王者（DOSのチャンピオン）をデリートする」と悠真たちを攻撃する。最終的にあどミンに攻撃され、中村の体から出ていった。これによってDOSの大会の会場を覆っていた暗号も消えたが、風花の雷キャも消滅してしまった。第161回で黒いアバターとして登場し、クリアルウォールを用いて人間の名前を奪ったり、てれび戦士の電キャを理想に共鳴させて味方に引き込んだりした。
その目的は名前を奪うことで個人の概念をなくし、争いを根絶することにあり、自身も「名前のない場所」を好む。そのため、未来ゲームスの地下にある空き区画＝名前のない場所に拠点である「裏電空」への入り口を設けている。
正体は桜川が子供のころに書いたシナリオのメインキャラクター「名前のない王」が雷キャとして実体化した存在。行動理念はそのシナリオである「名前がなくなったことで誰も喧嘩しなくなった世界」の実現。大人になった桜川に存在を忘れられたことで、自身を忘れた桜川へ同じ思いを味わわせて復讐することが目的だった。そのためか、人間については「意地悪で自分勝手な生き物」「仲良くなってはいけない」と評している。
裏電空の入り口にたどり着いたてれび戦士たちと、離反した電キャ達が自身の語る理想の真相にたどり着いたことで姿を現し、電キャ達とてれび戦士をまとめてデリートにかかるがソニアのデンリキで動きを止められ、悠真に本当の名を突き付けられたことで敗北。「何故私を忘れてしまったのだ」と桜川に忘れられたことの悲しみを口にしながら姿を消していった。
しかし完全に消滅したわけではなく、2022年度において再登場。黒いあどミンこと「くろミン」を担ぎ上げ、雷キャんぷベースを拠点に「てれび騎士」とその雷キャを率いてタマ電Qを集め始めている。ただし本名を呼ばれると消滅する性質は克服できていないようで、煌翔やひらりといった他の人物が自身の名前を言いかけた際には「気安く私の名前を呼ぶな」「消えちまうだろうが」と怒鳴りつけて止めるのがお約束となっている。
先述した人間への憑依能力・クリプトオンズの召喚・暗号化現象の発生以外にも、他のライリキをコピーして使用するといった多彩な能力を持つ。また本人の戦闘能力も高く、第181回ではてれび戦士を圧倒する程の実力を持つ美音とメラを倒していた。
第185回では単身タマ電Qを取りに行き、ゆらに憑依して一時は優勢に立つ。しかし紅緒にゆらのデンリキをコピーされるという事態に対抗できずタマ電Q取りに失敗し、くろミンに叱責されてしまった。
第186回ではクリプトオンズの工場で不良品（ハグ太郎）が作られてしまったことを受け、クリプトオンズを大量に放ち捜索する。その後麻里亜が手にしたタマ電Qを奪おうとするもハグ太郎の刺し違えの攻撃を受けて吹っ飛ばされてしまい、またしてもタマ電Q取りに失敗してしまった。
第190回での証言から「消去炉から脱出してきた」ことが判明し、2021年度で悠真に倒された個体と同一であることが判明した。同時にくろミンがモモチーが離反した際に彼女が持つライリキをコピーした事から「自分もくろミンに利用されているのでは」という考えを持ち始める。そして第191回で桜川から「名前のない王」の設定ノートを見せられたことで、自分は幼少期に友達がいなかった彼が生み出したイマジナリーフレンドであることを知る。てれび騎士だった3人やモモチー、クリプトオンズを自分のためだけに利用する態度を批判してくろミンと手を切り、「俺はずっと友達が欲しかったんだ」と桜川をくろミンの攻撃から守るも力を使い果たして消滅したかに見えた。だが、桜川の手に雷印が現れたことで正式に桜川の雷キャとして復活を果たし、この際「名前を呼ばれると消える」という性質もなくなった。しかしこの時くろミンをデリートしてしまったことにより電デビルが復活するきっかけを作ってしまうことになった(すべてくろミンの計画)。これについてライデェンは「意図的にくろミンが力を抜いた」と言及しており、その話を聞いたみやぞんエンジも「わざとデリートされたのではないか」と勘繰っている。なお桜川の雷キャとなってからも「ヤミの雷キャ」とテロップされていたが、第194回で「桜川の雷キャ」にテロップが変更されている。
電デビルが撃破された後は桜川と暮らすことになる。
声を担当した子安は前作「天才てれびくんYOU」のナレーション担当である。
- みやぞの博士（演：みやぞん）

写真での初登場は第49回、そのまの回想シーンでの登場及び名前が判明したのは第52回、本人の登場は第81回。
DOSの基礎データをプログラムした人物。そのまの父親であることも示唆され、第77回で明言された。桜川曰く自分が入ってすぐ会社を辞めてしまったらしい。桜川やそのまが見間違えるほどみやぞんエンジと瓜二つだという。また、電空の開発にも関わったとのこと。そのまはあやとりを彼から教わったが、電空が壊れた際に「電空を直しに行ってくる」と言い残して失踪してしまう。そのまは彼を探すために独自行動をしていた。一人称はみやぞんエンジと同じく「私」だが、敬語は使わない。
第76回では「危険な存在が迫ったときそれがキバを剥く」と書き残していて、そのまに武器を渡した。また、みやぞんエンジと同じく歌も好きで、電空のテーマソング（みやぞんエンジが「ピクセルの採掘場」コーナーの最後に歌っている曲）も作曲していた。
第81回では電空のハカイシャの正体として直接登場した。電空を破壊しようとして爆発に巻き込まれたあと、電空のプログラムの抵抗に遭い電空のハカイシャとして暴走してしまっていた。そのまが演奏したギターを聞いて苦しみ、仮面が割れて正気に戻ることでついにそのまと再会することができた。悠真たちに謝罪し、彼らをかくれガレージ・オリジンへとワープさせた。
第82回では悠真・そのまと共にリバース・コンバーターの探知機の在処を探すも、部屋が整頓されていなかったためそのまに呆れられた。挙げ句一人ぼっちになってしまった娘が書いた手紙を発見し号泣していたため、そのまと悠真を混乱させた。また、かつてゲーム会社で勤務していたがAI（あどミン）を開発するために退職したこと、そしてあどミンと共に電空を開発していたが彼が暴走し、自ら電空の安全ブレーカーを切ろうとして電空のハカイシャと化したことを明かした。第84回では1人であどミンと戦おうとしたが、そのまに「また自分を置いていくのか」と言われ、2人で決戦へと向かう。
第85回ではあどミンに「アヤ×2ツリングネットワーク」を使われ捕まってしまうが、黒いあどミンが消滅したと同時に解放された。しかしその後「これは終わりの始まり、このままではてれび戦士や子供たちの記憶が消えてしまう。これは最後のバグだ」と言うと同時にてれび戦士たちは苦しみ出し、記憶が消えかけてしまう。記憶を守るとともに再度の暴走を防ぐため、あどミンと電空を消そうとするが、「あどミンはバグじゃなくて仲間」とてれび戦士たちに説得され、「あどミンは私の子供だ」と思い直した。
第86回では直接登場しないが、みやぞんエンジとそのま曰く電空が急に復活した理由を調べているらしい。
第89回では旅に出たことが桜川から明かされた。
第125回の終盤で電キャんぷベースに通信をかけた。どこにいるかは明かせないが、ある場所（モンロウ重工の工場）で電空が再起動されたことを知り、そのま・麻理亜・萌衣に調査を依頼する。
第158回ではそのまの先生が差し出した本から、本名が宮園博士であることが判明した。
名前の由来は演じたみやぞんの本名「宮園大耕」から。

### ゲストキャラクター
演者が書かれていないものはノンクレジット。
ユウマ編
- 茂木淳一○

初登場は第51回。「ダンス・オブ・スカイ」の大会の実況。
第126回ではDOSのゲーム内音声として声のみで出演している。第131〜133回では再び桜川と大会の実況を務めた。
演じた茂木は前々作「Let's天才てれびくん」にて「ニュース深追い」のリポーターとして本人名義で出演していた。
- 天空寺の場所を教えた男性（演：坂口候一○）

生と元太が出会った男性。「仏像が沢山ある寺はどこか」と尋ねた2人に天空寺のことを教えた。
演じた坂口は2002年度の「天才てれびくんワイド」のCGキャラクター・ブッチョー部長と2003年度の「天才てれびくんMAX」のCGキャラクター・タマ部長、及び2004年度のストーリー「ドラマ プラズマ界」のCGキャラクター・ラビ零号・ラビ4.8号・ラビ55号・鬼ラビの声を担当していた。
- 古代文明（演：マツモトクラブ）

月刊「モー」の編集長を務める男性。名前は「こだいふみあき」と読む。悠真の名前が「UMA」（Unidentified Mysterious Animalの略で、未確認生物を指す）に通じることに気づき、彼と意気投合する。その後彼に「本物のUMAを見たことはあるか」と尋ねられ、「デタラメだと思ったこともあるが、同じものを追い求める仲間との繋がりは本物だ。見えぬものこそが真実」と返答した。これを聞いた悠真は他のてれび戦士の元に向かうことを決起する。
- 家電量販店の店員（演：中村あやの※）

桜川が訪れた家電量販店の店員。家電に話しかける桜川に困惑していた。
演じた中村は2008年度～2009年度のてれび戦士である。
- 中村有沙※

ロンの秘書を務める女性。
第132回では悠真が暗号化についてロンに問いただしていた最中、ライデェンにハッキングされ豹変。声が変化し、DOSの会場に暗号化を引き起こしてしまう。最終的にあどミンに攻撃され正気に戻ったが、自身が暴走したことは覚えていなかった。
演じた中村は2001年度～2004年度のてれび戦士である。
- 藍染カレン

コンビを組んでいる女性ヤンキーの片方。風花に喧嘩を売ろうとするが、クリアウォールによって名前を奪われてしまった。
その後の去就は不明だったが、第188回で再登場していたことから藍染の名前は元に戻っていたことが判明する。
第190回では桜川がライデェンと仲直りしかけていた場面で桜川に喧嘩を売ってしまい、空と煌翔の計画を頓挫させてしまう。
- 西井万理那○

コンビを組んでいる女性ヤンキーの片方。風花に喧嘩を売ろうとするが、クリアウォールによって名前を奪われてしまった。
その後の去就は不明だが、先述の藍染の状況からクリアウォールが消えた事で名前を取り戻したと思われる。
演じた西井は「天才てれびくんYOU」にて、オンくんが登場したショーの司会を務めた女性「まみお姉さん」として出演していた。
ギュナイ編（第7回 - 第9回、第58回 - 第60回、第113回 - 第115回）
- 佐々木信一（演：浅川琉生)

ギュナイと同じクラスの男子児童で、周囲には「佐々木くん」と呼ばれている。受験勉強にいそしんでいる。好きな色はピンクだが、母を始めとする周囲の目を気にして隠していた。ギュナイが彼にぶつかり鉛筆を落としてしまった際、「私がピンクにしちゃったよね、ごめんね」と謝られたが手酷い言葉をかけてしまう。自身の誕生日会でギュナイに鉛筆は元々ピンクで、自分で買ったことと自分はピンクが好きだということを吐露し、服をピンク色に変えてもらった。後にギュナイが所属するクラブに入る。
- ギュナイの担任（演：熊木翔※）

信一の母が「ピンク一色になった学校で息子を学ばせられない」とクレームを言ったため、対応に追われる。
演じた熊木は2000年度〜2002年度のてれび戦士であるほか、「天才てれびくんYOU」にもノンクレジットではあったが2回出演していた。
- ギュナイの同級生（演：石井心咲、咲希）

ギュナイが部長を務める「最新トレンド流行クラブ」のメンバー。この回のストーリーがミュージカル風だったため、ギュナイと一緒に歌い踊る。第8回でギュナイが「ピンクをやめる」と言い出した際には、「ギュナイらしくない」と心配していた。
- 信一の母（演：並木愛枝）

いわゆる教育ママ。第8回でギュナイと友人を信一の誕生日会に誘う。息子とは対照的に白黒の物が好きだが、ギュナイの友人には「お葬式みたいで怖い」と怯えられてしまった。最終的に息子の好みを理解する。
- 大橋

ギュナイの同級生の男子。ギュナイにランドセルをピンクにされたため、黒いテープを巻き対応していた。非常にマイペースな性格で、信一の誕生日会でも唯一テンションが高かった。
- 用務員（演：和田まんじゅう（ネルソンズ））

ギュナイの学校の用務員。体育倉庫にいたギュナイに気づかず鍵を掛けて閉じ込めてしまう。加えて見回りを忘れて居眠りをしてしまい、助けを呼ぼうとしたギュナイが叩いていた太鼓の音にも全く気づいていなかった。だが照太とギュナイが鰻を焼いていた匂いにつられて目覚め、扉を開けたことにより2人は脱出することができた。デンリキで出現させた物全てをギュナイから譲られて困惑していたが、子犬を見て和んでいた。
- 遠藤先生（演：もう中学生）

ギュナイの中学校で「映画を作る部」（読みは「えいがをつくるべ」）の顧問をしている男性教員。ギュナイと詩子に映写機で8ミリフィルムと昔の映画の編集のやり方を教えた。その後カットしたシーンの筒に埋もれてしまったギュナイの妄想に現れ、謎の機械で筒を回収し映写機で再生。「役に立たないものはゴミじゃなくて面白いもの」と彼女に伝えた。
- 館山（演：古舘緩樹）

「映画を作る部」の部長。ギュナイと詩子にパソコンを使った映画の編集のやり方を教えた。
- 桜庭（演：坂井心）

「映画を作る部」の副部長。眼鏡をかけている。
- 足立詩子（演：松尾瑠莉）

ギュナイと共に「映画を作る部」に入部した女子生徒。忍者映画を作るのが夢。撮影中にたまたま乱入してしまい、慌てて跳び跳ねた挙げ句転倒してしまったギュナイを笑い者にするが、デンリキでの編集後は「ギュナイの面白いところが撮れると思ったのに」と落胆していた。帰り道にごみ捨て場に突っ込んでしまったギュナイに対しタオルを渡そうとしたが、馬鹿にして撮影しようとしていると間違われてしまった。その後改心したギュナイと共に撮影に励んだ。
マウナ編（第10回 - 第12回、第55回 - 第57回、第119回 - 第121回、第143回 - 第145回）
- 眞生の母（演：饗場詩野※[注 22]）

眞生のおやつをたい焼きにしようとするが、デンリキで気が変わりケーキに変更する。最終的に公園でめいっぱいダンスをする息子を遠くから見守った。
第55回では亀の世話をしない眞生を叱っていた。亀が餌を食べなくなった時には眞生に動物病院に連れに行かせていた。
演じた饗場は1996年度〜2000年度のてれび戦士である。
- 眞生の担任（演：吉岡睦雄）

眞生にダンスの大会を紹介する。第11回ではデンリキの影響で児童と共に暴れ回っていた。
第92回と第94回で再登場。麻理亜にまみが引っ越すことと、引っ越しの早朝に学校を訪れピアノを弾いていたことを伝えた。
- 眞生の同級生（演：川村瑠泉、高木龍之介、内山そうた）

赤い服の男子、大柄な青い服の男子、眼鏡をかけた黄色い服の男子の三人組。眞生をいじめていたが、サッカーをしていてデンリキにかからず眞生のダンスを見るのを拒否したことで、デンリキで眞生のダンスの虜になったクラスメイトたちからは「下手なサッカーなんてやらなきゃいいのに」「邪魔」と非難されてしまう。最終的にいじめをやめたのか、ダンスをする眞生を遠くから見守っていた。
- 絵を描いていたクラスメイト

名前は不明。第11回ではいじめっ子三人組のいじめの標的にされてしまう。終始絵を描くのに集中し続けていたため、劇中では眞生のデンリキが唯一効かなかった相手。描いていた絵をクラスメイトに踏まれたり破かれたりしても何も言わなかったため、「どうして絵を描き続けているの？」と眞生に問われた際には「やりたくてやってるから描き続けられる」と答えた。これにより、彼に冷たく当たっていたクラスメイトに対し眞生は「ここでやってもいいだろ、やりたくてやってるんだから」と反論し、破かれた絵を一緒に修復した。
- 亀（声：諏訪結衣）

眞生が幼い頃から飼っているペット。名前は付けていないため、眞生や彼の母親は「亀」と呼び捨てしている。餌を食べなくなった矢先、眞生のデンリキで話すことができるようになる。そこで「儂はもうすぐ死ぬ」と眞生に伝え、「『生命の泉』に連れていってほしい」と頼みごとをする。その際、餌として与えられていた魚肉ソーセージはしょっぱくて嫌いということや、あまり顔に触れてほしくないことも伝えた。過去にタイムスリップした眞生に「生命の泉」へと連れていってもらい、泉の中へと消えていった。その後眞生が目覚めた際には小亀となっていた。
- 動物病院の院長（演：寺十吾）

借金取りに追われているらしく、眞生が亀を連れて訪ねてきた際には居留守を使っていた。眞生に「亀はもう寿命を迎えているのでどうやっても治せない、動物は痛くても痛いって言えない」と伝えた。
- 公園にいた男性（演：本多晋）

眞生に泉の所在について訊ねられたものの、「今はビルが建ってしまっていて存在しない」と教えた。
- スーパーの女性（演：高橋佳代）

公園にいた男性の知り合い。彼女の長話に付き合わされそうになってしまった眞生は早々立ち去ってしまった。眞生がタイムスリップしていた間は八百屋で働いていた頃の若い姿でも登場した。スーパーの前を何度もウロウロした挙げ句倒れた眞生が起き上がった際には安堵していた。
- 眞生A、悠真A、ソニアA、そのまA、みやぞんA、あどミンA

付け髭を付け語尾が「～でござる」の世界の住人。この世界ではソニアAのマンモスは眞生Aには壊されていない。悠真Aは眞生にパラレルワールドについて教えた。
- 眞生B、悠真B、ソニアB、そのまB、みやぞんB

動物のカチューシャを付け語尾がその人の名前になっている世界の住人。この世界で眞生Bが壊したマンモスの持ち主はそのまBである。逐一語尾に名前をつけて喋るため眞生からはうるさがられた。その後ソニアBは眞生に酢昆布を与えたが、「あどミンの好物」と眞生が言った際には何のことか分かっていない素振りを見せたため、この世界にあどミンは存在しない。
- 悠真C、ソニアC、そのまC

眞生が最終的に辿り着いた世界で放映されている「天才てれびくんhello,」の出演者。この3人以外のてれび戦士メンバーは一般人である。公園を訪れた眞生にインタビューをした。
- 眞生C

てれび戦士ではなくパラレルワールドを研究している一般人。カラフルなゴムで髪を2つにまとめている。自身の研究が周囲に理解されず天涯孤独だった模様。ワープホールを元の世界に開けず一度は自棄を起こして眞生を突き放してしまうが、後にテレビ上で彼が言ったダジャレに笑う。その勢いでコーヒーをパソコンのキーボードにこぼしてしまったが、拭き取る時にキーに触れていたことで正しいワープホールを開くことができた。最終的に眞生と和解しお互いに別れを告げた。
- 芹奈C、礼C、照太C

てれび戦士ではなく一般人。「天才てれびくんhello,」を見ていた。
- 並行世界の男性（演：NOPPO）

「天才てれびくんhello,」がテレビ番組として放送されている並行世界の住人。眞生に「天才てれびくんhello,」の事を教えてあげたが、眞生は彼がクリプトオンズに見える幻覚に陥ってしまう。
- 中里萌※

眞生の学校の理科教師。理科室の片付けを嫌々やっていて帰りたがっていたが、眞生達には七不思議だと誤解されてしまった。加えて理科室の鍵を掛けた張本人も彼女だった。3人に片付けを手伝うよう求めたが、残り2つの七不思議を解くため逃げられてしまった。
演じた中里は2013年度のてれび戦士である。
- 伊藤和志（演：伊東一人）

眞生の学校の体育教師。学校のベランダで逆立ちの練習をしていたが、七不思議の1つだと思い込まれてしまっていた。挙げ句眞生に全然理解できないと言い放たれショックを受けていた。
レイ編（第13回 - 第15回、第110回 - 第112回、第140回 - 第142回）
- 千尋（演：小橋めぐみ）

礼の母親。名前は第141回の字幕で判明。
ニューヨークに単身赴任中でいつ帰国できるかもわからない状況のため、1日1回娘とビデオ通話をしている。礼は母に会うためにデンリキを乱発したが、帰国予定がすぐに変わりいつも入れ違いになってしまう。2035年でも未だに単身赴任中だが、未来からタイムスリップしてきたと主張する娘は疲れていると思い、「子供の頃は毎日電話で正直に話してくれたのに」と心配した。現代に帰還した後、礼は彼女に「寂しいから今すぐ帰ってきて」と本当の気持ちを伝えた。
その後日本へ戻ってきたようで、第110回では悪い成績を取った礼に対し塾や家庭教師を薦めた。デンリキによるとダンスが上手いらしい。
第141回では礼に対し「靴が汚れるのは洗うのも含めて自分のものになるみたいだから面白い」と言葉をかけた。
- 2035年の礼（演：生越千晴）

デンリキの使いすぎにより、25歳になってしまった礼。肉体は立派な大人だが中身は年相応で、一人称は「礼」のままである。未来では会社員である模様。
- 後藤課長

2035年における礼の上司。タイムスリップした直後の礼に電話をかけ、遅刻を咎めた。しかしこの時の礼の精神は子供のままだったため面識はあるはずがなく、彼女からは「変な花のおじさん」と呼ばれた。
- 2035年のギュナイ（演：斎藤アリーナ※[2]）
- 2035年のソニア（演：メロディー・チューバック※）

ギュナイはシンガーソングライターとなっていて、礼からは「綺麗なお姉さんになってる」と評された。ソニアはモデルになり、現在と同じく会話に度々英語が混じる。礼は2人に「自分は15年前からタイムスリップしてきた」と話すが、どちらもデンリキや電空のことを覚えていなかった上に礼の話をまともに聞かなかった。
なおこの時代の流行なのか、2035年の人々は全員耳に草花のような装飾をつけている。
斎藤は2010年度の、メロディーは2007年度〜2009年度のてれび戦士である。
- 2035年の悠真（演：千葉一磨※）

大学で超心理学の研究をしているが、ダジャレ好きな面は今と変わらない。唯一礼の話を信じ、彼女を元の時代へ帰すために尽力する。礼を帰還させる作戦として「礼がデンリキを使い更に50年後(2085年)に移動している間に自分はあどミンを捜索する」ことを提案する。「デンリキを使うとこの出来事を忘れてしまう」と語る礼に対し、「毎日左手の甲に『電』の字を書き続ける」と告げた。
第64回で再登場。歯科医院で歯の治療をしていた礼の前に歯医者（演：加藤大騎）と入れ替わる形で突如現れ、「電空のハカイシャが来る、あどミンが危ない」との言葉を残した。足を捻挫し無人島で眠っていた礼の夢の中にも現れ、「あどミンはてれび戦士たちにとって危険な存在である」と告げた。ただし礼は彼が大人の悠真であったことには最後まで気づかなかった。
演じた千葉は2006年度〜2009年度のてれび戦士である。
- 2085年の悠真（演：大槻修治）

老人になった悠真。毎日左手の甲に「電」の字を書き続けたため、2085年でも礼のことを覚えていた。
- 礼の父（演：山本周平）

自宅に隣接する酒屋で酒と煙草を売っている。デンリキによるとダンスが上手いらしい。
- 清水誠（演：土屋壮）

礼が母に紹介された家庭教師の1人。デンリキ「ダレッポイント」で点数が高かったことから礼は彼を選んでみたが、実際には態度が高圧的かつ使う言葉が難解なため、礼に合っている人材ではなかった。しかし実際にはそこまで尖った性格ではない上、指導する時に無愛想な態度になってしまうことを自覚していた。自分が礼に合わない理由は教え方にあるのではないかと考え、彼女にもう一度家庭教師をさせてもらえないか頼んだ。
- リコ

礼と同じダンス教室に通っていて、彼女とダンスの発表会のチームを組んでいるが、3人1組で出なければならないためあと1人を探している。礼にチョコレートを勧めた。最終的にサチとアンナのチームに引き抜かれてしまう。
- サチ、アンナ

礼と同じダンス教室に通っている。礼のことをダンスが得意だとは思っておらず、リコを自分達のダンスチームに引き抜こうとしている性格の悪い少女。
- 後藤美佐子（演：安齊舞※）

礼が雇った2人目の家庭教師。勉強中の礼ではなく動画ばかり見ているなど、家庭教師としては問題がある人材だが人当たりはいい。かつて高校のダンス部で部長を務めていた経験があり、「リコをサチとアンナに引き抜かれそう」と礼に相談された際には「一緒にやりたいということをガツンと伝えた方がいい」とアドバイスした。だが実は性格が悪く、電話で礼のアドバイスをすることを不快に感じていたことを吐露していた他、家庭教師も金目当てでやっていることが判明した。
演じた安齊は1999～2002年度のてれび戦士である。
- アイコ、マリン

礼と同じダンス教室に通っている。リコがサチとアンナのチームに移ってしまったところを見ていて、礼を自身のチームに誘った。礼を扱き下ろすサチやアンナとは逆に礼の実力を認めており、失敗も受け入れ、出来た時は素直に褒めてくれる優しい性格。
ベニオ編（第19回 - 第21回、第61回 - 第63回、第104回 - 第106回）
- 紅緒の父（演：高木三四郎）

のんびりとした性格。紅緒は周囲に「ノロマ」と称される自らの性格を「お父さんに似た」と考えており、彼もまた紅緒の性格は個性であり、「ゆったりのんびり生きる方が好き」と寛容的に捉えている。得意料理はカレーライスだが、紅緒の口には合わないほど辛いらしい。
第62回では紅緒のオリジナルストーリー「まほうアイドルベニオ」の世界に登場していて、彼女に弁当（ナンとカレーの缶詰。食べた芹奈はあまりの辛さに火を吹き失神した）を作っていた。
- 紅緒の母（演：秋山恵○）

紅緒や彼女の父とは対照的に非常にせっかちで、何でもてきぱきとこなす。
第62回では紅緒のオリジナルストーリー「まほうアイドルベニオ」の世界に登場していて、紅緒の父が作った弁当を彼女に渡した。
第104回ではクロスワードパズルの懸賞に当選していた。
演じた秋山は2004年度のドラマ「ドラマ プラズマ界」にて、テレヴィアの刑事・秋山刑事を演じていた。
- 紅緒の姉（演：田口華）

紅緒の母に似た性格。いつも紅緒が取り分ける前におかずを全て食べてしまう。紅緒がデンリキを使い高速で夕食を完食した時には険悪な関係に陥りかけた。
第63回では紅緒のオリジナルストーリー「まほうアイドルベニオ」の悪役・魔王として登場していた。紅緒曰く「書いた時に喧嘩していたから悪役として出てきたんじゃないか」とのこと。だが執筆中に紅緒は姉と仲直りして続きを書いていなかったため、壊れたように「さぁ、ここが貴様らの最終ステージだ！」と同じ台詞を繰り返し、背景もろとも真っ白な世界の一部となってしまう。最終的に理音が話の続きを書き足したことによりアイドルの姿になり、紅緒・芹奈とライブを行った。
- サトウ先生（演：岩井七世※）

紅緒の担任。名前は第104回で判明。
第19回では遅刻ギリギリで登校してきた紅緒をからかったクラスメイトたちをたしなめていた。中盤、紅緒が50mを2.8秒で走った際には非常に驚き、計測ミスを疑った。
第104回では自作したハンカチやワンピースを家庭科の授業で見せていた。この他にもデッサンや将棋の腕も良い事が劇中で確認できる。彼女が何でも完璧な人間だと思い込んでいた紅緒は彼女にデンリキを使ったが、実は人前ですぐ緊張しやすくあがりやすい性格だった。裏で彼女が努力していることを知った紅緒はデンリキを使わないと決めることになる。
演じた岩井は2001〜2003年度のてれび戦士である。
- ヨシヒコ

紅緒のクラスメイト。いつもクラスで一番早く登校しているので、遅刻寸前で登校している紅緒をからかう。デンリキで自身より早く登校した紅緒には驚いていた。テレビ番組に憧れているらしく、カメラが回っている間は紅緒の背後でピースサインをしていた。
- ドラマティック・ドリーム・タイムのリポーター

50mを2.8秒で走った紅緒の噂を聞きつけ、スクープを撮影するために彼女にベン・カールボルトとの試合を勧める。しかし実際に紅緒は12.8秒の記録を出したため、「10秒もサバを読んでるじゃないですか」と落胆した。
- ベン・カールボルト

50m走の世界最速記録保持者。紅緒と勝負することとなる。紅緒はデンリキを使う寸前に父の言葉を思い出して思い直したため本来の速度で走ったのだが、彼女のことを「良い走りだった」と称えた。
名前の元ネタはベン・ジョンソン、カール・ルイス、ウサイン・ボルト。
- ピーター・パン（演：髙橋郁哉※）

紅緒が入り込んだ本「ピーター・パン」の登場人物。ウェンディ（紅緒）をフック船長から救い出した後、フック船長を船から突き落とした。
演じた高橋は2004～2006年度のてれび戦士である。
- フック船長（演：吉田メタル○）

紅緒が入り込んだ本「ピーター・パン」の登場人物。話の筋書き通りウェンディ（紅緒）を捕まえてしまうが、ピーター・パンに解放された挙げ句海に突き落とされてしまった。
演じた吉田は前作「天才てれびくんYOU」では豆のもじもん・まめたんの人間態・遠藤豆男を、2006年度のドラマ「新ユゲデール物語」では第2話のゲストキャラクター・鉄を演じていた。
- 将軍様（演：ぶう（えんそく））

紅緒が入り込んだ本「一休さん」の登場人物。原作通り一休さん（紅緒）に「このはしわたるべからず」と掛かれた立札を見せ、川の向こう岸に渡ってくるように指示する。紅緒は「『この橋』ではなく『この端』」という本来の話の展開を忘れてしまったが、「私は『このはし』という名前の人ではなく一休さんだ、このはしさんは橋を渡れないが自分は違う名前なので渡った」と説明したため彼女を認めた。
- 紅緒の同級生（演：高木龍之介、森美理愛、築地ひより)

紅緒の同級生達。高木が演じる同級生はランチョンマットを母親にプレゼントしようと考えていた。森が演じる同級生の名前はミキ。縄跳びが得意で、紅緒と共に行動している。
- そろばん教室の教師

紅緒が通うそろばん教室の教師。クロスワードパズルにはまっている。紅緒は母の能力をコピッペして代わりに解いたが、本人は「自分で解くから面白いのに」と不本意だった。
イク編（第22回 - 第24回、第67回 - 第69回）
- 高橋

生の友人である男子生徒。惚れっぽく思い込みの激しい生に呆れている。また、ビビりな生をよく背後からクラッカーで驚かせてからかう。何でもすぐに修理できる生を「本当は修理していると称して新品を購入しているのでは」と疑うが、その後松沢からの依頼品の手鏡を偶然割ってしまう。後に生の自宅を訪れ手鏡を割ったことを謝罪するが、生は修理に集中していたため作業が終わるまで彼に気づかなかった。
- 望月

生と同じ学校の男子生徒。周囲の女子にモテるため、生からは嫉妬されている。
- 園田

生と同じ学校の女子生徒。デンリキでストップウォッチや友人からもらった人形を修理してもらったことで彼に感謝する。他の生徒からの依頼品を生に渡し、生がデンリキをあどミンに返した後にも祖母の髪飾りの修理を依頼する。生はみやぞんエンジに修理を依頼するものの、あいにく彼は腕を怪我してしまっていた上に「不器用だ」と芹奈とみやぞんエンジに罵倒されたため、自力で髪飾りを修理することを決意。そして生から無事直された髪飾りを受け取った後お礼にチョコレートを渡すが、生が映画に誘おうとした時には既に帰ってしまっていた。
- 松沢

生と同じ学校の女子生徒。生にバレエコンクールの景品である手鏡を預けるが、高橋に誤って割られてしまったことを生は知らずに渡してしまったため、「直せなかったなら言ってくれればよかったのに、前よりも壊すなんてひどい」と彼を罵倒する。デンリキが失敗したと思い込んだ生はデンリキをあどミンへ返すことを決心してしまう。
- 生の母

生からは「マミー」と呼ばれている。息子が告白される妄想をしていたところを盗撮し、父親に報告しようとしていた。
- ダンサー（演：吉岡睦雄、折笠慎也）

公園でダンスをしていたところ、片方（吉岡）がデンリキを無意識に発動させた生と入れ替わった。入れ替わっていたことには気づかず、「俺が2人いる」と驚いていた。
ソニア編（第31回 - 第33回、第101回 - 第103回、第149回 - 第151回）
- マイ（演：鈴木琉那）

ソニアのクラスに在籍する女子児童。非常にクールな性格で、常に他の児童と話さず本ばかり読んでいる。ソニアは彼女と仲良くなることを目的にデンリキを使おうとするが、最初は「もし嫌われていたらどうしよう」という恐怖から使うことを踏み留まってしまった。しかし無くした手作りのキーホルダーを見つけてもらったことにより、ソニアと意気投合する。実際、マイはソニアのことが気になっていたが、人気者の彼女に話しかけられなかっただけだった。ショウに想いを寄せているが、相手にしてくれないかもしれないと感じていた。融通の利くソニアに対しては「まるで心を読んでくれているみたい」と評していた。ソニアにショウと引き合わされるが、ソニアがショウに自分の想いを告げてしまっていたことに気づいてしまい、「心を読まれているみたいで気持ち悪い、余計なことをしないで」と彼女を罵倒してしまう。しかし翌日きつい言葉を掛けてしまったことを反省しソニアに謝罪、前日の帰宅途中に見つけた捨て猫を引き取ってもらうことになったショウと良い関係を築くことができた。
- ショウ（演：入江環太）

マイが想いを寄せる男子児童。しかし当の本人はマイに対して興味はなく、ソニアのことが好き。第33回のラストシーンでは公園からの帰り道にマイが発見した捨て猫を引き取ったことにより、マイと意気投合した。
- ソニアの母（演：小川麻琴）

登校しようとしているソニアに育てている夜顔が蕾をつけた事を報告した。その後ソニアの家についてきたラッキーをホームステイさせた。なお彼女もソニア同様流暢な英語を話せる。また楽天的な性格でもあり、ソニアがラッキーの迷惑な行為を訴えても「困った時はお互い様」と軽く受け流している。
- ソニアの先輩（演：久住健斗※、辻晴仁※）

毎朝テニスコートでテニスをしている。久住が演じる先輩はソニアが恋心を抱いているが、ラッキーとの試合に負けただけで泣き出してしまい、後にソニアからは「あんまり優しくないし泣き虫」と評された。辻が演じる先輩はラッキーと久住の試合の審判をしていた。
演じた久住は2017〜2019年度の、辻は2016〜2019年度のてれび戦士である。
- ラッキー（演：アナベル・メイ）

ソニアがバス停で出会った、英語とドイツ語を話す女性。日本語は話せないようで、ソニア及びソニアの母とは英語で会話する。なお、「ラッキー」という名前はソニアの母がつけた名前で本名は不明。また辻が演じる先輩からは単に「お姉さん」と呼ばれていた。
彼女がバス停のベンチで寝ていたところを目撃したソニアは「呑気でいいなあ」と呟いた。その直後「Verweile doch! Du bist so schön.」（ヨハン・ヴォルフガング・フォン・ゲーテ作：ファウスト 第一部の一節。意味は「時よ止まれ、お前は美しい」）と叫んだため、ドイツ語が理解できるソニアに「デンリキが使える」と勘違いされた。
帰りの飛行機が飛ばなくなってしまったことからソニアの家にホームステイすることになるが、眠ろうとしているソニアの横で夜通し喋り続ける、急に歌ったり踊ったりする、勝手に学校についてくるなど破天荒な行動を取るためソニアに困惑されていた。絵が得意で、雲や夜顔（本人は100年に一度満月の夜だけ咲く「キセキの花」だと思い込んでいた）をスケッチしている。本人曰く「感動したら時が止まる」とのこと。
テニスの試合に飛び入り参加した際にソニアの先輩を負かしたことで彼女に嫌われてしまったが、帰宅した際に和解した。夜になって「運命の人に出会うときに時間が止まる、毎日が幸せの瞬間の積み重ね」と伝えて一緒に夜顔を見た。その後、ソニアが寝落ちしている間に飛行機が動いたらしくさっさと帰ってしまった。その後、彼女がソニアに送ったと思われる絵手紙が確認できる。
- KANAKO（演：高石あかり）

SNS上で絶大な人気を誇るインフルエンサー。一人称は「アチキ」。動画の撮影中偶然ソニアと出くわし、彼女を雑用として撮影に連れていく。「動画は派手でないと投稿者はこの世界に存在できない」と考えており、紅緒と眞生はそれに気づいていないと評していた。また、撮影に訪れた農家の野菜の映像を撮っただけで済ましたのをソニアに指摘された際に「自分が食べたと言えばそれで食べたことになる」と返したため、ソニアはインフルエンサーについて悩むこととなる。最終的に心を入れ換えたソニアがデンリキを使って時間を止めている間にその場を走り去ったため、彼女が突如消滅したと思って驚いていた。
リオン編（第34回 - 第36回、第70回 - 第72回）
- 片関聡子（演：三坂知絵子）

理音と元太が招待された山荘の管理人を務める女性。黒い衣装に身を包み、眼鏡を掛けている。一人称は「わたくし」。本人曰く「この仕事は初めて」らしく、なぜ理音たちが集められたのかは知らない模様。「ゲーム」を持ちかける謎の声に促されるがまま、招待客全員の携帯を回収する。実際はボイスレコーダーを仕掛け謎の声をスイッチで再生していたことが判明。しかし携帯の回収はメールで指示されていたと主張した。加えて携帯電話を入れた金庫の鍵が何者かによって持ち去られてしまっていた。
麓まで下りて助けを求めに行っていた最中、みやぞんエンジが送ってきた暗号を解読した理音に犯人扱いされてしまった。彼女は劇団員ではなく彼らに雇われた本物の管理人であり、謎解きイベントについては全く知らされていなかった。めぐみに鍵を隠されたことを明かされ、「わたくしに言って下さればよかったのに」と呆れていた。事件の真犯人が理音だったことには最後まで気付かなかった。
- 林田保（演：田中理来※）

山荘に招待された男子大学生。めぐみが消えた際、何故か彼女のことを「みゆき」と呼んだが、「元カノと間違えた」と主張した。二日目の朝はレコードを聴いていたが、理音・元太・片関が大河原と彼の台詞が書かれた台本を発見していた最中に失踪してしまう。
実は謎解きイベントを主催していた劇団員（めぐみを呼び間違えた理由は言及されていないが、第36回の「みゆき君が消えたもんだから、こちらも事情を話せなくなってしまってねぇ…。」という大河原の台詞からして恐らく本名）。姿を消したのは失踪したからではなく、理音のデンリキで河原に飛ばされたからだった。事件の真犯人が理音だったことには最後まで気付かなかった。
演じた田中は2008年度のてれび戦士である。
- 有沢めぐみ（演：鈴川琴音）

山荘に招待されたモデルの女性。初対面の理音と元太のことを「かわいい」と称していた。山荘に併設しているプールで泳ぐために水着を持参していた。外のプールで泳いでいたところ、直前まで自室で元太が彼女を見ていたにもかかわらず叫び声をあげ突如失踪してしまう。その際、一度だけではあるが何故か林田から「みゆき」と呼ばれていた。
実は謎解きイベントを主催していた劇団員。彼女は殺害される役を演じる予定だったのだが（大河原の部屋から出てきた台本においてめぐみが殺された扱いになっていたのはその名残）、理音のデンリキで麓の町へ飛ばされてしまった。さらに鍵を隠した張本人は彼女だった。第36回でも大河原に「みゆき」呼ばわりされていたため、「有沢めぐみ」という名前は本名ではなくこのイベントにおいての役名の可能性もある。事件の真犯人が理音だったことには最後まで気付かなかった。
- 大河原耕造（演：荒川大三朗）

山荘に招待された国会議員秘書の男性。めぐみに「おじさん」呼ばわりされた際には怒っていた。理音らが何かを発言しようとした際に毎度いつも割って入っていたため、理音には「何か隠している」と怪しまれたが、翌朝に失踪してしまう。加えて彼の部屋からは彼と林田の台詞が書かれた台本が発見された。
実は謎解きイベントを主催していた劇団員（彼の部屋から出てきた台本はそのイベントの台詞である）。姿を消したのは失踪したからではなく、理音のデンリキで山中に飛ばされたからだった。事件の真犯人が理音だったことには最後まで気付かなかった。
- 芹奈の祖母

芹奈におはぎを作っていた。デンリキを発動させた理音の頭に浮かんだ回想のみの登場で、本人は登場していない。
- 「カゲヤマ亭」の店主（演：鈴木真之介）

ユウマ編にも登場した「ジュエルシュー」で人気の洋菓子店「カゲヤマ亭」の店主。兄である「ビストロかげやま」の店主が失踪したため、理音に助けを求める。実は勘違いをしていただけだった。
第80回では風花に「ジュエルシューはまだ残っているよ」と声を掛けるが、彼女は再起動した電空に夢中になっていたため聞き流されてしまう。
- 「ビストロかげやま」の店主（演：高橋英希）

「カゲヤマ亭」の店主の兄。数日前から失踪していたが、実は彼女のミサトにプロポーズしていた際に腰を痛め入院していただけだった。
- 広川ミサト（演：くれ みわ）

「ビストロかげやま」の店主の彼女。「ビストロかげやま」の店主からプロポーズされた際には感涙していたが、直後彼が腰を痛めてしまい病院まで介抱した。だが理音には「連れ去られた」と曲解されてしまった。加えて「ビストロかげやま」の店主が作ってくれたビーフシチューを勝手に理音と元太に全て食べられてしまったが、本人は特に気にしていなかった。
セリナ編（第37回 - 第39回、第107回 - 第109回）
- 鉄心[3]（演：角田明彦）

芹奈の祖父で梅田流忍術教室の師範。すぐ調子に乗る割には修行に本腰を入れない孫に手を焼いている。芹奈（実際はダブル）が修行に本腰を入れたことに対しては感動していた。手裏剣投げ対決本番では本物の芹奈がきちんと練習してきたことを信じていて、腕を痛め手裏剣を投げられなくなった芹奈を本物と認めたが、明らかに手のひら返しをしたような態度だったため理音からは本当にそう思っているのか疑われていた。
- 芹奈のダブル（演：矢野まなみ）

芹奈がデンリキで召喚した分身。芹奈本人（及び視聴者）には芹奈のお面と全身緑色のタイツを身に付けた人物にしか見えないが、他人には芹奈そっくりに見えている。芹奈と比べ若干太眉。本人とは違い無口だが一応喋ることは可能で、声は非常に低く太い。芹奈に修行の代わりをさせられたり雑用を頼まれていたりしていたが、知らぬ間に自我を身に付け、芹奈本人に成り代わろうとしてしまう。手裏剣投げ対決本番では全ての的に手裏剣を当てたが、本気で練習をしてきた本物の芹奈を認め、言うことを聞くようになった。しかし本当に実力で勝ちたい芹奈と共に崩し将棋対決をすることになる。最終的に敗北し、芹奈の「バイバイ」という言葉で消滅した。
第85回で再登場。再び芹奈に呼び出され、一緒に手裏剣を投げてバックドアーズを退治した。
- 成島悠介（演：矢部昌暉※）

芹奈の隣のクラスに赴任してきた教育実習生。サッカーが得意でイケメンのため、芹奈を含め女子生徒たちからは憧れの的になっている。教師を目指していると思われているが、実は心から教員になりたいと思っているわけではなく、大人になってしまったことに悩んでいて、まだ子供のままでいたいと思っている。そのためそれを知った芹奈はかなり驚いていた。
演じた矢部は2010年度〜2011年度のてれび戦士である。
- 成島の彼女（演：鎮西寿々歌※）

成島の家を訪れた女性。成島のことは「悠介」（漢字表記は字幕より）と呼んでいる。本名及び成島との詳しい関係は言及されなかったが、芹奈には彼女だと認識されていた。現在就活中だが、中々内定が貰えず苦戦している模様（本人曰く、20社ほど面接を受けたが全て落ちているらしい）。彼女も成島と同様に子供時代を懐かしく思っていた。
演じた鎮西は2009〜2012年度のてれび戦士である。
ショウタ編（第40回 - 第42回、第116回 - 第118回、第152回 - 第154回）
- バク太郎（演：大水洋介（ラバーガール）○）

照太が出会った売れないお笑い芸人。照太のツッコミを気に入り、彼とコンビ「バクショウズ」を結成する。デンリキのお陰でライブは成功したが、実は成否にかかわらず実家に帰ろうとしていて、照太のことを最後の相方と見なしていた。田舎にソト子という名の彼女を残してきていて、「10年経って結果が出なかったら戻る」という約束をしていた。その10年目が今年だった。事前にネタの打ち合わせを一切しなかったり本番中に勝手に帰ってしまったりする照太を怪しみ口論になった結果、コンビを解散してしまう。しかし一人会場に来ていて、照太が来るのを期待していた。デンリキについても薄々気づいていて、あどミンにデンリキを勝手に食べられ「今までみたいに笑わすことができない」と落ち込んでいた照太に対して「何となくわかる」と元気付け、共に最後のライブに臨んだ。
演じた大水は2015・2016年度の「Let's天才てれびくん」において超次元帝国清掃課地球係の係員として本人名義で出演していたほか、東京どちゃもん・もものうちの声も担当していた。また、ソト子と会話しているシーンでは津軽弁を使用していたが、大水及びソト子役の崎乃は青森県出身である。
- 飛長飛男（演：飛永翼（ラバーガール）○）

テレビ番組「爆笑オワライブ」と「お笑い新人王決定戦」のプロデューサー。ライブで成功を収めたバクショウズをスカウトする。照太が「お笑い新人王決定戦」の会場に来なかったため（実際はデンリキを狙うあどミンから逃げていた）、バク太郎に「このままじゃ困るよ」と言っていた。
演じた飛永は前述の大水と同じく2015・2016年度の「Let's天才てれびくん」において超次元帝国清掃課地球係の係員・飛永翼として本人名義で出演していた。
- ソト子（演：崎乃奏音（CYNHN））

バク太郎の彼女。芸人を夢見るバク太郎と「10年経って結果が出なかったら帰ってくる」という約束をする。第42回の最終シーンでは最後のライブに臨むバクショウズを自宅からテレビで見守っていた。
- 浜崎容子（アーバンギャルド）○

バクショウズがゲスト出演したテレビ番組「容子の部屋」の司会者。照太が収録中に突如走り去ってしまうが（実際はデンリキを狙うあどミンから逃げていた）、デンリキの影響で笑っていた。
演じた浜崎は前々作「Let's天才てれびくん」（2016年度）で超次元帝国総監・ぱぺらぴ子の声と歌唱を担当していた。
- 飯島緋梨※

テレビ番組「お笑い新人王決定戦」のリポーター兼司会者。バク太郎にインタビューをしていた。
演じた飯島は2014年度～2016年度のてれび戦士である。
- 清掃員（演：松永天馬（アーバンギャルド）○）

照太に「お笑い新人王決定戦」のスタジオの場所を尋ねられたが、廊下を走り去っていった彼に注意した。
演じた松永は前々作「Let's」で超次元帝国清掃課地球係の天馬係長として本人名義で出演し（同作の最終回で地球人の清掃員として生きていく展開であった。BGMも「Let's」時代のものが使用されていた）、前作「YOU」の最終回で彼にそっくりな清掃員を演じていたため、天才てれびくんシリーズに3作連続での出演となる。見た目も両者に似ていてオカマ口調で喋っていたが、髭を生やしているのが最大の違い。彼が天馬係長本人であるかは不明。
- ノボル（演：瀬下豊（天竺鼠））

照太の父親。社宅に住んでいるが、転勤のため引っ越しを目前に控えている。照太が夜中に聞いた音をオバケ扱いしていた際には、どんな種類のオバケか討論していた。だらしない性格で、よく食べ物を床にこぼしている。その後失踪したミリンを探していた照太に対し「子供の頃小さいオバケを見たと騒いでいた」と照太が幼少期に小人を見ていたことを示唆した。
- アカリ（演：枝元萌〇）

照太の母親。夫と共にオバケの種類を討論していた。
第138回では自身の元を訪れた麻理亜と紅緒に「照太は釣りに行っていていない」と伝えた。
演じた枝元は2006年度の天てれドラマ「ランプのオバちゃん」にオバちゃん役で出演していた。
- ミリン（演：増田笑理）

照太の家の炊飯器の裏に住み着いていた小人（照太曰く「小さいオバケ」）の少女。照太に「引っ越さないでほしい」と頼みごとをする。生まれも育ちも照太の自宅で、外の世界を見たことがないため最初は照太と共に引っ越すことを嫌がっていた。照太にベランダからの景色を見せられたことで思い直すが、突如失踪してしまう。実はその間に木の実を拾ってきていて、そのことで照太一家がいなくても生きていけることに気づいた。家にある瓶が反射した虹を照太に見せたが、照太のデンリキが電キャに吸収されたことにより姿が見えなくなってしまった。
- チリペッパー、ローズマリー（演：今里真、藤本静）

ミリンの両親。照太の両親の食べこぼしを夜中に拾って生計を立てている。そのため照太の一家が引っ越してしまうと食べ物を得られなくなってしまう危機を迎えていた。
- 田中小春（演：中村守里）

照太と同じ折り紙教室に通う女子学生。照太は彼女に思いを寄せている。2年連続で大会に優勝するほどの実力者であるが、出展予定の作品（龍）を何者かに壊されてしまう。だが実は他の生徒たちが来る前に一人教室を訪れ、自分で作品を破り捨てていた。そのことを照太に知られ、「放っておいてほしい」と言うも、彼からは「本心ではない」と思われていた。そして教室に誘い込まれ、作品に扮した照太に「初めて優勝した時は嬉しかったのに、いつしか皆をがっかりさせたくないことばかり考えるようになってしまった」と本心を吐露した。それがきっかけで再び自信が戻り、作品を作り直して見事大会で3連覇を決めることができた。全てが終わったあと、教室での出来事を照太に教え、「これからは楽しむだけ」と感謝し紙飛行機を返した。
- 藤原（演：岡部尚）

照太と小春が通っている折り紙教室の講師。小春の作品が壊された際、防犯カメラを見ればいいとアドバイスしてきた他の生徒を制止する言動をしていたため、照太たちからは怪しまれていた。しかし実は小春が自分で作品を壊したことを知っていた上、彼に内密にするよう頼み込む。
ゲンタ編（第43回 - 第45回、第98回 - 第100回）
- 元太の先輩

元太の学校の漫画部の部長。元太の描いた漫画を「見た通りに描けていない」と批判する。しかし本心では彼の絵を認めていて、コンテストで落選したことに関しては「こんなに面白い漫画を描けるのは元太しかいないのに、それを貶す審査員はセンスがない」と評していた。
- シュン（演：川村瑠泉）

元太の幼馴染みである男子生徒。ニュースに登場した新種生物を捕獲しようと元太とサヤカを誘う。ごっこ遊びが大好きで、新種生物捕獲用の機械（実際は工作）を作っていた。最終的にサヤカに元太の漫画の話を考えることを勧められた。
- 「フランドル」の主人（演：吉岡睦雄）

元太行きつけの文房具屋「フランドル」を経営している男性。サヤカを待っていた元太を冷やかしていた。その後は森が出ていた新種生物のニュースを見ていた。
- サヤカ（演：五味未知子）

「フランドル」のアルバイトの女性。元太の絵を楽しみにしている。森に元太が描いた新種生物（実際は元太がデンリキで実体化させた絵）を偽物扱いされた時には「そんな素敵な絵を否定するなんて、撤回して」と怒っていた。「あの生き物を見つけないとサヤカさんはクビになってしまうし、見つけられれば自分の絵が写真そっくりに見える証拠にもなる」と主張していた元太に対し、「誰の目にも同じように見えるのなら意味がない、元太の絵に惹かれるのは本物そっくりだからじゃなくて心を動かすから」という言葉をかけた。
- 森像太郎（演：五頭岳夫）

生物学の権威。ノーベル賞を受賞したとシュンに思われていたものの、実際は受賞していない。シュンとサヤカの新種生物の発表に一度は驚くものの、証拠が元太の絵しかないことを知り「子供の絵だ、嘘つきに決まってる」と一度は手酷い言葉をかけ、誤って水を被ってしまった際には「訴えてやる」と怒っていた。しかしデンリキで実体化させた元太の描いた龍を見て「こんなに素敵だなんて思わなかった」と感動する。
名前の元ネタはモリゾー。
- 元太の父（演：寺十吾）

スーパーマーケットに勤務している。元太にスマートウォッチをねだられるが断った。元太はそのことで彼と口を訊かなくなってしまうが、後に和解した。
- 元太の母（演：山田キヌヲ)

元太の父に小遣いを増やすようにお願いされていた。
- やっちゃん（演：土田諒）

デンリキを使った元太が出会った、昭和時代を生きる少年。新八犬伝を見返すためのビデオデッキを親にねだるも断られてしまう。その際、何故か元太を認識できていた。両親を無視するが後に「汚いやり方」と気づき、元太と共に家出をする。元太が父親を馬鹿にするような言動をしたため一度は絶交してしまったが、後に彼の絵を紙芝居のように見せてビデオデッキを買ってもらうことに成功した。しかしその後元太のことが認識できなくなってしまった。
なお本編で言及こそされていないが、「新しいものを頻繁にねだり、父親（つまり元太から見れば祖父）と口を聞かなかったりご飯を食べなかったりした」「その物自体を売り付けるといった作戦を練った」という元太の父の子供時代の話と行動が一致することから、彼の正体は子供時代の元太の父親である。
- かずき（演：川口和空）

元太の同級生。家が裕福で豪邸に住んでいる。スマートウォッチを父親に買ってもらった。
ユラ編（第46回 - 第48回、第73回 - 第75回）
- ゆらの母（演：葉山いくみ）

娘が周囲に気を遣いすぎて疲れていることを見抜いた。
- バッケ（声：宮田幸季○）

ゆらのデンリキで喋り出した水色のバケツ。元々はドラムのソロパートを練習していた際に使っていたもので、ゆらが無自覚にデンリキを発動させたことにより会話できるようになった。語尾は「～バッケ」「～バケ」。喉が渇いた場合、中に水を補充すれば水分補給したことになる。何でも1人で抱え込んでしまうゆらと似たような性格。ゆらがみやぞんエンジにデンリキのことを報告していた間に行方不明になってしまうが、その間に釣り用に使われていただけだった。しかしゆらが目を離した隙にドラマーの女性・カリンに持ち去られてしまった。自分とゆらが似た者同士で自己主張ができないことを自覚していて、自分をさらけ出した方がいいとアドバイスした。ゆらは勢いでスティックを紛失してしまったが取り戻し、お互いへ感謝の言葉を伝え元のバケツに戻った。
第85回で再登場。照太の「ドッゲラカーン」で笑わされた。
演じた宮田は前作「天才てれびくんYOU」にて腐のもじもん・ふてくさーるの声を担当していた。
- カリン（演：篠原麻里※）

「顔が描かれているなんて珍しいバケツ」とバッケを持ち出してドラムを演奏していた女性。ゆらが「顔が…」とデンリキのことをばらしそうになった際には「顔が描かれていないと演奏できない」と解釈しドラムに顔を描いたため、結果的にデンリキの発動を防いだ。バッケが喋ったところを見ても驚かず、むしろ「バケツが応援してくれている」と好意的に捉えていた。バッケと共にソロパートに挑戦するゆらを応援した。
演じた篠原は1996年度～1997年度のてれび戦士である。
- 土居加代子（演：島かおり / 宮崎紬（幼少期））

たい焼き屋の客の一人で、ゆらと紅緒が出会った初老の女性。少々頑固でひねくれた性格の持ち主だが、礼儀は持ち合わせていて、ゆらにデンリキで実体化させたたい焼きをもらった際にはきちんと感謝している（ただし薄味だったため、「そんな不味い店の商品を食べさせるなんて」と文句を言った）。
子供の頃は家を不在にしがちな両親に代わって友人の竹子とよく遊んでいた。ある時彼女の髪飾りをねだり貰ったものの、一度も使わずに紛失して謝罪できずに疎遠となり、そのまま死別してしまったことを深く後悔している。そのため「幽霊でもいいから」と再会することを望んでいた。
実は髪飾りを紛失していたのは嘘で、本当は「自分よりも髪飾りの方を大事にしていたのが許せなかった」と嫉妬して髪飾りを捨てていた。だが「物に嫉妬するなんて」とそのことを後悔していて、その事を竹子（に扮したゆら）に吐露することができた。全てが終わったあと、部屋に戻ったところ竹子の髪飾りを発見した。
- 竹子（演：伊藤翠）

加代子の友人で、花の髪飾りをつけた少女。加代子にその髪飾りを譲るが彼女が紛失してしまったことにより疎遠となってしまい、加代子曰く若くして亡くなったという。
紅緒の提案でゆらは加代子の自宅に残された写真から髪飾りを出そうとしたが、失敗して竹子ごと出現させてしまう。「幽霊でもいいから会いたい」と加代子が呟いたのを聞き、ゆらは「デンリキで出した竹子を幽霊ということにして、加代子の謝罪のチャンスを作り出す」という作戦を思い付く。第75回で再び出現させられたものの、突如呼ばれたため戸惑っていた。ゆらと紅緒に事情を説明されたものの、デンリキの副作用のためかやたら薄っぺらい態度だった。加代子と再会したものの、紅緒が操作していた加湿器のコードに足を引っ掻けて転倒してしまい、その勢いで写真が床に落ちたことにより消滅してしまった。その後はゆらが彼女に扮して加代子の話を聞いた。全てが終わった後、「整合性が取れなくなるから」とゆらに頼まれて外していた髪飾りは写真に戻らずに部屋に落ちていた。
ソノマ編（第122回 - 第124回、第158回 - 第160回）
- そのまの祖母（演：鈴木ひろみ）

そのまのことは「ソノちゃん」と呼ぶ。魚の干物や煮物といった和食ばかり作っているため、彼女からは肉料理なども作ってほしいと思われている。ただそのまは祖母の気持ちを考えているのかその事について言及していないため、食事を食べようとしない彼女を心配している。道場との直接対決を控えたそのまに肉じゃがの作り方を教えた。
なお、みやぞの博士の母親であるかは不明だが、第124回でそのまが彼女の味を再現した肉じゃがを食べたみやぞんエンジは「どこか懐かしい味」と評していた。
- 道場（演：梅垣然太）

SNSで評判の天才料理少年。そのまの料理を酷評し、料理対決を持ちかける。
名前の元ネタは道場六三郎。
- 猫本先生（演：まりゑ）

そのまの学校の図書委員会の先生。そのまにみやぞの博士の著書を見せた。その名の通り猫が好きで、職員室のデスクには猫グッズを大量に置いている。よく居眠りをしていて、寝言でみやぞんエンジとあどミンが驚いてしまったり、パソコンが充電切れになってしまったそのまと遥斗が恐る恐るコードを取りに行ったりしている。その後夜の学校で残っていたそのまと遥斗、さらには和解した黒服の男たちやみやぞんエンジを追いかけた。
- 黒服の男たち（演：杉山ひこひこ、荒岡流星）

スパイ風の服を着た、普通体型（杉山）と太り気味（荒岡）の男2人組。そのまの学校に潜入し、そのまと遥斗をしつこく付け狙う。その正体はハロプラの運営責任者で、みやぞの博士に依頼されてハロプラに搭載された人工知能と同型のAIであるあどミンを探していた。
ソラ編（第89回 - 第91回、第134回 - 第136回）
- バードウォッチャー（演：チャド・イアン・マレーン◯）

空と一緒に鳥を見ていた外国人男性。彼にノスリについて豆知識を教えた。
演じたチャドは「大！天才てれびくん」の「ドラまちがい」に2度出演したことがある。
- カイ（演：岡島遼太郎）

空の兄で高校生。勅使河原家の三兄妹の長男。父のタカシや妹のハナからは「カイ兄」と呼ばれている。自分の提案した携帯電話のプランを両親が認めるまで沈黙を貫くと決めており、その間は話したいことがあっても携帯の文章読み上げ機能を使っている。第136回で漸く沈黙を破ったが、今までの頑固な態度に腹を立てていた空からは「声出せるじゃないか！」「当たり前ならさっさと声出せよ！」と罵倒された。ハナのリュックサックにGPSを仕組んだが、キーホルダーごと落としてしまっていたことを知り心配して彼女を呼んだところ、空に「自分勝手」と言われ電キャに弾き飛ばされてしまう。その後先に祖母の家に着き、今まで自分勝手に振る舞っていたことを素直に謝り空と和解することができた。
- ハナ（演：木村日鞠）

空の妹で幼稚園児。勅使河原家の三兄妹の長女であり末っ子。ままごとが好き。カイが言いたいことを読み上げさせた携帯電話の音声を聞く度に爆笑している。空と共に自転車で祖母の家に向かう途中カイと合流する。その後自転車がパンクしてしまい修理してもらうも、空がバードウォッチャーと話している隙に失踪してしまう。その後カイがリュックサックに付けたキーホルダーに仕込まれていたGPSで無事空と合流できた。
- タカシ、クミコ（演：テイ龍進、小林麻子）

空・カイ・ハナの両親。スマホいじりに現を抜かすカイに呆れており、携帯電話のプラン変更を求められても断り続けている。タカシはクミコの好きなミュージシャンのライブチケットを懸賞で当てた。
- ヨリ（演：稲川実代子）

勅使河原家の近所に住んでいる、空・カイ・ハナの祖母。タカシとクミコどちらの母親なのかは不明。自転車で家にやってきた空とハナを出迎えた。
マリア編（第92回 - 第94回、第137回 - 第139回）
- まみ（演：玉城理桜）

麻理亜の旧友。昔はピアノが苦手な彼女にピアノを教えていたのだが、現在は疎遠となり家に引きこもってしまい、AIのマーシャとしか話さなくなってしまっている。転校を控えている。
実は友人の多い麻理亜にしか話しかけられず、「側にいたら迷惑になるかもしれない」と感じ自ら彼女の元を離れたことが不登校のきっかけ。マーシャのメンテナンス中それに扮した麻理亜にその事を吐露したところ、「逆にその友達（麻理亜）はあなたに嫌われていると感じているかもしれない」と返事が返ってくる。しかしそのタイミングでメンテナンスが終わると共にデンリキが解けてしまい、「何でここにいるの？人の家に勝手に上がり込むなんて、絶対に許さないから」と麻理亜を追い出してしまう。しかし本当は素直になれなかったことを後悔していて、引っ越し当日に学校を訪れピアノを弾いていた。その後丘の上でピアノを演奏していた麻理亜と遭遇し、お互いのことを謝り和解することができた。
- マーシャ

スマホや卓上端末に搭載されているAI。話しかけると会話をしてくれる。定期的に行われるメンテナンス中は使用できない。同じ人工知能だからか、あどミンには露骨に敵視されている。
なお、「マーシャ」（Маша）とは「マリア」（Maria）のロシア語読みである（第92回でも桜川が言及している）。
メイ編（第95回 - 第97回、第146回 - 第148回）
- トクマル（演：金子鈴幸）

萌衣のデンリキで実体化した、戦国時代をモチーフにしたカードゲームの雑魚キャラの足軽。召喚した萌衣を主と見なし全力で彼女に仕える。萌衣も最初は彼を「足軽」と呼んでいたが後に名を与え、立派な戦国武将に育て上げて天下統一を目指そうとする。しかし元のカードがゲーム内で最弱レベルの性能のためか非常にドジ。挙げ句萌衣に「カードに戻りたくないからカードを捨てた」と勘違いされ絶交を言い渡されてしまうが、悠真と共にカード拾いをしていたところ彼女と和解することができた。最終的に「立派じゃなくてもそれがトクマルだから」という言葉をかけられ、元のカードに戻った。
- 織田信長（声：木村昴）

デンリキ「クルクルブショーン」で萌衣と入れ替わった戦国武将にして史実の織田信長その人。本能寺の変で死亡するまでの記憶と人格を有している。そのため明智光秀が豊臣秀吉に敗れた事を知った際には少し驚いていた。
萌衣の肉体で復活してからは小学校に感動し、小学校統一を目論む。従来のイメージ通り冷徹な性格だが、相手を思いやることもできる優しい一面も持ち合わせている。だが萌衣ではなく信長である事を知らない風花に離れられてしまい、仲間に引き込んだはずの芹奈・元太・悠真にも裏切られてしまったため、「信じることのできる友人や仲間がいる萌衣の方が優れている」と彼女に体を返し消滅した。
- 萌衣の父（演：松村邦洋）、萌衣の母

萌衣（の肉体の信長）が「敦盛」を舞っていたのを見て盛り上がっており、萌衣の父は徳川家康の物真似をしていた。
2022年度
- 和尚（演：嶋田久作）

翔太と煌翔が立ち寄った寺の僧侶。理由は定かではないが、タマ電Qを持っていた。
- タカオ（演：木村優来）

レイの従兄弟。理由は定かではないが、なぜかタマ電Qを持っていた。タマ電Qを頑なに渡そうとしなかったのは家が停電になった祖母のために使おうと考えていたからであり、最終的には礼も美音も彼の主張を認め、タマ電Qをタカオの（及び礼の）祖母のために使わせている。
- スズメ（演：河村梓月）

礼の従姉妹。タカオより年上なのか年下なのかは不明。
- 礼の祖母（演：蓬萊照子）

礼の母である千尋の母親。礼の祖母であり、タカオとスズメの祖母でもある。
- アタック（演：アタック西本（ジェラードン））

占い師。彼が使っている水晶がタマ電Qだった。
- かみちぃ（演：かみちぃ（ジェラードン））

アタックのアシスタントを務める男性。
- おばたー（演：おばたのお兄さん）

クリプトオンズを作る工場に勤務する男性。
- ハグ太郎（演：NOPPO）

クリプトオンズの生産工場でバグが発生してしまった結果生じたクリプトオンズの個体。本来なら黄色の部分が一部赤になっている上に体についたボックスも三角錐と立方体のものが混在しており、バックドアーズともクリプトオンズとも言えない中途半端な姿である。不完全な姿ゆえか自ら悪事を働くようなこともしない。ハグ太郎という名前は麻理亜が付けたもの。
やがて麻里亜と心を通わせるようになるが、ライデェンの攻撃を喰らい消滅させられてしまった。

### 電空の住人
ゲームコーナーや生放送に登場する電空内のキャラクター。基本的に饅頭型の体に顔があり、体の下に2本の細い脚があって円錐形の帽子とヘッドホンをつけたような外見で、これに加えキャラクターによる幾分かの個体差がある。胴体や脚が縦に長く伸びることがある。ゲームコーナーに登場する個体は甲高い鳴き声をあげるだけだが、生放送に登場する個体はてれび戦士と会話できる(独特な語尾をつけて喋る者が多い)。
メアリーエンジ曰く「問題が起こると何でもクイズで解決する」らしく、生放送ではてれび戦士や茶の間戦士にクイズを出題する個体がいる。
電空のバグに侵されると、黒い立方体型の姿の「バグモンスター」へと変貌してしまう。前兆として性格が本来から豹変し、体中に黒いノイズが走る。顔のような模様がある前面はモニターになっている。この状態でもクイズ好きな本質は変わっていないようで、クイズ攻撃を仕掛けてくる。デンリキで「大切な言葉」を思い出させることにより、デバッグして元の姿へと戻すことが出来る。
2学期以降はリモコンとテレビを組み合わせたような見た目の新型バグモンスターが登場する。テレビ画面には元になった電空の住人の姿が表示されている。
また、2021年度、2022年度に登場した住人の中には、アーカイブ星回にモブとして再登場したキャラクターもいる。(▲が付いているものが該当)
ゲームコーナー
- ピクセルの採掘場の住人

ピクセルの採掘場でゲームのたねを持っている住人。全部で7匹いる。彼らのみ言葉を発さず、甲高い鳴き声で鳴く。
- トムくん

「なぞなぞファイブ」に登場するプログラマー。ブロックの中身をハズレだらけにして難易度を上昇させる。
デントリールーム
電空にログインした際に最初に来ることになるエリア。バグに取り憑かれたナビヒコがセキュリティを厳重にし過ぎてしまい、当初てれび戦士たちはここにしか入ることが出来なかった。
- ナビミ（声：阿澄佳奈○）

てれび戦士が最初に出会った電空の住人でナビヒコの妹。兄が暴走してしまい悠真と礼にSOSを出した。最初はデントリールームを訪れた2人に怯え逃げ惑っていたが、兄を救う決心を固める。バグモンスターと化した兄と対峙するが、そこで兄は自分を守りたかっただけだったということを知った。
演じた阿澄は前々作「Let's天才てれびくん」にて福岡どちゃもん・ちゃっちゃくちゃらの声を担当していた。
- ナビヒコ（声：阿澄佳奈○）

ナビミの兄で電空の案内役の男性。ナビミを大切にするあまりバグに憑依され、悠真・礼・ナビミが彼の元に辿り着いた際には既にバグモンスターに変貌していた。礼により「妹を守りたい」が大切な言葉だと見抜かれ、悠真によりデバッグされた。その後は3人に謝罪し、電空へと繋がるゲートを開けた。
超原宿
東京都渋谷区原宿に似たエリア。「流行時計」と呼ばれる巨大な時計が動くことでこの街の流行を造り出す。また、かつての原宿のように歩行者天国が開催されている。芹奈とギュナイが訪れた際には「ホコ天」という天麩羅のような食べ物が売られていたのだが、ブームは下火になっていた。
- セピ夫（声：酒巻光宏）

流行時計の管理人だが、バグの影響でわざと流行時計を止めていた。祖父が作ったホコ天を守るためにそうしていたのだが、祖父から「もう食べ飽きた」と言われてしまい、怒りのあまり3人を製粉室に閉じ込め、脱出後はバグモンスター化。芹奈により「じいちゃんを大切に」が大切な言葉だと見抜かれ、ギュナイによりデバッグされた。「新しい流行を作るのも大切」と気づき、流行時計を再開させた。
- セピ夫の祖父（声：酒巻光宏）

ホコ天の創始者。セピ夫は彼を敬愛していたのだが、その思いが強すぎたあまりバグに取り憑かれ、流行時計を止めてホコ天だけが永遠に流行るように仕向ける事態を発生させてしまった。そんな孫を止めるためにギュナイと芹奈にSOSを送った。
超宇都宮
栃木県宇都宮市に似たエリア。現実の宇都宮市と同じく餃子の店が立ち並ぶ。また、地下には大谷石が採掘される「超大谷遺跡」が存在する。
- ギョージ（声：太田哲治）

超宇都宮餃子協会の会長。餃子の材料の買い占めが多発しているのを不審に思い、ゆらと眞生にSOSを送った。
- ユデキチ（声：太田哲治）

茹餃子屋を経営する男性でヤキオのライバル。語尾は「～ユデ」。「材料を買い占めたのはヤキオ」と主張する。
- ヤキオ（声：太田哲治）

焼餃子屋を経営する男性でユデキチのライバル。語尾は「～ヤキ」。「材料を買い占めたのはユデキチ」と主張するが、本当は彼が犯人。だが実はバグに侵された餃子のビーナスに妻を石に変えられてしまい、「思い出の巨大餃子を作らないと石にする」と脅迫されていた。てれび戦士の尽力により妻を元に戻すことが出来た。
- 餃子のビーナス（声：太田哲治）

超大谷遺跡にある女神像。バグの影響でヤキオの妻を人質に取り、「思い出の餃子を持ってこい」と指示し材料を買い占めさせる事件を起こす。バグモンスター化するがゆらにより「餃子で皆を幸せにする」が大切な言葉だと見抜かれ、眞生により巨大餃子を食べさせられデバッグされた。
元ネタは宇都宮駅西口にある餃子像。
超軽井沢
長野県北佐久郡軽井沢町に似たエリア。現実の軽井沢と同じように避暑地として名高い。大樹から出ている「ヒーリングオーラ」が人々を癒しへと誘っている。住人たちは「おもてなしの精神」を重んじている。
- カパスケ（声：西山宏太朗○）

その名の通り河童に似た男性個体。唯一ヒーリングオーラが止まったことを喜んでいたが、実はヒーリングオーラの管理人かつバグの影響でヒーリングオーラを止めた張本人。ビッグ・サムが高垣を作ったのを聞き怒りのあまりバグモンスター化する。紅緒により「暖かく迎えたい」が大切な言葉だと見抜かれ、ソニアによりヒーリングオーラを浴びせられデバッグされた。
演じた西山は前作「天才てれびくんYOU」にて銀のもじもん・ぎんじょるのの声を担当していた。
- ヨーコ（声：西山宏太朗○）

恋人のジョンとはぐれパニックになっていた女性。
元ネタは軽井沢に別荘を持っていたオノ・ヨーコ。
- ビッグ・サム（声：西山宏太朗○）

その名の通り非常に巨大な個体。彼を見たソニアは「So big…」と英語で驚いていた。自身が経営するカフェの周囲に高い塀を作ってしまいカパスケに怒られてしまったため、てれび戦士に立て替えを依頼した。
- 長老（声：西山宏太朗○）

カパスケを止めるためにソニアと紅緒にSOSを送った老人。カパスケがヒーリングオーラを管理していることを2人に伝えた。
超神戸
兵庫県神戸市（御崎公園球技場所在地の兵庫区）に似たエリア。スポーツが盛んだが、度々超火星人に試合を挑まれ、こちらが敗北すると食糧を根こそぎ奪われる憂き目に遭っている。
- コベタ（声：三宅貴大）

サッカーチーム「超神戸フェニックス」のエースストライカー。語尾は「～コベ」。優秀な選手だが、試合直前に失踪してしまう。当初は超火星人に誘拐されたと思われていたが、実際は周囲に期待されるあまり重圧を感じ、バグの影響もあり引きこもってしまっていた。生と理音は彼を刺激してしまいバグモンスター化させてしまう。生により「皆の応援が力になる」が大切な言葉だと見抜かれ、理音によりデバッグされた。その後は「信頼されているからこそ皆の力になれる」と気づいて試合に出場し、チームに勝利をもたらした。
- コベロー（声：三宅貴大）

大事な試合の直前にいなくなったコベタを案じ、生と理音にSOSを送ってきた男性。野球選手でもあり、関西弁で喋る。
超大間
青森県下北郡大間町に似たエリア。現実の大間町と同じくマグロ漁などの漁業が盛ん。そのため、初めて陸地が全く登場しなかったエリアでもある。
- ツナオ

漁船「超大間丸」の船長でマグジローの兄。巨大なマグロを釣ることを夢見ていて、漁にも意気込んでいる。しかし巨大マグロの攻撃で船を沈められかけてしまい、悠真と元太にSOSを送った。
- マグジロー

ツナオの弟である漁師。兄とは対照的にあまりマグロ漁には乗り気でない。借金してまで漁船を購入したにもかかわらず1年以上成果が出ていなかったため、今度失敗したら引退しようかと考えていた。
- 巨大マグロ

バグの影響でツナオたちの船に穴を空けていたマグロ。喋ることができる。バグモンスターとなり襲い掛かってきたが、悠真によりデバッグされた。その後は「自分を釣るのに相応しい漁師を選ぶ」と漁師兄弟を試す。最終的に2人を認め釣り上げられた。
超別府
大分県別府市に似たエリア。現実の別府温泉のような温泉施設が多く存在する。
- ベプコ（声：柴田芽衣）

ベプマルの妹。一人称は「あたい」。ミスエンマーが元に戻った際、バグの飛沫を浴びてしまい鬼の角が頭に生えてしまう。礼のデンリキでも元に戻らなかったため、唯一元に戻せる「ビバビバの湯」の水を求め照太・礼・ベプマルは奔走する。しかし手当てが遅れたことにより衰弱していき、ついに完全に鬼（木曜生放送に敵で登場するロボットに般若の面を組み合わせたような外見）へと変貌してしまう。茶の間戦士たちにお湯をかけられて弱ったところで照太によりデバッグされた。
鬼になってしまったことや兄がいることから、モデルは鬼滅の刃の竈門禰󠄀豆子と思われる。
- ベプマル（声：柴田芽衣）

ベプコの兄。語尾は「～ッス」。鬼になってしまった妹を元に戻すためにてれび戦士の力を借りる。
モデルは鬼滅の刃の竈門炭治郎と思われる。
- ミスエンマー（声：柴田芽衣）

閻魔大王のような帽子を被っている女性。一人称は「ワタクシ」、語尾は「～ザマス」。地位が高いらしく、周囲からは「ミスエンマー様」と呼ばれている。経緯は不明だが、照太と礼が超別府に到着した時点でバグモンスターに変貌し、他の住人を手当たり次第鬼に変えて襲っていた。礼によりデバッグされたがその際にくしゃみをしてしまい、バグの飛沫がベプコに当たってしまったことにより彼女は鬼に変わってしまう。本人はこのことを非常に申し訳なく思っていて、「ビバビバの湯ならバグの呪いを解ける」とアドバイスした。
なお、彼女以降に登場したバグモンスターは全て新型かつてれび戦士が「ミエミエマルットハート」を使うシーンは省略されている。
- 門番（声：柴田芽衣）

ビバビバの湯を守る巨大な個体。一人称は「儂」、語尾は「モン」。好物は地獄蒸しで、照太と礼は彼に道を通してもらうために大量の地獄蒸しを作った。
超種子島
鹿児島県種子島（西之表市、熊毛郡中種子町、熊毛郡南種子町）に似たエリア。種子島宇宙センターのようなロケット発射台付きの宇宙センターが存在する。職員は農家と兼業している者が多いという。
- タネス（声：川野剛稔）

宇宙センターのセンター長。語尾は「～タネ」。超月へと向かったタネーリンからの通信が途切れたのを案じて、ゆらとソニアにSOSを送る。2人がロケットに乗り込んでからは地上から通信をかけてサポートする。
- タネーリン（声：川野剛稔）

超月へと旅立った宇宙飛行士で、タネスの親友。通信が途切れ行方不明になっていたのだが、実は宇宙船から投げ出された際に恐怖心を感じたことによりバグに取り憑かれていた。そのため探査ロボットのプログラムを改竄してゆらとソニアを襲わせていた。2人に宇宙空間を漂っているところを発見され、「1人にさせてくれ」と言い残しバグモンスター化。ゆらによりデバッグされ、一緒に流星群を切り抜けた。抜けたところで時間切れとなりゆらとソニアは強制脱出となってしまったが、最終的に超月に到着できた。
名前はユーリイ・ガガーリンが、設定はニール・アームストロングが元ネタ。
超浜松
静岡県浜松市（本田技研工業の工場がある中央区）に似たエリア。現実の浜松市と同じく工業が盛んな地域で工場が多い。
- ハマイチロウ（声：細谷カズヨシ）

自動車工場の社長。会社の建て直しのために作ったロボ社長に会社を乗っ取られてしまい、生と眞生にSOSを出した。気弱でネガティブな性格で、ロボ社長に「スーパーカー『ヤラマイカー』を作れ」と指示された二人に対し「素直に従った方が得策」とアドバイスする有り様だった。最終的にロボ社長もヤラマイカーも壊れてしまったが、ヤラマイカーが歴代最速記録を出したと社員から聞き自信を取り戻した。
名前の元ネタは本田宗一郎。
- ロボ社長（声：細谷カズヨシ）

ハマイチロウが経営建て直しのために作ったロボット。ハマイチロウとは対照的に企業精神が旺盛で口癖は「やらまいか」だが、社員に無茶な要求を連発した挙げ句会社を乗っ取ってしまった。暴走の原因はバグの憑依であり、生・眞生・ハマイチロウがスクラップ部屋から脱出したのを発見しバグモンスター化する。しかしてれび戦士たちに弱らせられると自力で元に戻り、ヤラマイカーに乗り逃げ出す。最終的に眞生によってデバッグされたがヤラマイカーから投げ出されてしまい、地面に激突した衝撃で機能停止した。
超仙台
宮城県仙台市（青葉山公園所在地の青葉区）に似たエリア。仙台城に似た城が中央にある。マキムネがバグモンスター化したことにより現実の青葉山公園の伊達政宗騎馬像や奥州・仙台おもてなし集団伊達武将隊にもバグを発生させてしまっていた。
- マキムネ（声：河本邦弘）

超仙台の主。ギュナイとそのまが超仙台に到着した時点でバグモンスター化し、住人たちを宝石に変えて襲っていた。一度はそのまによりデバッグされ、宝石にされた住人たちも元に戻った。だがバグが再発、前よりも巨大なバグモンスターに変貌してしまう。実は外国の宝石に気を取られ、バグに憑依されてしまっていた。カマタダと一体化したギュナイとじゃんけん対決を行い、「物にも魂があり、自分の道具は大切に扱わなければならない」と説得されてデバッグされた。
名前の元ネタは伊達政宗。
- カマタダ（声：河本邦弘）

マキムネの部下の忍者。主がバグモンスター化したため、ギュナイとそのまにSOSを出した。本名は「ササカマキリカマタダ」で、正体は名刀「ササカマキリ」の魂。マキムネを元に戻すために電空の住人の姿に化けていた。放置され続けていたことにより古びており、2人にSOSを出したのも、元々の持ち物を大切にしなくなった主を止めるためだった。鍛冶場で本来の刀の姿に戻ったあと錆を取ってもらい、ギュナイの電キャと一体化する。彼女の電キャを巨大化させマキムネとじゃんけん対決を行い、勝利に貢献した。
名前の元ネタは燭台切光忠。
超鳥取
鳥取県鳥取市に似たエリア。鳥取砂丘を彷彿とさせる砂丘の真ん中にあるが、町並みに鳥取市の要素はあまりなく、「千夜一夜物語」の世界を彷彿とさせるアラビア風である。
- ヨダキー（声：駒田航）

超鳥取の王。「住人たちが消える事件が多発している」と芹奈と紅緒に暗号で書かれたSOSを送った。だが実は超鳥取の乗っ取りを企んでいる悪人。2人に魔法のランプを見つけ出してもらいガーニーを呼び出したところで、住人の救出ではなく黄金を願うと言う形で本性を現し、洞窟の中に飛ばしてしまう。芹奈・紅緒・茶の間戦士たちが街に戻ってきてからはバグモンスターに豹変。芹奈によってデバッグされたものの、口では「これからは皆の役に立つようなことをする」と反省していたが内心では全く懲りていなかった。最終的に「これで皆の役に立てる」とガーニーによってラクダの姿に変えられてしまった。
元ネタは「アラジンと魔法のランプ」の悪い魔法使い（カラーリングはディズニー映画「アラジン」の悪役・ジャファーと同じである）、名前の由来は鳥取弁で「強欲で最低」という意味の「よだきい」。
- ガーニー（声：駒田航）

ランプの中から解放した人の願いを何でも3つだけ叶える魔神。語尾は「～ガニ」。ヨダキーに解放され、最初の願いとして黄金を与え、次に不本意ながらも芹奈・紅緒を追い出す。2人がイナバたち住人に助けられてからは彼らが乗った絨毯を追い回すが、追い付けないと知り「主人じゃないのだが助ける」とヨダキーの元へ送り届けた。最終的に「これからは皆の役に立つようなことをする」と嘘をついたヨダキーを最後の願いとしてラクダに変身させた。
元ネタは「アラジンと魔法のランプ」の魔神、名前の由来はディズニー映画「アラジン」に登場する魔神・ジーニーと、ズワイガニの山陰地方での別名・松葉ガニ。
- イナバ（声：駒田航）

超鳥取の住人で、ウサギに似た姿をしている（他の住人たちにもウサギの耳が付いている）。語尾は「～ぴょん」。ヨダキーに捕まり他の住人たちと共に洞窟に閉じ込められていた。芹奈・紅緒に助けられ、恩返しとして二人の周囲をぐるぐる回り、魔法の空飛ぶ絨毯を出現させた（なお、この時の口調は「半沢直樹」の大和田常務のパロディである）。
元ネタと名前の由来は因幡の白兎。
超大阪
大阪府大阪市（なんばグランド花月及び道頓堀所在地の中央区）に似たエリア。吉本新喜劇に似た「でんくう新喜劇」や道頓堀に似た「超道頓堀」がある。アホタがバグモンスター化したことで、現実の大阪市の町並みや田渕エンジの相方・きむにもバグを発生させてしまった。
- アホタ（声：岡本幸輔）

「でんくう新喜劇」の座長で、周囲からは「師匠」と呼ばれている。理音と照太が超大阪に到着した時点でバグモンスター化し、劇団員たちを飴に変えて襲っていた。茶の間戦士たちが作った「超たこやき」を食べさせられたことにより姿は元に戻ったが、まだバグは残っていた。てれび戦士にたくさんツッコまれ、照太にデバッグされた。その際「自分の力だけで皆を笑わせていたと思っていたが、皆のツッコミによって笑いが成立する」と気づいた。
元ネタは「アホの坂田」こと坂田利夫。
- ボケだおれ人形（声：岡本幸輔）

バグモンスター化した「超たこやき」の材料「アホムギコ」。ダジャレクイズを出題してきたが、てれび戦士・茶の間戦士に笑わせられデバッグされた。
- アホウダコ（声：岡本幸輔）

超道頓堀に棲息している巨大なタコ。「超たこやき」の材料となる脚をねだられたため最初は怒っていたが、てれび戦士・茶の間戦士に倒されてからは脚を1本譲ってくれた。
- タコハチ（声：岡本幸輔）

たこ焼き店の店主。勝手に調味料を使わないように注意していたが、よしおエンジのギャグを見て笑い譲った。
超新潟
新潟県新潟市に似たエリア。米の栽培が盛んであちこちに水田がある。気候管理のために「季節コントローラー」も設置されていて、季節に応じた曲のレコードをかけることによって自由にエリア内の季節を変えることができる。また、ロックミュージックも有名（ただし、現実でフジロックフェスティバルが開催される苗場スキー場の所在地は新潟市ではなく南魚沼郡湯沢町）。
- カカシ（声：三木眞一郎○）

超新潟の田んぼに立っている案山子。イネキチとヨネジロウが失踪したことにより米が育たなくなっていたため、元太とそのまにSOSを出した。動けないため2人に米作りを手伝わせるが、親子がロックにかまけて米作りを疎かにしたと勘違いしていたためバグモンスターになってしまった。元太にデバッグされたあとは誤解を解き謝罪した。その後バグを帯びた竜巻に見舞われてしまうが、何とか収穫にまで漕ぎ着け2人に感謝の言葉を述べた。
声を担当した三木は前々作「Let's 天才てれびくん」のナレーション担当である。
- イネキチ（声：三木眞一郎○）

ロック好きな農家で、ヨネジロウの父。失踪したと思われていたが、実は季節コントローラー内で電空イノシシに襲われ高所から降りられなくなっていた。元太とそのまに救出された。
名前の由来はフジロックフェスティバルに登場した歌手・矢沢永吉で、彼の口癖「ハーハー」は矢沢の代表曲「止まらないHa〜Ha」が元ネタ。
- ヨネジロウ（声：三木眞一郎○）

イネキチの息子。父と同じくロックが大好きだが、電空イノシシは苦手。父と共に季節コントローラーにて元太とそのまに救出された。
名前の由来はフジロックフェスティバルに登場した歌手・忌野清志郎。
超チコシティ
チコちゃんに叱られる!とのコラボレーションで登場。チコちゃんファンの住人が多く集う。和風の縁側や番組のスタジオを模した「なぜなぜ道場」がある。住人はクイズを解くトレーニングを行っている。チコちゃんがバグ化し、シンボル星の形がチコちゃん型になっていた。
なお、この回では本編ストーリーの展開に即し、あどミンはスタジオに出演しない。
- チコちゃんファンクラブの会長（声：新田杏樹）

金髪のおかっぱの男性。語尾は「～ナリ」。チコちゃんを「チコ様」と呼んで崇拝し、彼女の言うことなら何でも聞く。
- チロ（声：新田杏樹）

チコちゃんファンクラブのメンバーの、黒髪のおかっぱの少年。語尾は「～チロ」。チコちゃんの様子がおかしいと勘づいた矢先、会長になぜなぜ道場に落とされてしまったため、生とゆらに助けを求める。
超ひらめき研究所
電空にある研究所。トーマス・エジソンが書き残したメモをまとめた2冊のノート「エジソンノート」がある。
- マネソン（声：佐々木啓夫）▲

超ひらめき研究所の研究員。頭に電球が付いている。語尾は「～マネ」。エジソンを尊敬している。「怪盗P」（ペコパリオンズ）からエジソンノートを狙う予告状が届いたため、礼と紅緒にSOSを出した。自分のやることなすこと全てがエジソンの模倣であることと、エジソンノートなしでは何もできないことに悩んでいる。エジソンノートが取り返されたあと、「99%の努力の大切さがわかった」と2人に感謝した。
名前の元ネタはエジソンと「真似」から。
超アニメーションスタジオ
電空にある映画スタジオ。城や観覧車などがあり遊園地のような雰囲気を醸し出しているほか、巨大な映写機やスクリーンも設置されている。
- デンズニー（声：園部啓一○）▲

超アニメーションスタジオの映画監督。新作映画の手伝いをしてもらうために芹奈と麻理亜にSOSを出した。ウォルト・ディズニーを尊敬している。妹を手違いで凍らせてしまった姉の物語（元ネタはアナと雪の女王）のラストシーンを考えてもらったが、フィルムをペコパリオンズに奪われてしまう。てれび戦士たちの活躍もあり取り返してもらったあと、新しいアイデアを思い付いたためさらに情熱を注ぐと誓った。
名前の元ネタは「電空」とディズニーから。
声を担当した園部は「天才てれびくんワイド」の2001年度ナレーションである。
超ファッションシティ
電空のファッションの流行を発信しているエリア。ランウェイやブティックが立ち並ぶ。
- デコ・チャネル（声：赤﨑千夏）▲

超ファッションシティでデザイナーをしている女性。語尾は「～デコ」。ココ・シャネルを尊敬している。ファッションショーの直前、服に対する意見の相違でモデルさんが出てこなくなってしまい、ソニアと萌衣にSOSを出した。何とか和解に漕ぎ着けショーも成功を収めるが、デザインした半袖Tシャツをペコパリオンズに奪取され、そのままアーカイブ星に保存されてしまった。だがてれび戦士達には「ファッションについて深く考えられた」と感謝していた。
名前の元ネタは「デコレーション」とシャネルから。
- モデルさん（声：赤﨑千夏）▲

本名は不明。超ファッションシティでファッションモデルをしている茶髪の女性。チャネルのショーに出る予定だったのだが、彼女の提案したプランが「電空の住人のアイデンティティたるヘッドフォンを外し、半袖Tシャツを頭に被る」というものだったため、そんな格好をしたくないあまりTシャツを破きロッカーに閉じ籠ってしまう。てれび戦士の説得により和解し、ショーに出て成功を収めた。
超ロマンスター号
超宝島への航海図を作成すべくチョッカク海を冒険している船。船内にはレモンの自動販売機がある。
- コロ（声：羽多野渉）▲

クリストファー・コロンブスに憧れている超ロマンスター号の船長。海賊帽子を被っており、語尾は「～コロ」。豪快な性格でしりとりが大好き。何事にもひらめきを重んじる。羅針盤が壊れてしまったため悠真と空にSOSを出した。羅針盤を修復したところで船員に集団幻覚が発生してしまったため、「レモンを食べさせれば治る」とアドバイスした。完成した超宝島への航海図をペコパリオンズに奪われてしまったが、取り返してもらいこれからも船旅を続けることを誓った。
名前の由来はコロンブスから。
- 船員（声：羽多野渉）

コロ船長の部下たち。途中ビタミンC不足による壊血病になり、幻覚を見たり倒れたりする者が続出したが、レモンを食べさせられたことにより元気になった。
超朝ドラシティ
連続テレビ小説第104作・おかえりモネとのコラボレーションで登場。朝ドラが大好きな住人が集い、町中にあるモニターには歴代ドラマのタイトルロゴが映っている。「おかえりモネ」に影響されて「おかえりの森」で森林栽培を始めたものの、なかなかうまく行かず紅緒と眞生にSOSを出した。
- おちょやん（声：柚木涼香○）▲

語尾が「～やん」の、関西弁で話す住人。
元ネタは連続テレビ小説第103作・おちょやんと、その主人公・竹井千代。
声を担当した柚木は前々作「Let's天才てれびくん」では栃木どちゃもん・とちぼるたの声を、そのスピンオフアニメ「どちゃもん じゅにあ」ではちゅちゅりの声を、それぞれ担当していた。
- あまちゃん（声：柚木涼香○）▲

「北の海女」と書かれた鉢巻を頭に巻いた、語尾が「～アマ」の住人。
元ネタは連続テレビ小説第88作・あまちゃんと、その主人公・天野アキ。
- エール▲

頭に八分音符が付いた住人。生放送中では一言も台詞を発していない。
元ネタは連続テレビ小説第102作・エール。
- トキコーン（声：柚木涼香○）▲

電空にいる時の精霊。翼が生え体に時計の模様があるユニコーンの姿をしている。嘶くことで時間を操ることができ、この能力で森の再生を手伝った。しかし森が繁茂したところで力を使い果たして眠ってしまい、その隙を突いたペコパリオンズに拐われてしまう。最終的にてれび戦士の尽力で無事に生還できた。
超銀河鉄道
宮沢賢治の「銀河鉄道の夜」の世界観を再現した観光鉄道。物語に登場したものと同一の駅（超銀河ステーション、超白鳥の停車場、超採掘場、超サザンクロス）がある他、最初にクリアした人に景品として「願いを叶える切符」を与えるスタンプラリーを開催している。
- ジョデンニ（声：神尾晋一郎）▲

スタンプラリーに参加していた青年。語尾は「～なんだな」。喧嘩別れしたまま失踪してしまった友人を探すために切符を求め、元太とギュナイをスタンプラリーに誘った。学者がブラックホールに吸い込まれそうになった際には自らを犠牲にして彼を助けようとしていた。このことが評価され学者から「願いを叶える切符」を貰ったが、切符を使うか迷っていたところをペコパリオンズに奪われてしまう。てれび戦士や茶の間戦士に取り返してもらったあと、「やっぱり切符は使わない、銀河鉄道で働いて友達を探しつつ切符が必要な人に渡す」と決めた。
元ネタと名前の由来は「銀河鉄道の夜」の主人公・ジョバンニ。
声を担当した神尾は2021年9月13・14日の「電空リサーチ」において、「世界はほしいモノにあふれてる 〜旅するバイヤー極上リスト〜」とのコラボレーションで再登場している。
- 学者（声：神尾晋一郎）

超採掘場でクルミの化石を探していた考古学者の老人。化石を探す魔法陣を起動させたところ発生したブラックホールに吸い込まれかけたが、ジョデンニに身を呈して救われブラックホールもバッテリーを捧げた茶の間戦士たちに相殺してもらった。
その正体はスタンプラリーの主催者。上述したブラックホールのくだりも、切符の所有者を見定めるための演技だった。自分を無視して勝手にスタンプを押しにいったペコパリオンズよりも自己犠牲で自身を助けようとしたジョデンニに「願いを叶える切符」が相応しいと見なし、彼に景品を与えた。
超レフト飛行場
電空にある飛行場。ライト兄弟に憧れているレフト兄妹が管理している。開発していた電空初の飛行機の試験飛行をしていた最中にペコパリオンズに飛行機を奪われてしまい、照太と麻理亜にSOSを出した。
- アニ（声：青山玲菜）▲

レフト兄妹の兄で、黄色い体にゴーグル付きの緑のフライトキャップを着用している。語尾は「〜プロ」。内気で口下手だが、ニワトリ号をブーストさせる「金の電池」を開発するなど、凄腕のエンジニアである（劇中でイモウトもそう言及している）。
元ネタはライト兄弟の兄のウィルバー・ライト。
- イモウト（声：青山玲菜）▲

レフト兄妹の妹で、桃色の体にゴーグル付きの臙脂色のフライトキャップを着用している。語尾は「〜ペラ」。快活な性格で、墜落した飛行機を修復させるためペコパリオンズ相手に強気に出るなど肝も据わっている。一方で落ち込むアニを励ます心優しい一面もある。
元ネタはライト兄弟の弟のオーヴィル・ライトと、ウィルバーとオーヴィルの2人を影で支えた妹のキャサリン・ライト。
超ピラミッド
古代の電空の王・ツルンカーメンの陵墓。「謎解きのピラミッド」の二つ名の通り、内部には様々なギミックが仕掛けられている。
- ツルンカーメン（声：金光宣明）

超ピラミッドに眠る古代の王。故人であるため本人は直接登場せず、台詞での登場となる。語尾は「～ツル」。
ペコパリオンズに「黄金のヘッドフォン」を奪われたため、彼らを超ピラミッドに閉じ込めてしまう。長らく独身だと言われてきていたが、「黄金のヘッドフォン」は妻のために作らせたことを語った。しかし「黄金のヘッドフォン」を返すと見せかけて自身と妻の遺体が入った棺を強奪しようとしたペコパリオンズに激昂。逆に彼の思念がペコドローンを乗っ取り、「アーカイブ星に永久保存して永遠に反省させる」とシュウペイロボ・ショウインジロボを拐ってしまう。最終的にペコドローンはそのまによって爆破されたが、彼がどうなったのかは不明。
元ネタと名前の由来はツタンカーメン。
- デンジー・ジョーンズ（声：金光宣明）

超ピラミッドを調査している考古学者の老人。ペコパリオンズの失態に巻き込まれる形で超ピラミッドに閉じ込められてしまい、「黄金のヘッドフォン」を永久保存するか研究に使うかで彼らと揉めていた。ツルンカーメンに妻がいたことを知った際には「新発見だ」と興奮していた。最終的に脱出に成功し、「歴史が繋がっていることを伝えるのが考古学」と言っていた。
元ネタと名前の由来は映画「インディ・ジョーンズ シリーズ」の主人公、インディアナ・ジョーンズ。
- 超スフィンクス（声：金光宣明）

超ピラミッドの警護をしている。語尾は「～ニャ」。外観は2020年度1学期に登場したバグモンスターに似ている。てれび戦士達にクイズ攻撃を仕掛けてきたが、逆に倒されたため次の部屋へと導いた。
超アートシティ
アートを重んじる町。町中にはグラフィティや銅像が点在し、大きな美術館もある。
- 市長（声：ランズベリー・アーサー○）

超アートシティの市長。デンクシーが市内の壁にスプレーアートを描いたため、正体を突き止めるために芹奈と萌衣にSOSを出した。その後彼の最高傑作がペコパリオンズの手で永久保存されかけた瞬間割れてしまった時には、「これも含めてアート」と言っていた。
声を担当したランズベリーは前作「天才てれびくんYOU」で風のもじもん・かぜーとんの声を担当していた。
- デンクシー（声：ランズベリー・アーサー○）

電空で話題になっている正体不明のアーティスト。最初は正体を隠しててれび戦士に絵の具を探すよう頼む。その後「誰かが夜に美術館に侵入している」と証言したが、館内で正体を明かし「この町を去る前に最高傑作を生み出す」と言い絵を描く。その後最高傑作がアーカイブ星に永久保存されかけてしまうが、実はその絵に一定時間が経過すると勝手に砕けるよう事前に細工していた。そして「アートはどこまでも自由」と言い残し超アートシティを去った。
元ネタと名前の由来はバンクシー。
超診療所
電空にある病院。見た目や性格が刺々しくなってしまう「トゲトゲウイルス」が流行している。
- デンナー（声：森千晃○）▲

超診療所で働く女性医師。トゲトゲウイルスの原因究明のため、ソニアと空にSOSを出した。てれび戦士やペコパリオンズがムスコの体内に入ったあとは、彼らを外からサポートする。最終的にワクチンの開発に成功し、てれび戦士達に感謝した。
名前の由来はエドワード・ジェンナー。
声を担当した森は前々作「Let's天才てれびくん」で熊本どちゃもん・どもっこすの友人の金魚、獅子頭アケミの声を担当していた。
- ムスコ（声：森千晃○）

デンナーの息子。トゲトゲウイルスの感染の影響で性格が豹変していた。ワクチンを作るため、てれび戦士やペコパリオンズは彼の体内に入ることとなる。
超火星
タスクの手によって宇宙開発が進められている。厳しい環境のため、激しい竜巻が発生している。
- イーデン・タスク（声：武内駿輔）

電空のカリスマ的経営者。左目の横にほくろがある。「お城建設マシーン」を作って超火星を住人の住める土地に変えようとしていた。「想像できることは必ず実現できる」と豪語するほど非常に好奇心旺盛な性格で、クローンと手違いで捕まっても逆にペコドローンやアーカイブ星に興味津々だった。最終的に救出されたため落ち込んでいたが、ペコドローンの技術を応用してテーマパークを作ると決心した。
名前の元ネタはイーロン・マスク。
- クローン（声：武内駿輔）

タスクのクローン。本物との違いはほくろの位置が右目側であることと、敬語で話すこと。暴走しがちなタスクをたしなめることも多い。
超ミステリートレイン
電空のミステリー作家デナン・コイルが著作「デンロック・シャームズシリーズ」の最終巻の発売記念パーティーを開いた列車。海上を走っている。
- デナン・コイル（声：小田柿悠太）▲

電空で有名な推理小説作家で、「デンロック・シャームズシリーズ」の著者。「デンロック・シャームズシリーズ」最終巻発売記念パーティーの最中突如失踪してしまうが、実は先頭車両に籠り謎解きイベントの主催をしていた。ペコパリオンズに最終巻が盗まれてしまった際には動揺し、「同じものは二度と書けないから永久保存されたら困る」と言っていた。最終的に取り返してもらい、「インスピレーションが湧いたので続編を書く」と宣言した。
名前の由来と元ネタはシャーロック・ホームズシリーズの作者、アーサー・コナン・ドイル。
- ワトムラ（声：小田柿悠太）

コイルの担当編集者。パーティーの最中に彼が失踪してしまい、眞生とそのまにSOSを出した。
名前の由来はシャーロック・ホームズシリーズの登場人物、ジョン・H・ワトソン。
超深海
電空の海の深海。ここにダイオウタコが住んでいる。
- キャプテン・レモ（声：大久保瑠美○）▲

潜水艇デンチラス号を駆る船長で、黄緑色の体に船長帽を被っている女性。語尾は「～レモ」。ダイオウタコを捜索するため、悠真と元太にSOSを出した。ダイオウタコのことは「タコ美ちゃん」と呼んでいたが、実は昔彼女と出会って以来ペットとして大切にしていた。周囲に信じてもらえないと思いずっと秘密にしていたが、ある時失踪しまったためてれび戦士やペコパリオンズに依頼して捜索にあたっていた。タコ美と再会した際には真相を伏せていたことを謝罪した。タコ美や子供達を救出したあとは、ゴミを回収しながら電空中の海を旅すると決めた。
名前の由来と元ネタは「海底二万里」の登場人物、ネモ船長。また、彼女が操縦するデンチラス号の元ネタは同じく海底二万里に登場するノーチラス号。
声を担当した大久保は前作「天才てれびくんYOU」にて遊のもじもん・あそびっくりんの声を担当していた。
- チョウチンクジラ

チョウチンアンコウのような発光器官を持つ深海生物。空腹で倒れていたが、光る貝殻や光るイカ墨を食べさせられたことで元気を取り戻した。その後はダイオウタコの居場所へ案内した。
- 電空ダイオウタコ / タコ美（声：大久保瑠美○）

電空の深海に生息する巨大生物。王冠を被ったピンクのタコの姿をしていて、「キュイ～」と鳴く。海の底でひっそり暮らしていたという伝説が残っていたが、単なる作り話だと思われていた。しかし実在していて、かつては「タコ美ちゃん」と名付けられレモのペットとして暮らしていたが、子育てのために彼女の元を離れ超深海に帰っていた。巣がゴミまみれになっていて身動きが取れなくなっていたが、掃除してもらったことで外に出られるようになった。
- タコ美ベイビー（声：大久保瑠美○）

タコ美が超深海に戻って生んだ子供たち。体色は赤く全部で4匹いて、「プイ～」と鳴く。そのうちの1匹が勝手にペコドローンに乗り込みゴミもろともリサイクル星に回収されかけてしまったが、無事に救出された。
超スイーツ研究所
電空にあるお菓子の研究所。
- デコレーヌ（声：古賀葵）

超スイーツ研究所所属の研究員。スイーツのレシピがペコパリオンズに盗まれたため、てれび戦士にSOSを出した。
マグロ研究所
電空にある鮪の研究施設。施設内は寿司屋を彷彿とさせる。
- にぎろう（声：米内佑希）

電空の寿司職人。仕入れた鮪がペコパリオンズに奪われたため、てれび戦士にSOSを出した。
- ツナキチ（声：米内佑希）▲

電空の寿司職人で、にぎろうの弟子。
電空サファリパーク
電空にある動物園。様々な種類の動物を飼育しているが、ペコパリオンズに狙われてしまう。
- ズートン（声：関山美沙紀○）

電空サファリパークの園長で豚を思わせる耳と鼻が特徴。園内の動物がペコパリオンズに奪われたため、てれび戦士にSOSを出した。
名前の由来はアーネスト・トンプソン・シートン。
声を担当した関山は前作「天才てれびくんYOU」のトレーニングコーナーのナレーションである。
電空消防署
電空にある、ケッシーが署長を務める消防署。
- ケッシー（声：大井麻利衣）▲

電空消防署の署長。パトランプ付きのヘルメットがトレードマーク。車体が金色に輝くゴールデン消防車を所有している。
その他
- デンブル（声：川島得愛○）▲

電空で昆虫の研究をしている博士。カブトムシ型の帽子を被り、右目にモノクルを付けている。自身が見つけたデンクウオオアゲハがペコパリオンズに奪われたため、芹奈と元太にSOSを出した。
名前の由来と元ネタはジャン・アンリ・ファーブル。
声を担当した川島は前作「天才てれびくんYOU」にて持のもじもん・もつらべえの声を担当していた。
- デンキン（声：鵜澤正太郎）

電空のデンチューバー。ペコパリオンズと動画でコラボする企画をした。
名前の由来と元ネタはYouTuberのHIKAKIN。
- デンタル（声：比留間俊哉）▲

勇者のような姿をしているが、本業は歯科医。虫歯になったシュウペイをてれび戦士と協力して治療した。
- オリヒメックス（声：植竹香菜）▲

羽衣のような飾りと星の飾り付きのリボンが特徴。
名前の由来とモデルは織女星。
- ヒコボシックス(声：植竹香菜）▲

星の飾りが付いた帽子がトレードマーク。タンザークストーンを探していた。
名前の由来とモデルは牽牛星。
- デンイチ（声：三宅健太○）▲

電空を走る蒸気機関車で、自我を持ち言葉を話すことができる。ラストランの最中にトラブルが起きて動けなくなり、てれび戦士に事態の収拾を頼んだ。
名前の由来は「デゴイチ」こと国鉄D51形蒸気機関車。
声を担当した三宅は「Let's天才てれびくん」にて島根どちゃもん・ずぶろんの声を担当していた。
- レンサイ（演：白石兼斗）▲

電空で読まれている週刊誌「週刊デンクー」の編集者でオレンジの髪がトレードマーク。デンヅカイサム(元ネタは手塚治虫)の原稿がペコパリオンズに狙われていることに気づき、てれび戦士にSOSを出した。
- デンタ（声：若井友希）

航空宇宙局に勤める技術者でアフロヘアーがトレードマーク。宇宙空間で爆発のような光を捉えたため、調査のためのロケットを完成させるべくてれび戦士に協力を頼んだ。その後トナカイを失ったベルに遭遇し、ロケットをソリと組み合わせて飛べるようにした。
- ベル（声：若井友希）▲

電空のサンタクロース見習い。語尾に「〜リン」と付けて会話する。プレゼントの配達中に小惑星に衝突しかけた上にトナカイに逃げられてしまう。宇宙空間を漂っていた所をてれび戦士に発見され、プレゼントの回収をてれび戦士に依頼した。
- ココルン（声：青山吉能）

紫の髪が特徴の女性。ダーリンに渡すチョコレートを作るため、てれび戦士に協力を求めた。
実はそのダーリンの正体とはペコパリオンズのショウインジだった。
- デンジー（声：青山吉能）

ココルンが訪ねたチョコレート工場の工場長。
- アーカイブ星（声：中尾隆聖○）

2021年度の木曜生放送から登場。電空の最果てにあるエリアで、ペコパリオンズの本拠地。巨大な禍々しい球に複数の鍵穴とそれを繋ぐ鎖が付いたような見た目。ペコパリオンズは「電空のお宝」をここに永久保存することが目的。メアリーエンジ曰く、ここに持ってこられたアイテムは二度と取り出せないらしい。なお、アーカイブ星が見えてくるとシュウペイが「あちらに見えますのが、アーカイブ星でございます」とバスガイド風のアナウンスをする。
後に2022年度終盤で自我を持ってしまい、ペコドローンと同型の姿に変化。過去にてれび戦士が守ったお宝やペコパリオンズのアバターまで保存してしまう。その後ソニアのデンリキでコアを破壊され爆発した。
声を担当した中尾は1997年の無印でてつまろの、2001年のワイドでモンゴの声を担当していた。

### コラボレーションで登場
- チコちゃん（声：木村祐一）

「チコちゃんに叱られる!」とのコラボレーションで登場。月曜日～水曜日ではドラマ本編で消滅したみやぞんエンジの代わりにゲームコーナーの進行を行った。
木曜生放送ではてれび戦士見習いとしてかくれガレージを訪れた際、チロからの手紙を受け取って超チコシティを訪れる。だが縁側のこたつに入っていた際に性格が豹変、「ボーッと生きていてもいい」と言い出すようになってしまう。実はこたつごとバグ化したことで性格が変わっていた。ゆら・生にこたつを消されてしまい逆上、バグモンスター化してしまう。生にデバッグされて正気に戻り、バグに侵された記憶はなかったが全員に謝罪し、「好奇心が何よりも大切」と気づき現実世界へと帰っていった。その後勝手に押してはいけないスイッチを押した罪でメアリーエンジに掃除を押し付けられたよしおエンジと出会い、一緒にデンリキポーズをしていた。
- ヒゲじい（声：龍田直樹○）

「ダーウィンが来た!」とのコラボレーションで登場。月曜日～水曜日ではみやぞんエンジと共にゲームコーナーの、木曜生放送では電空アリーナ・超ライオンラウンドの進行をそれぞれ行った。
声を担当した龍田は前々作「Let's天才てれびくん」で和歌山どちゃもん・もさくの声を担当していた。
- 清原果耶

「おかえりモネ」とのコラボレーションで登場。同作の主人公・永浦百音役を担当している。
映像のみでの登場。林業のやり方に困っているてれび戦士と住人たちに対し、助っ人として後述の浜野を紹介した。
- 浜野謙太

「おかえりモネ」とのコラボレーションで登場。同作では森林組合課長・佐々木翔洋役を担当している。
清原と同じく映像のみでの登場。てれび戦士たちに林業のヒントを教えた。
- アオ、キイ（声：神木隆之介、二階堂ふみ）

「ひろがれ！いろとりどり」とのコラボレーションで登場。みやぞんエンジと共にゲームコーナーの司会進行を行った。
- ぬっしー（声：伊東健人○）

「沼にハマってきいてみた」とのコラボレーションで登場。ギュナイと空を迎えに来ていた。
声を担当した伊東は前々作「Let's天才てれびくん」にて長野どちゃもん・はくばまるの声を担当していた。
- バーンズ勇気※、飯田里穂※ 、長江凌行※、岡田結実※

2022年度の先輩てれび戦士とのトークコーナーで登場。
- 高木ハツ江（声：佐久間レイ○）

「今日の料理ビギナーズ」とのコラボレーションで登場。レイとテッショウに野菜を使った料理を教えた。
声を担当した佐久間は「天才てれびくん」内で放送された「アリス探偵局」でアリスの声を担当していた。またレイとテッショウは「今日の料理ビギナーズ」に本人役で出演している。
- 千葉新、新井菜月

「クイズ！あなたは小学5年生より賢いの？」とのコラボレーション企画で登場。てれび戦士のレイ、ハルトと共に木曜生放送にリモコンで参加した。
- テレゾンビ（声：クロちゃん（安田大サーカス）〇）

かつて初代天才てれびくんに登場したキャラクター。本人の話によると初代「天才てれびくん」に登場したものと同一個体らしい。時空鬼の仕掛け人として登場。
声を担当したクロちゃんは2007年度～2008年度の「天才てれびくんMAX」にて司会を務めていた。
- 中田あすみ※、大沢あかね※、中村嘉惟人※、ソーズビー※[4]

時空鬼のサポーターとして登場。それぞれ1998年度～2001年度、1999年度、2010年度、2012年度～2013年度のてれび戦士。

## 用語
- 電空

子供だけがログインできる電脳空間。
オープニングなどに出てくる「シンボル星」が中枢部で空間中に様々な物が浮かんでおり、「超○○」もしくは「チョウ〇〇」と各エリアの名前が表示される。生放送で出てくるエリアは、基本的に実在の土地をモデルにしている。
現在は何らかの原因で壊れて入ることができなくなり、人々の記憶からも存在自体が失われている（そのまのように覚えている一般人も極稀にいる）。案内役の電空の住人・ナビヒコをデバッグしたことにより入れるようになったが、30分の時間制限がある。
第54回ではあどミンがそのまのデンリキを食べた際、「現実世界は危険なため、子供達が安全に冒険できる楽園として電空が作られた」ということを思い出した。
第80回で暴走したあどミンがついに電空を解放するが、デントリーした子供たちは依存するかの如く電空にのめり込んでしまった。
第85回の終盤、あどミンの自己犠牲で一度消滅したが、何らかの原因ですぐに復活した。
第125回では原因不明の暗号化現象が発生したが、当初はバグだと思われていた。
最終回でエリアの大半が消失し、白い雲のような物体を残すのみとなってしまった。
- 電キャ

いわゆるアバター。電空にログインした者の電空内での仮の姿であり、デンリキを使う際にもてれび戦士の傍らに出現する。外見は多種多様で、紅緒のような平面画や元太のようなドット絵風の物、さらにはみやぞんエンジのように人間と寸分違わぬタイプのものもある。
木曜日の生放送では『Let's』の金魚1号・超蝶野ロボや『YOU』のたこ8号の役割も兼ねており、また小鳥型ロボットの姿をした茶の間戦士（視聴者）用の電キャ（金魚Rや海鮮隊に相当）も登場し、リモコンを使ってデントリー（参加）することができる。茶の間戦士用の電キャは4色(青・赤・緑・黄)あり、デントリー時に好きな色を選べる。
宇宙空間でも問題なく活動できるらしく、超種子島からタネーリンと共に超月に向かう際にはロケットの上に乗っていた。
2021年度では電キャがデンリキを吸収すると喋ることができるようになる。ただしデンリキがなくなるわけではなく、そのデンリキを電キャが自らの意思で使用することもある。第94回において、桜川はこの現象を「レベルアップ」と表現している。また、スマートフォンやモニターなどの電子機器のスクリーンや、鏡・ガラス・水面といった反射する面を通じて本人の前に現れ会話するシーンが多くある。
第140回にて眞生の電キャ(アロヤマ)の発言により、「てれび戦士の電キャはデータの存在であるため現実世界には出られない」ということが判明した。
2022年度では個体名が付けられた。また、経験データをHPエネルギーに変換したことにより、名前を呼ぶと3分間限定ではあるが現実世界に実体化できるようになった。ただしその姿を認識できるのはてれび戦士とてれび騎士だけである模様。
　2022年度最終回では詳細は不明だが現実世界でも暮らしていけるようになった模様で、てれび戦士の何人かは電キャと現実世界で暮らすことを選んでいる。
- 雷キャ

電キャに似た謎のアバターで、風花やてれび騎士が所持している。「雷法」という謎の技を使う。
　2022年度最終回では詳細は不明だが現実世界でも暮らしていけるようになった模様で、雷キャ所有者のうち桜川、遥斗、煌翔は雷キャと現実世界で暮らすことを選んでいる。
- 電印

読みは「でんじるし」。てれび戦士の左手の甲に出現する「電」の漢字で、てれび戦士であることの証。普段は見えないが、デンリキが発現した時やデンリキを使用する時などに浮かび上がり光る。あどミンは誰かの電印が光るとそれを察知することができる(誰のものかは把握不能)。
- 雷印

読みは「らいじるし」。電印と反対の右手の甲に出現する「雷」の漢字で、雷キャを持つ者やクリプトオンズの手の甲に現れる。てれび騎士の証でもある。
- hello,

そのま以外のてれび戦士達がかくれガレージに召集された際に、自動的に各自の携帯電話にインストールされていたアプリ。てれび戦士同士やかくれガレージとの連絡を行うテレビ電話機能や、目標物を指し示す地図機能が備わっている。圏外の場合は使用不可能。
- 安全ブレーカー

第76回から登場。あどミン曰く「これを再起動させれば電空が元に戻る」。それと同時にてれび戦士全員のスマートフォンにアプリが自動的にインストールされた。このアプリを起動させるとてれび戦士各々に最初に得たデンリキにまつわる課題が出され、全員が達成することができれば安全ブレーカーが出現する。
第78回終盤で再起動させられたものの、消えていたあどミンの記憶が戻りあどミンが暴走を始めてしまう。
- リバース・コンバーター

初登場は第82回。みやぞの博士の発明品の1つで、彼が開発した武器に取り付けて使用する。あどミンからデンリキを取り戻すことができる。
第85回でそのまが使用。少なくとも8つのデンリキがてれび戦士たちの元へと戻った。
- エンジ

電空のエンジニア。制服は色とりどりのオーバーオールで、あらゆる物をスキャンして複製する傘のようなマシーンを所有している。
- かくれガレージ

みやぞんエンジが所有する秘密基地。てれび戦士の活動拠点でもあり、休憩室やゲームルームなどの部屋がある。てれび戦士がかくれガレージ内に入ると自動的にてれび戦士の衣装に変わり、外に出ると私服に戻る。とある公園の地下にあるらしく、公園の滑り台が秘密の出入り口になっている。また、任意で出入り口を出現させる場所を変えることも可能。
第79回で暴走したあどミンに攻撃され崩壊し、占領されてしまった。
2021年度では後述の電キャんぷベースに改築された。
- かくれガレージ・オリジン

第81回 - 第85回に登場。電空のプロトタイプとして作られた場所で、てれび戦士達の新たな拠点。
- 電キャんぷベース

2021年度の拠点。かくれガレージを改装して作られた。そちらよりも部屋が広くなっているほか、出入り口を変える扉も大きくなっている。
- 雷キャんぷベース

てれび騎士、くろミン、ライデェンの拠点。上記の電キャんぷベースと酷似しているが、此方は色は黒を基調としている。
- 電空アリーナ

電空が壊れた後に出現した、電空内では唯一生身で入ることが可能なエリア。ここではデンリキの使用が禁止されている。2学期以降はモンロウCEOが主催し向井支配人が司会を務める「電空コロシアム」が開催されている。電空アリーナが登場する際、「超○○で異常現象を確認」というアナウンスがある。
2020年度最終回の生放送では裏・電空アリーナが登場した。この回はチーム戦となる。
2021年度（第132回）よりドラマ内にも登場している。
- 超フィギュア

電空アリーナの近くに建てられる「電空コロシアム」の優勝者の電キャを模した銅像。
2021年度は登場しない代わりに、授与されるものがトロフィーに変更されている。
- モンロウ重工

ロン・モンロウがCEOを務める企業。何の業務を行っているかは不明だが、DOSの大会のスポンサーを務めている。
第126回ではみやぞの博士に依頼され調査をしていたそのま・麻理亜・萌衣が辿り着き、元太・照太・空が暗号の発生源として見つけた場所として当社の工場が登場した。第132回では第85回で電空を復活させたことが判明した。
- ニワトリ号

2021年度の木曜生放送に登場。メアリーエンジが開発した、てれび戦士用（後部座席には電空の住人も乗れる）の飛行挺。茶の間戦士用の電キャを大きくし、その名の通り鶏のようなカラーリングになったような見た目。ビームを撃ってペコドローンを攻撃できる。
- ペコベース

2021年度の木曜生放送に登場。ペコパリオンズの本拠地。2人は基本的にここから映像での登場となる。
- ペコドローン

2021年度の木曜生放送に登場。ペコパリオンズが操縦するドローン。投げて3秒後に爆発する手榴弾「ペコ爆弾」（回によっては状態異常が付与される）で攻撃するほか、正解箇所を撃たないと割れない「クイズバリア」を張ることもできる。ただし攻撃を受け続けるとオーバーヒートを起こし、活動再開するには一定時間パワーをチャージしなければならなくなる。
- シュウペイロボ、ショウインジロボ

ペコパリオンズが電空を探索する際に使うロボット。両者を3頭身にデフォルメしたような見た目。双方とも欠陥があり、動く度に前者は茶の間戦士が触れるとダメージを受けるオイルを、後者は通行の邪魔になるネジを撒き散らす。
- ダンス・オブ・スカイ

第49回～第51回に登場。通称「DOS」。三人一組でプレイするバトル形式のダンスゲーム。制作者は「未来ゲームス」の桜川春一郎。画面中央に表示された動きを連続で成功させるとゲージが溜まっていき、満タンになると相手に攻撃ができる。逆にミスをするとポイントが減少し、ポイントが0になると脱落してしまう。相手全員を脱落させるか相手チームのアバターのHPを0にした方が勝利。
あどミン曰く「電空に似ている」らしい。第52回では電空を開発したみやぞの博士が残したデータから桜川が開発したことが判明した。
第87回で再登場。照太と萌衣がプレイしていた。
第125回では大会のCMが放映されていたほか、個人戦もあることが判明した。
なおプレイする際に画面にアバターが表示されるのだが、アバターは全て前作「天才てれびくんYOU」に登場したもじもんである。基本的にアバターはもじもんの姿にしかならないようで、第51回では自身のチームのアバターとして表示された悠真の電キャを見たみやぞんエンジ・ゆら・悠真・元太・紅緒が驚いていた。この世界にもじもんの概念があるかは不明。
- 七不思議

第143回 - 第145回に登場。悠真達の住む街に伝わる都市伝説。悠真がみやぞんエンジと眞生に語って怖がらせたが、否定するような態度を彼に馬鹿にされた眞生は正体を突き止めるための調査に出掛けることとなる。その結果大半は説明が付く現象だったことが判明し、悠真は落胆してしまうことになった。内訳は以下の通り。
- 池を飛びまわる人魂

デンリキを発動させた眞生によって、鳥避けのCDの光がそう見えていただけと暴かれた。
- トンネルから聞こえる呪文

正体は漫才の練習をしていた照太だった。
- 神社から聞こえる少女の悲鳴

正体は手裏剣投げの練習をしていた芹奈だった。
- 音楽室の悪魔の口笛

デンリキを発動させた眞生によって、窓からすきま風が鳴っていただけと判明した。
- さまよう人体模型

正体は中里先生が片付けをしていただけだった。
- 窓に生える足

正体は逆立ちの練習をしていた伊藤先生だった。
- 家庭科室の人喰い妖怪

眞生達は正体を知る前に逃げ帰ってしまったが、正体は酢昆布を調理していたあどミンだった。
- ハロープラネット

第158回 - 第160回に登場。地球の周囲を周回している人工衛星。通称「ハロプラ」。しかし何らかのトラブルが発生し、行方不明となってしまう。
- タマ電Q

初登場は第168回。電空のエネルギーで、その名の通り電球のような形状をしている。現実世界に散らばっていて、てれび戦士とてれび騎士はこれを巡って争うこととなる。くろミンに食べられると電空の区画が停電してしまう。逆にあどミンが食べると電空の区画の電力が元に戻る。
なお電気エネルギーを含んでいるため、礼の従兄弟のタカオは「タマ電Qを使えば家の電気を付けることができる」と考えており、美音も「理論上可能」と考えていた。最終的に美音と礼はタカオの主張を認めて使わせており、礼の祖母の停電した家に電気を送ったところ、タカオや美音の思っていた通りの結果になった。
- Qマーク

てれび戦士・てれび騎士の手の甲に現れるマーク。タマ電Qが近くにあると出現する。
- 電空ストーム

電空に発生する異常現象。アーカイブ星のコンテナのロックが外れ、侵入可能になる。

### デンリキ
作中に登場する超能力。本作ではデンリキを使える少年少女を「てれび戦士」と呼ぶ。
基本的に「デンリキ・〇〇」というコードを唱えると左手の甲に電印が浮かび上がり発動するが、使用者の知らない間にデンリキが宿り無意識に発動する場合もある。
デンリキを発動する際、てれび戦士はポーズをとる(デンリキの発動条件に含まれるかどうかは不明)。前半部分は全員共通だが、後半部分(前半部分とデンリキ名の間の部分)の動きはてれび戦士毎にそれぞれ異なる。
デンリキが発動するとまずデンリキ名のドット文字が現れ、これが分散して収束すると「電」の文字を模したエネルギー体となる。
元来は電空内で使用される呪文もしくはコマンドのような物だったらしく、木曜日のバグ切除生放送では電空の住人からバグを除去するなど様々な効果が見られる。なお、電空アリーナでは使用禁止と規定されているが、使用した場合の罰則などがあるのかどうかは不明。
基本的にみやぞんエンジは「せっかく宿ったデンリキだから、自分のやりたいことをやればいい」と考え、使い道にはあまり口出ししない。しかし第4回で悠真がデンリキを発動させる様子を撮影しサイトに投稿しようとしていた時や、第13回で礼がデンリキを使いすぎた時には注意していた。また、あどミンは「世間が電空のことを忘れているのは誰かの陰謀かもしれない」と発言しているので、デンリキのことはてれび戦士だけの秘密である。そのため、基本的にデンリキを発動する様子を部外者に見せることはない。
発現したデンリキの情報はみやぞんエンジが所持する「デンリキファイル」に随時記載されていく。
基本的にてれび戦士の願望に呼応する形で発現する。そのため、そのまや空のようにデンリキに魅入られて力に呑み込まれてしまう危険もある。
第72回でのあどミン曰く、てれび戦士がデンリキの使い道に頭を使えば使うほど味が熟成され美味しくなるらしい。
なお、「電力」という漢字表記は誤りである。

#### ドラマ本編に登場したデンリキ
2020年度
電空が壊れた際に飛び散ったエネルギーを宿した人間のことが「てれび戦士」と定義されている。電空のエネルギーを宿していてもデンリキが発現するタイミングはてれび戦士によりまちまち。
デンリキ発動時のエネルギーをあどミンが食べて回収することで電空を修復できるが、あどミンにデンリキを食べられた者はデンリキを使えなくなるため、デンリキはいずれあどミンに返さなければならない物である。そのためか、第85回では黒いあどミンが食べたことのあるデンリキを使っていた。なお、第30回でのそのまの解析によると、電空を完全に修復させるために必要なデンリキの総数は20。
なお2020年度のデンリキの一部は2021年度でも使用された描写があったが、使用が可能である理由は不明。
- ヒャックリカエル

触らずに物を逆さにひっくり返す、悠真の最初のデンリキ。
当初は制御に難があり、コードを命名する前まではしゃっくりをしただけで無差別に周囲の物をひっくり返してしまった。発動タイミングを制御できるようになってからも、なかなか思い通りの物をひっくり返せなかった。元太と特訓したことにより対象物を数個ほど指定できるようになったが、悠真は息切れしてしまった。
元太との特訓の成果を他のてれび戦士に見せようとした所、あどミンに勝手に食べられてしまった。
あどミンがこのデンリキを食べたことによって「チョウランプ」というエリアが修復された。
なお、第14回で礼からこのデンリキのことを聞いた大人の悠真は「地味な能力」と評していた。
カウンター攻撃にも使えるようで、第85回では黒いあどミンが放った「アヤ×2ツリングネットワーク」の糸を浴びせ返した。
- ガーリー⤴⤴（アゲアゲ）ピピピンク

様々な物をピンク一色に染める、ギュナイの最初のデンリキ。
学校の校舎全体をピンクに染めるほど強力。また、街灯や洋服だけなど、任意の物だけをピンク色にすることもできる。
基本的に一度ピンクにされると塗装し直さない限り元の色には戻せない。しかし第8回で信一に近付くためにデンリキを使わないとギュナイが決心した際に校舎の色が元に戻っていったように、発動者の気分と同調するような描写がある。
最終的に「ガーリーの時点で何か違う、ガーリーじゃなくてもアゲアゲじゃなくても、私のピンクはかっこいいから」という理由であどミンに譲る。
あどミンがこのデンリキを食べたことによって「チョウカメレオン」というエリアが修復された。
第14回においても、「ギュナイちゃん学校を丸ごとピンクにしてたじゃん」という礼の台詞で言及されている。
- グルグルーブ

相手を自分の発言通りに従わせる、眞生の最初のデンリキ。
発動者の声が届く範囲のみに有効。一定時間の経過や発動者の意思で解除される。効果が切れるとデンリキにかかっていた人物はその間のことを忘れる。このような効果を持つため、みやぞんエンジからは「良いことにも悪いことにも使えてしまう」と警戒されていた。他のことに集中していてちゃんと声を聞いていなかった場合など、このデンリキが効かない者もいる。
コード命名前は母親に「今日はケーキが食べたい」、いじめっ子三人組に「僕の事は気にしなくていい」と言った瞬間無自覚に発動したが、命名後は発動タイミングを制御できるようになった。
最終的に「自分のやりたいことは好きにやっていい」ということに気づいた眞生はデンリキをあどミンに返した。
あどミンがこのデンリキを食べたことによって「チョウサファイア」というエリアが修復された。
第85回では黒いあどミンが使用。隠れていたてれび戦士達を引きずり出した。
- メクルメク・メクール

未来の時間に行ける、礼の最初のデンリキ。
1度発動する毎に1日先に移動する。発動する際、礼のパソコンのカレンダーがめくれていく演出がなされる。また、使う度に強い光が発されるので、礼及び立ち会ったギュナイとソニアはゴーグルをかけている。
意識だけが未来に跳ぶので、使用後にいつの間にか服装が変わっている、大人の姿になっているなどの違和感を感じる。他者は発動前の事を覚えていない、前の日付には戻せないという欠点もあり、みやぞんエンジやあどミンからは「電空の力を超えた危険な能力なので使い過ぎない方がいい、さもなくばひとりぼっちになってしまう」と警告されている。
2085年でデンリキをあどミンに食べられたことにより、礼は現代に帰還できた。
このデンリキをあどミンが食べたことで電空のどのエリアが修復されたのかは、修復シーンが描かれておらず不明。あどミンが電空修復に使ったデンリキのうち、唯一修復したエリアが分からないデンリキでもある。
第64回においてもこのデンリキが発動したような描写がなされている。礼の左手の甲に電印が現れたあと歯科医院にあったカレンダーが突如めくれ、礼は大人の悠真と再会した。
- マッハァハァ

普段の何倍も素早く動くことができる、紅緒の最初のデンリキ。
本来50mを12秒で走る紅緒が2秒で走ることが出来るようになるなど、発動すると本来のおよそ5～6倍ほどに行動が高速になる。口喧嘩の際に発動させて早口で喋ることにより相手の耳を痛める、といった芸当も可能。
ただし、高速で行動した分だけ相応の疲労が溜まっていく。
紅緒は人前でデンリキを使ったことにより大騒ぎを引き起こしてしまったが、世界記録保持者との勝負の直前に父親の「のんびりな紅ちゃんが好き」という言葉を思い出しデンリキを使わず、そのままあどミンにデンリキを返した。
あどミンがこのデンリキを食べたことによって「チョウラジカセ」というエリアが修復された。
第138回では紅緒の電キャが使用。麻理亜にスパイではないことを示すため、高速でソニア・元太・眞生に近寄り触れて電キャんぷベースに転送した。
第185回ではライデェンから逃亡するために発動させた。
- チャランピッカリンコ！

壊れたものを修復できる、生の最初のデンリキ。
不具合の起こった電子機器だけでなく、破損した物体も修理が可能。
当初生は「モテて世界が救えるデンリキが欲しい」と願っていたが、思っていたものと効果が違いがっかりしていた。また、周囲から修理屋扱いされたことにも当初は不服だった。
松沢に罵倒されてデンリキが失敗したと思い込んだ生はこのデンリキをあどミンに返してしまうが、それを知らない園田が更に生に依頼をしてしまったため、生は修理に悪戦苦闘することとなる。
あどミンがこのデンリキを食べたことによって「チョウティラノ」というエリアが修復された。
第85回ではバリケードを作ったり黒いあどミンに壊された防具代わりの日用品を再利用したりするのに用いられた。
- アヤ×2（アヤアヤ）ツリングネットワーク

相手の動きを操る、そのまの最初のデンリキ。
デンリキのポーズをとった後にあやとりをして、させたいことを言いながら対象に向けることで発動する。かけられた者は上から透明な糸に縛られ、動きを操作される。相手の四肢に糸をつけ操り人形にする関係上、操られている対象の動きはぎこちなくなってしまう。「動かないで」と言えば相手を足止めすることも可能。眞生の「グルグルーブ」に似た効果だが、こちらは対象の気持ちまでは変えられない。
そのまはこのデンリキを邪魔をする相手の足止めに使っていたため、デンリキの力に呑み込まれてしまった。最終的に悠真によって頭に絡み付いた見えない糸を断ち切られたことにより正気に戻った。
あどミンがこのデンリキを食べたことにより「チョウライオン」というエリアが修復された。なお、そのま曰く「このデンリキには特別な力がある」らしく、あどミンは食べた直後に酢昆布と同じ痺れるような感覚を覚え、電空が作られた理由を思い出した。
第85回では黒いあどミンが使用。てれび戦士を拘束したり外にいた子供たちを無理矢理デントリーさせたりした。てれび戦士を消そうとしたが、悠真に跳ね返されて逆に黒いあどミンが消滅してしまった。
2021年度の最終回ではパワーアップしたような状態になっていた。
- ヒソヒソヒアリング

人の心の中を読める、ソニアの最初のデンリキ。
デンリキのポーズをとった後に親指と人差し指で窓を作り相手を覗くと、対象の考えていることが吹き出しになって表示される。眠っている人に使えば夢の内容を知ることも可能。なお、バックドアーズのような感情が存在しない相手に対して使うと文字が出ず、真っ黒な吹き出しが表示されてしまう。
写生の授業中に無自覚で発現したため、コード命名前は指で窓を作っただけで勝手に発動していたが、命名後は発動するタイミングを制御できるようになった。
マイに罵倒された結果「人の心の中身が分かっても、自分の思い通りにすることはできない」と感じたソニアはあどミンにデンリキを返却してしまう。
あどミンがこのデンリキを食べたことにより「チョウカザグルマ」というエリアが修復された。
第85回では黒いあどミンに使ったところ、白いあどミンが封じられていたことが判明した。
第150回ではソニアの電キャが使用。KANAKOの本心を暴いた。
- テレテレポート

照れると人を瞬間移動させられる、理音の最初のデンリキ。
発動者が照れた時に考えていた相手を他所にテレポートさせる。理音は元太に褒められた際に無意識に発動させてしまい、山荘の人々を失踪させる事件を引き起こしてしまった。
あどミンがこのデンリキを食べたことにより「チョウイヌ」というエリアが修復された。
第85回では黒いあどミンの襲撃時に発動させ、てれび戦士全員をゴミ捨て場に着地させた。
- ブンシンダブルーン

「ダブル」と呼ばれる分身を生み出すことができる、芹奈の最初のデンリキ。
ダブルは発動者本人からはどう見ても偽物にしか見えないが、周囲からは本物そっくりに認識される。ダブルに向かって手を振りながら「バイバイ」と言うと消滅する。ダブルに命令すればその通りに動く。あどミン曰く「自分がこのデンリキを食べてもダブルは消えない」。
芹奈が「身代わりが欲しい」と言った瞬間無自覚に発現・発動したが、コード命名後は出現と消滅のタイミングを制御できるようになった。しかしダブルが自我を得てしまってからは制御が利かなくなり、「バイバイ」と言っても消えなくなってしまった。手裏剣投げ対決をきっかけにダブルは再び芹奈の指示に従うようになり、最後は笑顔で別れることができた。
あどミンがこのデンリキを食べたことにより「チョウトマト」というエリアが修復された。
第85回では再び生み出したダブルと一緒に手裏剣を投げ、バックドアーズの足止めに利用した。
- ドッゲラカーン

相手を笑わせられる、照太の最初のデンリキ。
例えそのギャグが面白くなくても、それを聞いた対象を爆笑させられる。発動者のギャグでなくても発動者の周囲で発せられればいいようで、劇中では悠真のダジャレを聞いたみやぞんエンジとギュナイが爆笑していた。持続時間も長く、照太が楽屋で発動させた際には本番まで効力が続いていた。
照太は漫才を見せる前に逐一発動させていたが、あどミンは長い間待ちぼうけを食らっていたため、最後のライブに臨む前に勝手に食べられてしまった。
あどミンがこのデンリキを食べたことにより「チョウサングラス」というエリアが修復された。
第85回ではゆらのデンリキで呼び出したバッケ達を笑わせて囮にした他、黒いあどミンに酢昆布を食べさせる際に使用し口を開けさせた。
第173回ではカイトンが命中した相手を笑わせる効果を持つ光線を発射するデンリキ「ドッゲラビーム」を使用した。
- スラスララクショウ

描いた絵を実体化させる、元太の最初のデンリキ。
実体化させた物体は本物と同じように使用することが可能。実在・非実在を問わず生物を実体化させた場合は動き出す。持続時間はかなり長いようで、元太が実体化させた龍（部外者たちからは新種生物だと思われていた）はあどミンがこのデンリキを食べた後も実体化したままだった。
コード名の由来は元太が幼い頃から絵を描く時に言っていた口癖「すらすら楽勝さ」。そのため、元太が「すらすら楽勝さ」と言った瞬間無自覚に発動してしまったこともあった。
あどミンがこのデンリキを食べたことにより「チョウサメ」というエリアが修復された。
- カオカオスッポカン

ドラムスティックで叩いた物体に顔を出現させる、ゆらの最初のデンリキ。
左手で叩くと顔が出現し、右手で消すことができる。顔を出した物体とは会話が可能（この際、語尾をつけて喋る）。元々顔がついている物体に使った場合、効果は発揮されない。
発動者本人のドラムスティックを使わないといけないため、顔を出現させている間にドラムスティックを失くすと取り返しがつかなくなる。人に見られると大変なことになるため、みやぞんエンジはゆらにスティックを失くさないことと使ったらすぐに顔を消すことを忠告している。
みやぞんエンジがあどミンを呼んでいる間にゆらは右手用のスティックを紛失してしまったが、最終的に見つけ出してデンリキを食べてもらった。
あどミンがこのデンリキを食べたことにより「チョウマッチ」というエリアが修復された。
第85回では再びバッケ達を呼び出し囮に使った。
第185回ではゆらを操ったライデェンが図書館の本に対し発動させて紅緒を追跡するが、負けじと紅緒も「コピコピコピッペ」でコピーして懐中電灯に使い解除させた。
- チョキチョキチョッキング

見えない糸を断ち切る、悠真の2つ目のデンリキ。
『アヤ×2ツリングネットワーク』の対抗となるデンリキである。相手を頼ろうとしないそのまに対して、「こんがらがった糸を切る」という悠真の決心に呼応し発現した。第54回では双方のデンリキを駆使し巨大バグを消去した。
あどミンがこのデンリキを食べたことにより「チョウハンニャ」というエリアが修復された。
第85回で黒いあどミンが使った際には効果が多少異なり、多数の刃を放つ攻撃となっている。
- シモシモカメーヨ

人間以外の生き物と会話できる、眞生の2つ目のデンリキ。
亀が餌を食べなくなり、獣医からも「治療法はない」と言われた眞生が「痛いなら痛いって言ってよ」と言った瞬間発現した。
「カメ」という言葉がコード名には入っているものの、亀以外の生物に対しても有効。第57回では「生命の泉」の場所を訊ねるために猫や神社の御神木に対して使用していた。
あどミンがこのデンリキを食べたことにより「チョウコイン」というエリアが修復された。
- デリシリトリヨッセン

離れた物体を取り寄せる、ギュナイの2つ目のデンリキ。
前の物としりとりになるようにしか取り寄せる物を指定できない。また、「ん」で終わる物を取り寄せようとすると、それを取り寄せることができないどころか、発動者は電撃を喰らってしまう。
ギュナイは理科の教科書を忘れた際に無意識に発動させ、たまたましりとりの「り」と理科の教科書の「り」が繋がったため自宅から教科書を取り寄せることができた。だが当初は「欲しいものを何でも出現させるデンリキ」だと勘違いしていたため、「イケメン」「パフェ」などと言ってみたものの、しりとりになっていなかったため発動しなかった。みやぞんエンジの説明を聞く前に「醤油ラーメン」と言ってしまったため感電し、「先に言ってよ…」と困り果てていた。その後は体育倉庫で眞生のプレゼントを探すがてら小便小僧→浮き輪→わさび→ビー玉→マラカス→スルメイカとしりとりを繋いでいった。
倉庫内に閉じ込められてしまってからは脱出のためにかまぼこ板（大量に出てきたため工作をしてみたが特に何も役に立たず）→太鼓（思い切り叩いたが用務員は寝ていて気付かなかった）→子犬（チワワ。窓から放して助けを呼ぼうとしたが、なかなか出ていかなかった挙げ句足元に放尿された）→ヌンチャク→屑籠→ごま塩→お歳暮（調味料の詰め合わせ）→ボルト→トライアングル→ルーズソックス→水筒→鰻（食べ物を出そうとして最初は「うどん」と言い失敗、その次に出したが桶に入っている生きた鰻だった）と繋いでいったものの、興奮した子犬が鰻が入った桶を倒してしまい対処に困る事態になってしまった。
改めて眞生のプレゼントをギター→たこ焼き器→金太郎飴→眼鏡と出し続け、次に脱出用にネジ回し（ドアをこじ開けようとしたがネジの形が合わなかった）→シャベル（地面を掘ろうとしたが固すぎて失敗）→ルーズリーフ（数式を書いたが何もわからず）→フライ返しと出したもののことごとく失敗。反射的に「照太」と言って呼び出した照太に取り寄せた道具の一部を駆使して鰻を調理してもらった。ギュナイが照太に鯛焼きを取り寄せるのを見せたところで鰻の匂いに誘われた用務員が扉を開け2人は倉庫から出られた。その後はキャビア→あどミンと繋げ「ん」が付いてしまったが、何故かギュナイは感電せず普通にあどミンが現れデンリキを食べた。
あどミンがこのデンリキを食べたことにより「チョウリュウ」というエリアが修復された。
第85回では取り寄せた多数の日用品が囮や防具に使われた他、「ん」で終わる物を取り寄せようとすると発動者は電撃を喰らう事を利用して巨大バグを感電させた。
第167回でも使用され、この能力で芹奈、元太、紅緒、萌衣を呼び寄せた。
またしりとりで繋がっていれば造語でも成立するようで、第194回では「〜な○○(てれび戦士名)」でしりとりを繋ぎ、てれび戦士全員を召喚している。
- ペラリンブックック

本の中の世界に入ることができる、紅緒の2つ目のデンリキ。
発動者は物語の登場人物に扮して、物語の内容を追体験できる。本に挿絵があれば、発動者が扮しているキャラクターの顔が発動者のものに変化する。稀に周囲の人を巻き込んでしまうこともある。作者が内容の明言を避けて適当に書いていた場合、辻褄を合わせるために上手い具合に解釈されたことが起こる。最後まで到達すると効果が切れて発動者は現実に帰ってこられる。この際、言動・行動が演じている登場人物と違っていても元の話と結果が同じなら元の世界に戻れる。そのため入った物語が未完成の場合だと、最後の台詞を発したキャラクターがその台詞を何度か繰り返したあと、周囲が真っ白な世界に変わり発動者は本の世界に閉じ込められてしまう。他の人が話の続きを書き足せば脱出可能。
最終的に本の世界を思う存分満喫した紅緒は「満足した、デンリキを使わなくても読むことで本の中の世界に入れる」とデンリキをあどミンに食べさせた。
あどミンがこのデンリキを食べたことにより「チョウトリイ」というエリアが修復された。
第185回では図書館の本に宿ったタマ電Qを回収するために使用した。
- ガチャガラポン

自身が見た相手と精神を入れ替える、生の2つ目のデンリキ。
使用すると自身と相手の頭から緑色の煙のようなものが立ち上り、一定時間お互いの体を使うことが出来る。声は中身の人物のままであるため、喋る際には怪しまれないようにしなければならない。使用可能回数は発現時も含め3回のみ。稀に周囲の人を巻き込んでしまうことがあり、生が3回目を使った際には自身と入れ替わったあどミンに加えてゆらと眞生、芹奈と悠真の計3組6名の体を入れ替えてしまっている。
生が「誰からも尊敬されたい」と叫んだ瞬間無意識に発現・発動させ、公園で踊っていたダンサーと入れ替わった。
生が3回目を使い終えた帰り道にあどミンに食べられた。
あどミンがこのデンリキを食べたことにより「チョウユキダルマ」というエリアが修復された。
- サイコグルメトリー

食べ物に宿った記憶を見ることが出来る、理音の2つ目のデンリキ。
デンリキ発動後に何かを食べると、その食べ物の周囲で起こった出来事が脳裏に浮かぶ。悠真曰く「サイコメトリーの食べ物版」。音声は再生されないため、発動者が曲解してしまうこともある。
あどミンがこのデンリキを食べたことにより「チョウチョキンバコ」というエリアが修復された。
- デルデロダッシュ

写真に写っている物体を実体化させる、ゆらの2つ目のデンリキ。
本物そっくりに写った物を出すことが出来るが、出した物は様々な意味で薄くなってしまう。写真を伏せると出現させたものは消滅する。
あどミンがこのデンリキを食べたことにより「チョウカギ」というエリアが修復された。
第185回では「ペラリンブックック」を解除し、紅緒とひらりを現実世界に戻した（この時は薄くなるという設定はない）。この他にも紅緒が「コピコピコピッペ」でコピーした際には、ゆらに憑依したライデェンを分離させ彼女に掛けられた洗脳を解いている。
2021年度
てれび戦士が抱いた願いがあどミンと強く呼応すると、あどミンの口から吐き出される形でデンリキが授けられる。また、使用者の電キャがデンリキを吸収すると喋れるようになるほか、電キャが自発的にデンリキを発動させることもある（2020年度に登場したデンリキも発動可能）。このことからデンリキが電キャに吸収されてもデンリキが無くなる訳ではない模様。
なお、※が付いているデンリキはあどミンからデンリキを受け取るシーンがカットされているため、最初に使った時は使用者が無意識に発動させている。
- ツルツルツール

ダジャレを言うと自身が滑る、悠真の3つ目のデンリキ。
自宅であどミンから与えられ発現した。「ヒャックリカエル」と同じく悠真は制御できず、空の前で使うも自分が滑ってしまい、彼からは呆れられた。また、第88回ではクリプトオンズに使おうとしたがまたしても自身に作用してしまった。しかしその拍子で大量のスーパーボールが入った段ボールが上に置いてある棚にぶつかり、クリプトオンズを撹乱させることに成功した。
第133回では悠真を守ると決心した電キャが使用。クリプトオンズを転倒させ、電こんぶを取り返した。
第167回では悠真がクリプトオンズの追っ手から逃れるために使用した。
- シュルシュルディスタンス

相手を弾き飛ばす、空の最初のデンリキ。
コードを唱えたあと、「シュルシュル○○（相手の名前）」と言いながら構えを取ると、矢印のようなエフェクトが出て相手を弾き飛ばすことができる。かけられる側は他の物を盾に使うとある程度効果を抑制できるため、第90回ではソニアが悠真の家にあったお盆を、第91回では悠真がソニアから託された鍋の蓋を使って矢印を防いだ。
悠真に負けそうな時に「このままじゃ負けちゃう」と思った瞬間あどミンから与えられた。その後は悠真との再戦を邪魔する者を妨害するために使い、彼に負けてしまったことでデンリキが暴走を始めてしまう。しかし悠真に説得され、自分が恐れていたことは敗北ではなく孤独であるということに気づいたことにより暴走が収まった。
第136回では空の電キャが使用。カイに対して声を荒らげたのを聞き発動させたが、その後不本意にカイを弾き飛ばしてしまった空に怒られてしまった。
- キエルスケール

体が透明になる、麻理亜の最初のデンリキ。
使うと一定時間相手から姿が見えなくなる。時間が過ぎると効果が解除される。声は聞こえるため、喋らなければ完全に気配を消すことができる。
- カードデダース※

カードに描かれたものを実体化させる、萌衣の最初のデンリキ。
最初の発動時に触れたカードの絵柄のみ実体化可能。その後の使用時はカードをめくれば呼び出し、伏せれば消滅させることができる。
第167回では萌衣の電キャが伊達政宗を召喚するために使用した。
- イッツショウワタイム

昭和時代を体験できる、元太の2つ目のデンリキ。
コードを唱えたあとに扉を開けると、その先が昭和の世界に繋がっている。ただしタイムスリップしている訳ではなく、あくまで"体験するだけ"なので、基本的に相手からは姿も声も認識されない。蛙のお面を頭に付けた、クラリネットで「遠き山に日は落ちて」を演奏する謎の男性が現れると元の時代に戻る。
第139回では発動されていないが、元太やみやぞんエンジの台詞でのみ登場している。
第167回では発動者ではない人物を対象に取れる点を利用し、萌衣の電キャが召喚した伊達政宗を昭和時代に飛ばした。
- スーハーストップルン※

時間を止められる、ソニアの2つ目のデンリキ。
発動者が息を止めている間のみ有効。そのため、ソニアは初めて発動させる際にタイミングを掴むことができなかった。
第151回ではソニアの電キャが使用。ソニアを撮影所から逃がした。
第167回では悠真を消そうとしたライデェンの動きを止めるために使用された。
- コピコピコピッペ

相手の才能を自分のものにできる、紅緒の3つ目のデンリキ。
相手を指差しながら「コピッぺ（相手の名前）の（奪いたい能力）」と言うと発動する。このデンリキを使うことを「コピッぺする」と言う。複数のことをコピッペすることもできるが、相手の弱点も丸ごと得てしまうことになる。
第185回では対象がデンリキを持っていた場合、それを使えるようになることが判明し、ゆらの「カオカオスッポカン」と「デルデロダッシュ」を使用している。
- ヒョイットヒョウイーン

周囲の物体に乗り移れる、芹奈の2つ目のデンリキ。
発動後、物に意識を憑依させて自由に動き回れる。一定時間が経つと解除される。発動中はその場に倒れ込み肉体は無防備になってしまうため、発動者の体に何かあると元に戻れなくなる危険がある。
芹奈が説教されていた際に「銅像になってしまいたい」と考えたことで無自覚に発現した。劇中では成島のタオルに対して使用し疑似的に彼の家に向かうが、クリプトオンズに肉体を隠され取り返しのつかない事態になりかけていた。
- ダレッポイント

特定の物事に対する世間からの評価を可視化する、礼の2つ目のデンリキ。
発動時に知りたいことを言うと、その人に対する評価が100点満点中何点かで表示される。あくまで"世間からの評価"なので、例え表示された点数が高かったり、その点数の通りだったとしても、本当にその人と反りが合うかは使った時点ではわからない上に実際に接したとしてもそれで必ず分かるという訳でもない。また、発動者自身の点数は2枚の鏡に写した姿を覗き込むことでしか見ることができない。
- ヘンシュウデワンスモア※

自身にとって都合の悪いことを編集して無かったことにできる、ギュナイの3つ目のデンリキ。
発動するとパソコンのある暗い部屋にワープし、動画編集ソフトを操作する要領で都合の悪いシーンを切り貼りできる。切り取った部分は現実に戻った際に筒状になって上から降ってきて、この筒を覗くとそのシーンを見ることができる。
- スッポリスンポール※

段ボール箱に入ると体が小さくなる、照太の2つ目のデンリキ。
小さくなった箱に入ったまま浮遊・移動もできる。また、デンリキを有している間は小人の姿が見えるようになる。
第153・154回では無人の折り紙教室に潜入したり、折り紙の後ろに身を潜めるのに使われた。
- パラレルレルパー

パラレルワールドに移動できる、眞生の3つ目のデンリキ。
発動させると目の前にワームホールが出現し、これをくぐるとパラレルワールドに行ける。パラレルワールドのみやぞんB曰く「パラレルワールドは星の数だけ存在する」ため、どの世界に辿り着くかは到着するまではわからず、パラレルワールドにいる状態で使っても元の世界に帰れるとは限らない。
- マイマイウーマ※

食べ物の味や食感を変える、そのまの2つ目のデンリキ。
発動後、対象を指差して何の味にしたいかを言うと効果が発揮される。みやぞんエンジ曰く「発動者の味覚を変えるのではなく、食べ物そのものの味が変わっている」ため、発動者以外が食べても効果はある。
- サトリンパッカーン

心を落ち着かせて集中力を極限まで高める、眞生の4つ目のデンリキ。
発動中は口調が敬語に変わり、物事の本質を見抜くことができる。一定時間が経つと解除され、発動者の口調も元に戻る。
- クルクルブショーン

戦国武将と入れ替われる、萌衣の2つ目のデンリキ。
発動すると任意の武将の名前が書かれたカプセルが体内に入って記憶や人格がその武将のものとなる。その代わりに発動者の魂はカプセルに閉じ込められて外に出される。カプセルに入れられた発動者の魂は他人からは見えないが、体に憑依した武将とは会話できる。
2021年度では織田信長を召喚した。2022年度でも引き続き使用されており、伊達政宗、武田信玄、徳川家康を召喚している。
2022年度
- ユキツ・モドリーツ

時間を巻き戻す、礼の3つ目のデンリキ。

#### 生放送専用デンリキ
汎用のもの以外は基本的に一度しか使われない。
- ミエミエマルットハート

2020年度のデントリー編生放送で使用される汎用デンリキ。
バグモンスター化した電空の住人の「大事にしている言葉」を可視化させ、4つの選択肢として表示する。
使用されたのは2020年度の1学期のみ。
- バイバイバグリムーブ

2020年度のデントリー編生放送で使用される汎用デンリキ。
4つの選択肢から茶の間戦士が選んだ「大事にしている言葉」をエネルギー体にしてバグモンスターにぶつけ、デバッグして元の電空の住人の姿に戻す。
2020年度の2学期以降、使われない回が多くなった。
- ドコドコフィッシュ

超大間にて元太が使用。海で発動させると魚のいる場所が光ってわかるようになる。
- ジャバジャバ・ツッカルーン

超別府にて照太が使用。「バイバイバグリムーブ」でも取り除けなかった鬼化したベプコのバグを、このデンリキでビバビバの湯に浸からせ元に戻した。
- 超バイバイバグリムーブ

超仙台にてギュナイが使用。巨大化した状態で使用し、マキムネのバグを元に戻した。
- モウヤメサセメモラウワー！

超大阪にて照太が使用。ツッコミの力でアホタのバグを元に戻した。
- タツマキ・キエテーナ

超新潟にてそのまが使用。バグを帯びた竜巻をバグごと消滅させることができる。
- ヒジキシャワー

超チコシティにてゆらが使用。「こんにゃくのツブツブは何？」という問いを出したトレーニングロボットに対して使用し、ビームでロボットを破壊した。
- ボーットイキテンジャネーヨ

超チコシティにて生が使用。由来はチコちゃんの決め台詞、「ボーッと生きてんじゃねーよ！」。バグモンスター化したチコちゃんをデバッグした。
- カムカムエクスプロージョン

2021年度のデントリー編生放送で使用される汎用デンリキ。
体力切れ寸前のペコドローンに対して使うことで、ペコドローンを爆発させることができる。ただし事前にチャージが必要。
- ドコドコストーン

超銀河鉄道の超採掘場にて元太が使用。何かが埋まっている場所が光ってわかるようになる。
- フレフレウォーターリフレッシュ

2021年度のデントリー編生放送で使用される汎用デンリキ。
雨を降らせ、水滴に触れると火の玉でダメージを受け続ける状態を解除できる。また、ペコパリオンズの妨害で姿を変えられた電キャも元に戻すことができる。
- バイバイバタフライ

アーカイブ星のコンテナで芹奈が使用。敵を消し去ることができる。
- スポンジワクワクック

紅緒が使用。ケーキのスポンジを一瞬で焼き上げることができる。
- ニコニコハッピーレシピ

眞生が使用。ペコパリオンズに奪われた笑顔のレシピを取り返した。
- イイネ・デ・アンインストール

萌衣が使用。応援を力に変えて攻撃する。

### ライリキ
てれび騎士や雷キャが使う、デンリキと似て異なる力。発動時のポーズはデンリキポーズを左右反転させたもの。
- クリアルウォール

キューブ上の透明な壁を出して相手を閉じ込める、風花（厳密には彼女の雷キャであるモモチー）のライリキ。後にライデェンも使用した。
壁に取り込まれると、名前や今までの記憶を失ってしまうほか、無気力状態に陥ってしまう。電キャの実体化・強制解除にも使用でき、オリオンを一発で倒すほどの威力を持つ。
物理的な壁としても使用可能で、モモチーがくろミンから離反した時にはこのライリキで坂上兄妹と萌衣をくろミンの攻撃から守っている。
しかし強力な一方で風花が空腹になってしまうと発動できくなるという大きな弱点がある。
- スヤスヤオヤスミヒーリング

聞いた相手を眠らせる、美音のライリキ。
メラのハープの音と指揮棒から出現させた音符で対象を眠らせることができる。
- ヨリドリミドリドレミドミドミ

歌詞を具現化する、美音のライリキ。
「ドレミのうた」を歌い、歌詞に出てきた物（ドーナツ、レモンなど）を具現化させて相手を攻撃する。替え歌を歌ってアレンジすることも可能。
- デルージョン

妄想を実体化できる、遥人のライリキ。
遥人の妄想から武器等を作り出すことができるが、マイナスな妄想をすると消えてしまう。
- パオパオエレファントスイング

相手を掴んで高速回転し、遠くに飛ばして攻撃する煌翔のライリキ。基本的にはパオウが使用する。
- クリアルスキャン

未来に現れる予定のタマ電Qの在処を知ることができる、モモチーのライリキ。
くろミンとライデェンがてれび騎士を切り捨てる要因となったが、体力を大幅に消費してしまうため連続発動ができないという欠点がある。
後にモモチーがてれび戦士方に付いてしまったため、くろミンがこのライリキをコピーしている。
- スーパークリアルスキャン

燃費面での弱点を補強するため、ライデェンが作ったライリキ増幅マシンでパワーアップさせた「クリアルスキャン」。
効果範囲が拡大したが、そのまと美音にマシンを破壊され使用不可能になってしまった。
- ココロイレカエール

他人と心を入れ替えることができる、風花のライリキ。
モモチーや彼女からコピーしたライデェンが使用した場合は対象の体を乗っ取る効果がある。てれび戦士に使った場合はそのてれび戦士が所持しているデンリキ・ライリキも使用可能。ただし他のデンリキで干渉されると解除されてしまうほか、モモチーの場合はたまに顔が彼女のものになってしまう。

## スタッフ
- シリーズ構成：佐藤大

## 電空物語 放送日程
第155回と第157回を除き、タイトルには「,」(コンマ)が入っている。

### 2020年度
| 回 | タイトル                       | 初回放送日     | 脚本       | 主演                | 脚注     |
| -- | ------------------------------ | -------------- | ---------- | ------------------- | -------- |
| 1  | ハロー,てれび戦士              | 2020年04月06日 | 佐藤大     | 坂上悠真            | [ * 1 ]  |
| 2  | ふしぎな力,デンリキ            | 2020年04月07日 | 佐藤大     | 坂上悠真            | [ * 2 ]  |
| 3  | あどミン探しと,ヘンな男        | 2020年04月08日 | 佐藤大     | 坂上悠真            | [ * 3 ]  |
| 4  | デンリキの,使いみち            | 2020年04月13日 | 福島直浩   | 坂上悠真            | [ * 4 ]  |
| 5  | ボクと妹,ひゃっくりカエル!?    | 2020年04月14日 | 福島直浩   | 坂上悠真            | [ * 5 ]  |
| 6  | あどミンの,食べもの            | 2020年04月15日 | 福島直浩   | 坂上悠真            | [ * 6 ]  |
| 7  | ピンク,にしちゃえ↑             | 2020年04月20日 | 古澤健     | ギュナイ滝美        | [ * 7 ]  |
| 8  | ピンク,はやめよう↓             | 2020年04月21日 | 古澤健     | ギュナイ滝美        | [ * 8 ]  |
| 9  | ピンク,の空♥                   | 2020年04月22日 | 古澤健     | ギュナイ滝美        | [ * 9 ]  |
| 10 | ダンスは,もうやめた            | 2020年05月25日 | 池田亮     | 稲毛眞生            | [ * 10 ] |
| 11 | みんな,思いどおり              | 2020年05月26日 | 池田亮     | 稲毛眞生            | [ * 11 ] |
| 12 | ボクが,やりたいこと            | 2020年05月27日 | 池田亮     | 稲毛眞生            | [ * 12 ] |
| 13 | 時をめくる,レイ                | 2020年06月01日 | 今野恭成   | 筧礼                | [ * 13 ] |
| 14 | めくりすぎた,ミライ            | 2020年06月02日 | 今野恭成   | 筧礼                | [ * 14 ] |
| 15 | めくるめく,イマ                | 2020年06月03日 | 今野恭成   | 筧礼                | [ * 15 ] |
| 16 | アレハ,ナンダ!? エピソードA    | 2020年06月08日 | 宮本亮     | 特別編              | [ * 16 ] |
| 17 | アレハ,ナンダ!? エピソードB    | 2020年06月09日 | 宮本亮     | 特別編              | [ * 17 ] |
| 18 | アレハ,ナンダ!? エピソードC    | 2020年06月10日 | 宮本亮     | 特別編              | [ * 18 ] |
| 19 | ノロマと,よばないで            | 2020年07月06日 | 渡辺謙作   | 大谷紅緒            | [ * 19 ] |
| 20 | スピード,出しすぎ注意          | 2020年07月07日 | 渡辺謙作   | 大谷紅緒            | [ * 20 ] |
| 21 | デンリキvs世界最速,            | 2020年07月08日 | 渡辺謙作   | 大谷紅緒            | [ * 21 ] |
| 22 | オレは,モテたい                | 2020年07月13日 | 関田育子   | 冨士原生            | [ * 22 ] |
| 23 | モテ期,来た!                   | 2020年07月14日 | 関田育子   | 冨士原生            | [ * 23 ] |
| 24 | 不器用,だけど                  | 2020年07月15日 | 関田育子   | 冨士原生            | [ * 24 ] |
| 25 | ソノマ,あらわる                | 2020年08月31日 | 福島直浩   | 坂上悠真 松尾そのま | [ * 25 ] |
| 26 | プラネタリウム,すれちがい      | 2020年09月01日 | 福島直浩   | 坂上悠真 松尾そのま | [ * 26 ] |
| 27 | デンリキ,使ったのはだれ?       | 2020年09月02日 | 福島直浩   | 坂上悠真 松尾そのま | [ * 27 ] |
| 28 | ソノマを,おいかけろ            | 2020年09月07日 | 佐藤大     | 坂上悠真 松尾そのま | [ * 28 ] |
| 29 | ソノマの,しるし                | 2020年09月08日 | 佐藤大     | 坂上悠真 松尾そのま | [ * 29 ] |
| 30 | ソノマの,やりかた              | 2020年09月09日 | 佐藤大     | 坂上悠真 松尾そのま | [ * 30 ] |
| 31 | 心の中を,のぞいてみたら        | 2020年09月14日 | 小林雄次   | マウスソニア        | [ * 31 ] |
| 32 | 気になる,あの子                | 2020年09月15日 | 小林雄次   | マウスソニア        | [ * 32 ] |
| 33 | 恋の,キューピッド作戦          | 2020年09月16日 | 小林雄次   | マウスソニア        | [ * 33 ] |
| 34 | 名探偵,リオン                  | 2020年09月21日 | 向田邦彦   | 谷川理音            | [ * 34 ] |
| 35 | リオン,推理する                | 2020年09月22日 | 向田邦彦   | 谷川理音            | [ * 35 ] |
| 36 | そして,だれもいなくなった      | 2020年09月23日 | 向田邦彦   | 谷川理音            | [ * 36 ] |
| 37 | ニンジャ,ナンジャ              | 2020年09月28日 | 宮本亮     | 梅田芹奈            | [ * 37 ] |
| 38 | ナンダカンダ,ニンジャ          | 2020年09月29日 | 宮本亮     | 梅田芹奈            | [ * 38 ] |
| 39 | バイバイ,ダブル                | 2020年09月30日 | 宮本亮     | 梅田芹奈            | [ * 39 ] |
| 40 | 笑う門には,デンリキきたる      | 2020年10月05日 | 田辺茂範   | 阿比留照太          | [ * 40 ] |
| 41 | お笑いデンリキ,スター誕生      | 2020年10月06日 | 田辺茂範   | 阿比留照太          | [ * 41 ] |
| 42 | もう一度,笑わせたい            | 2020年10月07日 | 田辺茂範   | 阿比留照太          | [ * 42 ] |
| 43 | スラスラ,楽勝?                 | 2020年10月12日 | 古澤健     | 溝口元太            | [ * 43 ] |
| 44 | うそつき,ゲンタ?               | 2020年10月13日 | 古澤健     | 溝口元太            | [ * 44 ] |
| 45 | ゲンタの絵は,ホンモノ?         | 2020年10月14日 | 古澤健     | 溝口元太            | [ * 45 ] |
| 46 | ドラムと,バケツ                | 2020年10月19日 | 渡辺謙作   | 佐々木ゆら          | [ * 46 ] |
| 47 | バッケを,さがせ!               | 2020年10月20日 | 渡辺謙作   | 佐々木ゆら          | [ * 47 ] |
| 48 | ワガママ,言っちゃえ            | 2020年10月21日 | 渡辺謙作   | 佐々木ゆら          | [ * 48 ] |
| 49 | ダンス,オブ,スカイ             | 2020年10月26日 | 福島直浩   | 坂上悠真 松尾そのま | [ * 49 ] |
| 50 | 助っ人は,どこに?               | 2020年10月27日 | 福島直浩   | 坂上悠真 松尾そのま | [ * 50 ] |
| 51 | 決戦は,水曜日                  | 2020年10月28日 | 福島直浩   | 坂上悠真 松尾そのま | [ * 51 ] |
| 52 | ソノマの,たくらみ              | 2020年11月09日 | 佐藤大     | 坂上悠真 松尾そのま | [ * 52 ] |
| 53 | ふたつの,デンリキ              | 2020年11月10日 | 佐藤大     | 坂上悠真 松尾そのま | [ * 53 ] |
| 54 | ソノマ,てれび戦士              | 2020年11月11日 | 佐藤大     | 坂上悠真 松尾そのま | [ * 54 ] |
| 55 | しゃべってよ,カメ              | 2020年11月16日 | 片桐絵梨子 | 稲毛眞生            | [ * 55 ] |
| 56 | マウナとカメの,ちいさな旅      | 2020年11月17日 | 片桐絵梨子 | 稲毛眞生            | [ * 56 ] |
| 57 | 生命の泉へ,風にのって          | 2020年11月18日 | 片桐絵梨子 | 稲毛眞生            | [ * 57 ] |
| 58 | なんで,でんりき,きゅうち       | 2020年11月23日 | 向田邦彦   | ギュナイ滝美        | [ * 58 ] |
| 59 | ちこく,くるしみ,みっしつ       | 2020年11月24日 | 向田邦彦   | ギュナイ滝美        | [ * 59 ] |
| 60 | つながり,りもーと,ともだち     | 2020年11月25日 | 向田邦彦   | ギュナイ滝美        | [ * 60 ] |
| 61 | 本が,だいすき                  | 2020年12月07日 | 田辺茂範   | 大谷紅緒            | [ * 61 ] |
| 62 | ベニオ,本の中                  | 2020年12月08日 | 田辺茂範   | 大谷紅緒            | [ * 62 ] |
| 63 | めざせ,めでたし×2              | 2020年12月09日 | 田辺茂範   | 大谷紅緒            | [ * 63 ] |
| 64 | なぞの,ハカイシャ              | 2020年12月14日 | 佐藤大     | 坂上悠真 筧礼       | [ * 64 ] |
| 65 | てれび戦士,漂流記              | 2020年12月15日 | 佐藤大     | 坂上悠真 筧礼       | [ * 65 ] |
| 66 | ハカイシャ,ハカイ作戦          | 2020年12月16日 | 佐藤大     | 坂上悠真 筧礼       | [ * 66 ] |
| 67 | 尊敬,されたい                  | 2021年01月04日 | 池田亮     | 冨士原生            | [ * 67 ] |
| 68 | アドミン,コワセ                | 2021年01月05日 | 池田亮     | 冨士原生            | [ * 68 ] |
| 69 | みんなを,守る                  | 2021年01月06日 | 池田亮     | 冨士原生            | [ * 69 ] |
| 70 | 名探偵リオン,ふたたび          | 2021年01月11日 | 向田邦彦   | 谷川理音            | [ * 70 ] |
| 71 | 暗号を,とけ!                   | 2021年01月12日 | 向田邦彦   | 谷川理音            | [ * 71 ] |
| 72 | ホントの,犯人                  | 2021年01月13日 | 向田邦彦   | 谷川理音            | [ * 72 ] |
| 73 | ユラと,たいやき                | 2021年01月25日 | 宮本亮     | 佐々木ゆら          | [ * 73 ] |
| 74 | かみかざりの,思い出            | 2021年01月26日 | 宮本亮     | 佐々木ゆら          | [ * 74 ] |
| 75 | 親友に,会わせたい              | 2021年01月27日 | 宮本亮     | 佐々木ゆら          | [ * 75 ] |
| 76 | 父からの,おくりもの            | 2021年02月01日 | 福島直浩   | 坂上悠真 松尾そのま | [ * 76 ] |
| 77 | 安全アプリ,起動!               | 2021年02月02日 | 福島直浩   | 坂上悠真 松尾そのま | [ * 77 ] |
| 78 | めざせ,安全ブレーカー          | 2021年02月03日 | 福島直浩   | 坂上悠真 松尾そのま | [ * 78 ] |
| 79 | よみがえる,電空                | 2021年02月15日 | 鈴木洋介   | 坂上悠真 松尾そのま | [ * 79 ] |
| 80 | 夢の楽園,電空                  | 2021年02月16日 | 鈴木洋介   | 坂上悠真 松尾そのま | [ * 80 ] |
| 81 | ハカイシャの,正体              | 2021年02月17日 | 鈴木洋介   | 坂上悠真 松尾そのま | [ * 81 ] |
| 82 | ハカイ,ハカセの記憶            | 2021年02月22日 | 佐藤大     | 坂上悠真 松尾そのま | [ * 82 ] |
| 83 | リバース・コンバーターは,どこ? | 2021年02月23日 | 佐藤大     | 坂上悠真 松尾そのま | [ * 83 ] |
| 84 | それぞれの思い,決戦へ          | 2021年02月24日 | 佐藤大     | 坂上悠真 松尾そのま | [ * 84 ] |
| 85 | 最後まで,ハローハロー          | 2021年03月15日 | 佐藤大     | 最終話拡大版        | [ * 85 ] |

### 2021年度
| 回  | タイトル                        | 初回放送日     | 脚本       | 主演                | 脚注      |
| --- | ------------------------------- | -------------- | ---------- | ------------------- | --------- |
| 86  | あどミンに,アイタイ             | 2021年04月05日 | 鈴木洋介   | 坂上悠真            | [ * 86 ]  |
| 87  | あどミンは,ドコ?                | 2021年04月06日 | 鈴木洋介   | 坂上悠真            | [ * 87 ]  |
| 88  | あどミン,タスケル               | 2021年04月07日 | 鈴木洋介   | 坂上悠真            | [ * 88 ]  |
| 89  | ソラの,ディスタンス             | 2021年04月12日 | 今野恭成   | 勅使河原空          | [ * 89 ]  |
| 90  | シュルシュル,みんな             | 2021年04月13日 | 今野恭成   | 勅使河原空          | [ * 90 ]  |
| 91  | 2人の,ディスタンス              | 2021年04月14日 | 今野恭成   | 勅使河原空          | [ * 91 ]  |
| 92  | マリアと,マーシャ               | 2021年04月19日 | 池田亮     | 布施麻理亜          | [ * 92 ]  |
| 93  | トウメイな,わたし               | 2021年04月20日 | 池田亮     | 布施麻理亜          | [ * 93 ]  |
| 94  | ふたりの,ピアノ                 | 2021年04月21日 | 池田亮     | 布施麻理亜          | [ * 94 ]  |
| 95  | デンリキは,カードから           | 2021年04月26日 | 福島直浩   | 香月萌衣            | [ * 95 ]  |
| 96  | ブショー,たるもの               | 2021年04月27日 | 福島直浩   | 香月萌衣            | [ * 96 ]  |
| 97  | メイが,みつけたもの             | 2021年04月28日 | 福島直浩   | 香月萌衣            | [ * 97 ]  |
| 98  | 扉の,むこう                     | 2021年05月10日 | 関田育子   | 溝口元太            | [ * 98 ]  |
| 99  | 家出,やっちゃんと               | 2021年05月11日 | 関田育子   | 溝口元太            | [ * 99 ]  |
| 100 | 家路,やっちゃんと               | 2021年05月12日 | 関田育子   | 溝口元太            | [ * 100 ] |
| 101 | 時間が,たりない                 | 2021年05月17日 | 片桐絵梨子 | マウスソニア        | [ * 101 ] |
| 102 | ラッキーと,いっしょ             | 2021年05月18日 | 片桐絵梨子 | マウスソニア        | [ * 102 ] |
| 103 | 時よ,とまれ                     | 2021年05月19日 | 片桐絵梨子 | マウスソニア        | [ * 103 ] |
| 104 | できないこと,あるのはイヤだ     | 2021年05月24日 | 古澤健     | 大谷紅緒            | [ * 104 ] |
| 105 | できないこと,なくしちゃおう     | 2021年05月25日 | 古澤健     | 大谷紅緒            | [ * 105 ] |
| 106 | できないこと,ない人なんていない | 2021年05月26日 | 古澤健     | 大谷紅緒            | [ * 106 ] |
| 107 | 移る,ココロ                     | 2021年06月07日 | 向田邦彦   | 梅田芹奈            | [ * 107 ] |
| 108 | 先生の,タオルに                 | 2021年06月08日 | 向田邦彦   | 梅田芹奈            | [ * 108 ] |
| 109 | また,明日                       | 2021年06月09日 | 向田邦彦   | 梅田芹奈            | [ * 109 ] |
| 110 | 見える,ポイント                 | 2021年06月14日 | 渡辺謙作   | 筧礼                | [ * 110 ] |
| 111 | わたしの,ポイントは?            | 2021年06月15日 | 渡辺謙作   | 筧礼                | [ * 111 ] |
| 112 | ポイント,なんか…!               | 2021年06月16日 | 渡辺謙作   | 筧礼                | [ * 112 ] |
| 113 | ヘンシュウ,わたしの人生         | 2021年06月21日 | 横浜聡子   | ギュナイ滝美        | [ * 113 ] |
| 114 | ヘンシュウ,で,思いどおり        | 2021年06月22日 | 横浜聡子   | ギュナイ滝美        | [ * 114 ] |
| 115 | ごみ箱の,中には                 | 2021年06月23日 | 横浜聡子   | ギュナイ滝美        | [ * 115 ] |
| 116 | 床の,音                         | 2021年07月05日 | 今野恭成   | 阿比留照太          | [ * 116 ] |
| 117 | 小さい,おうちで                 | 2021年07月06日 | 今野恭成   | 阿比留照太          | [ * 117 ] |
| 118 | さよならの,音                   | 2021年07月07日 | 今野恭成   | 阿比留照太          | [ * 118 ] |
| 119 | マウナ,マウナ                   | 2021年07月12日 | 宮本亮     | 稲毛眞生            | [ * 119 ] |
| 120 | マウナ,マウナマウナ!            | 2021年07月13日 | 宮本亮     | 稲毛眞生            | [ * 120 ] |
| 121 | バイバイ,マウナ                 | 2021年07月14日 | 宮本亮     | 稲毛眞生            | [ * 121 ] |
| 122 | おいしく,しちゃえ               | 2021年09月06日 | 田辺茂範   | 松尾そのま          | [ * 122 ] |
| 123 | 料理の,天才                     | 2021年09月07日 | 田辺茂範   | 松尾そのま          | [ * 123 ] |
| 124 | おいしさの,かくし味             | 2021年09月08日 | 田辺茂範   | 松尾そのま          | [ * 124 ] |
| 125 | 電空,不吉な前ぶれ               | 2021年09月13日 | 鈴木洋介   | 坂上悠真 松尾そのま | [ * 125 ] |
| 126 | はなればなれの,追跡             | 2021年09月14日 | 鈴木洋介   | 坂上悠真 松尾そのま | [ * 126 ] |
| 127 | 見えぬものこそが,真実           | 2021年09月15日 | 鈴木洋介   | 坂上悠真 松尾そのま | [ * 127 ] |
| 128 | こわれた,友情                   | 2021年09月27日 | 福島直浩   | 江原風花            | [ * 128 ] |
| 129 | みんな,ヒミツ                   | 2021年09月28日 | 福島直浩   | 江原風花            | [ * 129 ] |
| 130 | 仲直りの,方法は?                | 2021年09月29日 | 福島直浩   | 江原風花            | [ * 130 ] |
| 131 | ユウマの作戦,フウカの雷キャ     | 2021年10月04日 | 佐藤大     | 坂上悠真 江原風花   | [ * 131 ] |
| 132 | 電空復活のシンジツ,             | 2021年10月05日 | 佐藤大     | 坂上悠真 江原風花   | [ * 132 ] |
| 133 | 電キャの声,自分のチカラ         | 2021年10月06日 | 佐藤大     | 坂上悠真 江原風花   | [ * 133 ] |
| 134 | いつまで,だまっているんだろう   | 2021年10月18日 | 古澤健     | 勅使河原空          | [ * 134 ] |
| 135 | どっちが,ホントのお兄ちゃん?    | 2021年10月19日 | 古澤健     | 勅使河原空          | [ * 135 ] |
| 136 | 言いたいことは,大きな声で       | 2021年10月20日 | 古澤健     | 勅使河原空          | [ * 136 ] |
| 137 | ハシレ,マリア                   | 2021年10月25日 | 宮本亮     | 布施麻理亜 大谷紅緒 | [ * 137 ] |
| 138 | ハシレ,ベニオ!                  | 2021年10月26日 | 宮本亮     | 布施麻理亜 大谷紅緒 | [ * 138 ] |
| 139 | ハシレ,ハワイマデ!              | 2021年10月27日 | 宮本亮     | 布施麻理亜 大谷紅緒 | [ * 139 ] |
| 140 | 水たまりの,音はなに?            | 2021年11月08日 | 今野恭成   | 筧礼                | [ * 140 ] |
| 141 | 水たまりは,楽しい?              | 2021年11月09日 | 今野恭成   | 筧礼                | [ * 141 ] |
| 142 | いっしょなら,もっと             | 2021年11月10日 | 今野恭成   | 筧礼                | [ * 142 ] |
| 143 | 不思議なんて,大きらい           | 2021年11月15日 | 福島直浩   | 稲毛眞生            | [ * 143 ] |
| 144 | 七不思議を,解きまくれ           | 2021年11月16日 | 福島直浩   | 稲毛眞生            | [ * 144 ] |
| 145 | デンリキ探偵団,危機一髪！       | 2021年11月17日 | 福島直浩   | 稲毛眞生            | [ * 145 ] |
| 146 | 戦国武将,だれにする?            | 2021年11月29日 | 向田邦彦   | 香月萌衣            | [ * 146 ] |
| 147 | 信長って,どんな人?              | 2021年11月30日 | 向田邦彦   | 香月萌衣            | [ * 147 ] |
| 148 | 天下,統一?                      | 2021年12月01日 | 向田邦彦   | 香月萌衣            | [ * 148 ] |
| 149 | スマホの,中へ                   | 2021年12月06日 | 久保寺晃一 | マウスソニア        | [ * 149 ] |
| 150 | ソニアの,なりたいすがた         | 2021年12月07日 | 久保寺晃一 | マウスソニア        | [ * 150 ] |
| 151 | もっと,広いセカイ               | 2021年12月08日 | 久保寺晃一 | マウスソニア        | [ * 151 ] |
| 152 | オリガミの,女神                 | 2021年12月13日 | 鈴木洋介   | 阿比留照太          | [ * 152 ] |
| 153 | ビリビリの,真実                 | 2021年12月14日 | 鈴木洋介   | 阿比留照太          | [ * 153 ] |
| 154 | 折り重なる,気持ち               | 2021年12月15日 | 鈴木洋介   | 阿比留照太          | [ * 154 ] |
| 155 | 桜川のバースデー                | 2021年12月20日 | 田辺茂範   | 梅田芹奈            | [ * 155 ] |
| 156 | セリナ,秘密の写真               | 2021年12月21日 | 田辺茂範   | 梅田芹奈            | [ * 156 ] |
| 157 | サプライズパーティー            | 2021年12月22日 | 田辺茂範   | 梅田芹奈            | [ * 157 ] |
| 158 | 迷子の,ハロプラ                 | 2022年01月17日 | 佐藤大     | 松尾そのま 大野遥斗 | [ * 158 ] |
| 159 | 放課後の,ハロプラ捜索           | 2022年01月18日 | 佐藤大     | 松尾そのま 大野遥斗 | [ * 159 ] |
| 160 | みんな,ツナガル                 | 2022年01月19日 | 佐藤大     | 松尾そのま 大野遥斗 | [ * 160 ] |
| 161 | 雷キャ,ふたたび                 | 2022年02月07日 | 福島直浩   | 坂上悠真 江原風花   | [ * 161 ] |
| 162 | きょうだいゲンカの,はてに       | 2022年02月08日 | 福島直浩   | 坂上悠真 江原風花   | [ * 162 ] |
| 163 | 黒いアバターの,野望             | 2022年02月09日 | 福島直浩   | 坂上悠真 江原風花   | [ * 163 ] |
| 164 | ユウマの,ダジャレ               | 2022年02月21日 | 鈴木洋介   | 坂上悠真 勅使河原空 | [ * 164 ] |
| 165 | 電キャの,気持ち                 | 2022年02月22日 | 鈴木洋介   | 坂上悠真 勅使河原空 | [ * 165 ] |
| 166 | デンリキ!ヒャックリカエル!      | 2022年02月23日 | 鈴木洋介   | 坂上悠真 勅使河原空 | [ * 166 ] |
| 167 | 決戦,壁のむこうに               | 2022年02月28日 | 村山功     | 最終話拡大版        | [ * 167 ] |

### 2022年度
今年度より話数が付けられている。
| 回  | 話     | タイトル                            | 初回放送日     | 脚本     | 主演                | 脚注      |
| --- | ------ | ----------------------------------- | -------------- | -------- | ------------------- | --------- |
| 168 | 第1話  | てれび騎士,あらわる                 | 2022年04月04日 | 佐藤大   | 坂上悠真 盛武美音   | [ * 168 ] |
| 169 | 第2話  | タマ電Qを,まもれ                    | 2022年04月11日 | 佐藤大   | 坂上悠真 盛武美音   | [ * 169 ] |
| 170 | 第3話  | ハルトは,ヒーロー?                  | 2022年04月18日 | 福島直浩 | 大野遥斗 松尾そのま | [ * 170 ] |
| 171 | 第4話  | 電キャVS.雷キャ,                    | 2022年04月25日 | 福島直浩 | 大野遥斗 松尾そのま | [ * 171 ] |
| 172 | 第5話  | 出会った,ふたり                     | 2022年05月09日 | 鈴木洋介 | 丸山煌翔 阿比留照太 | [ * 172 ] |
| 173 | 第6話  | ヒミツの,友情                       | 2022年05月16日 | 鈴木洋介 | 丸山煌翔 阿比留照太 | [ * 173 ] |
| 174 | 第7話  | ホットケーキ,あるいはタマ電Q        | 2022年05月23日 | 今野恭成 | 筧礼 盛武美音       | [ * 174 ] |
| 175 | 第8話  | タカラモノは,だれのもの             | 2022年05月30日 | 今野恭成 | 筧礼 盛武美音       | [ * 175 ] |
| 176 | 第9話  | うらない大作戦,タマ電Qを手に入れろ! | 2022年06月13日 | 村山功   | 稲毛眞生 大野遥斗   | [ * 176 ] |
| 177 | 第10話 | うらなえない,終わりかた             | 2022年06月20日 | 村山功   | 稲毛眞生 大野遥斗   | [ * 177 ] |
| 178 | 第11話 | モヤモヤ,てれび騎士                 | 2022年07月04日 | 福島直浩 | 香月萌衣 盛武美音   | [ * 178 ] |
| 179 | 第12話 | 本当の,なかま                       | 2022年07月11日 | 福島直浩 | 香月萌衣 盛武美音   | [ * 179 ] |
| 180 | 第13話 | すれちがう,2人                      | 2022年09月05日 | 佐藤大   | 松尾そのま 盛武美音 | [ * 180 ] |
| 181 | 第14話 | てれび戦士,だから                   | 2022年09月12日 | 佐藤大   | 松尾そのま 盛武美音 | [ * 181 ] |
| 182 | 第15話 | ココロ,いれかえる                   | 2022年09月26日 | 今野恭成 | 江原風花 坂上悠真   | [ * 182 ] |
| 183 | 第16話 | 見えぬものこそ,シンジツ             | 2022年10月03日 | 今野恭成 | 江原風花 坂上悠真   | [ * 183 ] |
| 184 | 第17話 | 誕生日をめぐる,物語                 | 2022年10月17日 | 福島直浩 | 大谷紅緒 佐々木ゆら | [ * 184 ] |
| 185 | 第18話 | あどミンへの,プレゼント             | 2022年10月24日 | 福島直浩 | 大谷紅緒 佐々木ゆら | [ * 185 ] |
| 186 | 第19話 | はぐれた,クリプトオンズ             | 2022年11月14日 | 鈴木洋介 | 布施麻理亜 NOPPO    | [ * 186 ] |
| 187 | 第20話 | どこまでも,いこう                   | 2022年11月21日 | 鈴木洋介 | 布施麻理亜 NOPPO    | [ * 187 ] |
| 188 | 第21話 | 桜川の,ひとめぼれ                   | 2022年12月05日 | 鈴木洋介 | 前田公輝            | [ * 188 ] |
| 189 | 第22話 | フウカと,モモチー                   | 2022年12月12日 | 村山功   | 江原風花            | [ * 189 ] |
| 190 | 第23話 | ふたりの,記憶                       | 2022年12月19日 | 村山功   | 江原風花            | [ * 190 ] |
| 191 | 第24話 | とくべつな,関係                     | 2023年01月16日 | 鈴木洋介 | 前田公輝            | [ * 191 ] |
| 192 | 第25話 | 最後の,タマ電Q                      | 2023年01月23日 | 鈴木洋介 | 前田公輝            | [ * 192 ] |
| 193 | 第26話 | オリオンを,たすけろ                 | 2023年01月30日 | 福島直浩 | 坂上悠真            | [ * 193 ] |
| 194 | 第27話 | 電デビルの,もくてき                 | 2023年02月06日 | 福島直浩 | 坂上悠真            | [ * 194 ] |
| 195 | 第28話 | みんなのチカラ,ライデンリキ         | 2023年02月27日 | 佐藤大   | 19分25秒            | [ * 195 ] |
| 196 | 最終話 | バイバイ,デンリキ                   | 2023年03月06日 | 佐藤大   | 16分30秒            | [ * 196 ] |

## 電空物語 再放送

### 2020年度版
○印は「あらぽんをさがせ!」
| 回      | 傑作選タイトル                       | 放送日                                        | 脚注                          |
| ------- | ------------------------------------ | --------------------------------------------- | ----------------------------- |
| 001-003 | みやぞん&てれび戦士出会いの物語!     | 2020年04月16日○ 2020年05月18日                | [ * 197 ] [ * 198 ]           |
| 004-006 | ユウマとみやぞんフシギな物語!        | 2020年04月23日○ 2020年05月19日                | [ * 199 ] [ * 200 ]           |
| 007-009 | ギュナイとみやぞんポップなSF物語     | 2020年04月30日○ 2020年05月20日 2020年08月11日 | [ * 201 ] [ * 202 ] [ * 203 ] |
| 010-012 | マウナとみやぞんのデンリキSF物語!    | 2020年07月30日○ 2020年08月12日                | [ * 204 ] [ * 205 ]           |
| 013-015 | 時をめくるレイ                       | 2020年07月20日 2020年08月18日                 | [ * 206 ] [ * 207 ]           |
| 016-018 | てれび戦士とナゾの物体!              | 2020年07月27日 2020年08月19日                 | [ * 208 ] [ * 209 ]           |
| 019-021 | ベニオとみやぞんドタバタSF!          | 2020年08月03日 2020年08月27日○                | [ * 210 ] [ * 211 ]           |
| 022-024 | イクとみやぞんモテモテSF             | 2020年08月10日                                | [ * 212 ]                     |
| 025-027 | ナゾの転校生ソノマあらわる           | 2020年11月02日                                | [ * 213 ]                     |
| 028-030 | 敵か味方か?あやしいあの子            | 2020年11月03日                                | [ * 214 ]                     |
| 034-036 | 名探偵リオン 犯人はだれだ?           | 2020年11月30日                                | [ * 215 ]                     |
| 037-039 | セリナのニンジャナンジャ             | 2020年12月01日                                | [ * 216 ]                     |
| 040-042 | ショウタのドッゲラカーン             | 2020年12月02日                                | [ * 217 ]                     |
| 043-045 | 電空にモンスターあらわる!?           | 2021年01月18日                                | [ * 218 ]                     |
| 049-051 | ダンス,オブ,スカイ                   | 2020年11月04日                                | [ * 219 ]                     |
| 052-054 | 「なぞの転校生」ソノマの正体が!      | 2020年12月28日                                | [ * 220 ]                     |
| 055-057 | マウナと不思議なカメのロードムービー | 2020年12月30日                                | [ * 221 ]                     |
| 058-060 | しりとりで何でもお取りよせ!?         | 2021年01月19日                                | [ * 222 ]                     |
| 061-063 | 本の世界へ冒険の旅!                  | 2021年01月20日                                | [ * 223 ]                     |
| 064-066 | なぞのハカイシャあらわる!            | 2020年12月29日 2021年02月08日                 | [ * 224 ] [ * 225 ]           |
| 067-069 | イクの「ガチャガラポン」!            | 2021年02月09日                                | [ * 226 ]                     |
| 070-072 | 名探偵リオンふたたび                 | 2021年03月01日                                | [ * 227 ]                     |
| 073-075 | ユラのデルデロダッシュ               | 2021年03月02日                                | [ * 228 ]                     |
| 076-078 | 電空のヒミツが明かされる!?           | 2021年02月10日 2021年03月08日                 | [ * 229 ] [ * 230 ]           |
| 079-081 | みやぞんエンジの正体が明らかに!      | 2021年03月09日                                | [ * 231 ]                     |
| 082-084 | みやぞの博士が語る電空の真実         | 2021年03月10日                                | [ * 232 ]                     |
| 085     | 電空物語2020涙の最終話               | 2021年05月03日                                | [ * 233 ]                     |

### 2021年度版
| 回      | 傑作選タイトル                  | 放送日                        | 脚注                |
| ------- | ------------------------------- | ----------------------------- | ------------------- |
| 086-089 | お帰りあどミン                  | 2021年05月04日 2021年08月16日 | [ * 234 ] [ * 235 ] |
| 090-092 | 二人はライバル?ソラとユウマ     | 2021年05月05日 2021年08月23日 | [ * 236 ] [ * 237 ] |
| 092-094 | てれび戦士のマリアが透明人間!?  | 2021年05月31日                | [ * 238 ]           |
| 095-097 | おっちょこちょいな戦国武将      | 2021年06月01日                | [ * 239 ]           |
| 098-100 | 昭和の時代にタイムスリップ!?    | 2021年06月02日                | [ * 240 ]           |
| 101-103 | 時を止めるデンリキ発動!?        | 2021年06月28日                | [ * 241 ]           |
| 104-106 | 他人の能力をコピペできる!?      | 2021年07月19日                | [ * 242 ]           |
| 107-109 | セリナに初恋の相手あらわる!?    | 2021年07月20日                | [ * 243 ]           |
| 110-112 | 他人の能力を点数化するデンリキ? | 2021年07月21日                | [ * 244 ]           |
| 113-115 | 都合が悪い人生を編集でカット!?  | 2021年08月09日                | [ * 245 ]           |
| 116-118 | デンリキで小人の世界へ!?        | 2021年08月10日                | [ * 246 ]           |
| 119-121 | マウナのパラレルレルパー        | 2021年09月21日                | [ * 247 ]           |
| 122-124 | ソノマの「マイマイウーマ」      | 2021年10月11日                | [ * 248 ]           |
| 125-127 | 電空にナゾのバグ発生!!          | 2021年09月22日 2021年10月12日 | [ * 249 ] [ * 250 ] |
| 128-130 | ナゾのアバターが出現!?          | 2021年10月13日                | [ * 251 ]           |
| 131-133 | 電空復活のナゾとあらたな敵      | 2021年10月14日                | [ * 252 ]           |
| 134-136 | ソラと電キャの電空物語          | 2021年11月01日                | [ * 253 ]           |
| 137-139 | マリアとベニオの友情鬼ごっこ!?  | 2021年11月02日                | [ * 254 ]           |
| 140-142 | レイと電キャの大冒険!           | 2021年11月22日                | [ * 255 ]           |
| 143-145 | マウナと七不思議                | 2021年11月23日                | [ * 256 ]           |
| 146-148 | メイと信長の野望                | 2022年01月04日                | [ * 257 ]           |
| 149-151 | ソニアがインフルエンサーに!?    | 2022年01月05日                | [ * 258 ]           |
| 152-154 | ショウタの不思議なおりがみ      | 2022年01月10日                | [ * 259 ]           |
| 155-157 | セリナのドタバタ電空コメディ!   | 2022年01月11日                | [ * 260 ]           |
| 158-160 | ソノマの電空物語×パソコン       | 2022年02月16日                | [ * 261 ]           |
| 161-163 | 雷キャとフウカ                  | 2022年02月17日 2022年03月23日 | [ * 262 ] [ * 263 ] |
| 164-166 | 電キャの反逆                    | 2022年03月24日                | [ * 264 ]           |
| 167     | 電空物語2021クライマックス      | 2022年05月02日                | [ * 265 ]           |

### 2022年度版
| 話     | 傑作選タイトル                    | 放送日                        | 脚注                |
| ------ | --------------------------------- | ----------------------------- | ------------------- |
| 01-02  | 飛び出せ電キャ!                   | 2022年05月03日 2022年08月22日 | [ * 266 ] [ * 267 ] |
| 03-04  | ソノマとハルト迫力バトル!         | 2022年05月04日 2022年08月23日 | [ * 268 ] [ * 269 ] |
| 05-06  | ショウタとテッショウの友情バトル! | 2022年06月06日 2022年08月24日 | [ * 270 ] [ * 271 ] |
| 07-08  | タマ電Qはだれの手に!?             | 2022年06月07日 2022年08月29日 | [ * 272 ] [ * 273 ] |
| 09-10  | マウナが占い師!?占いパニック      | 2022年06月27日 2022年08月30日 | [ * 274 ] [ * 275 ] |
| 11-12  | 大進展の電空物語ふたたび          | 2022年07月18日 2022年08月31日 | [ * 276 ] [ * 277 ] |
| 13-14  | コンビ作戦                        | 2022年09月22日                | [ * 278 ]           |
| 15-16  | フウカと雷キャの物語              | 2022年10月13日                | [ * 279 ]           |
| 17-18  | あどミン誕生物語                  | 2022年11月10日 2023年01月09日 | [ * 280 ] [ * 281 ] |
| 19-20  | マリアとクリプトオンズ物語        | 2022年12月01日 2023年01月10日 | [ * 282 ] [ * 283 ] |
| 21     | 電空ラブストーリー                | 2023年01月11日                | [ * 284 ]           |
| 22-23  | フウカとモモチー                  | 2023年01月12日                | [ * 285 ]           |
| 24-25  | 新たな敵が登場?                   | 2023年02月13日                | [ * 286 ]           |
| 26-27  | 電デビル登場でどうなる?           | 2023年02月14日                | [ * 287 ]           |
| 28     | みんなのチカラ,ライデンリキ       | 2023年03月23日                | [ * 288 ]           |
| 最終話 | 電空物語クライマックスふたたび    | 2023年03月27日                | [ * 289 ]           |